# أسد
الأسد حيوان من الثدييات من فصيلة السنوريات وأحد السنوريات الأربعة الكبيرة المنتمية لجنس النمور (باللاتينية: Panthera)، وهو يُعد ثاني أكبر السنوريات في العالم بعد الببر، حيث تفوق كتلة الذكور الكبيرة منه 250 كيلوغراما (550 رطلًا). تعيش معظم الأسود البرية المتبقية اليوم في إفريقيا جنوب الصحراء الكبرى، ولا تزال جمهرة واحدة صغيرة مهددة بالانقراض تعيش في آسيا بولاية غوجرات في شمال غربي الهند. كان موطن الأسود شاسعًا جدًا في السابق، حيث كانت تتواجد في شمال إفريقيا، الشرق الأوسط، وآسيا الغربية، حيث انقرضت منذ بضعة قرون فقط. وحتى بداية العصر الحديث (الهولوسين، منذ حوالي 10,000 سنة)، كانت الأسود تُعتبر أكثر ثدييات اليابسة الكبرى انتشارا بعد الإنسان، حيث كانت توجد في معظم أنحاء إفريقيا، الكثير من أنحاء أوراسيا من أوروبا الغربية وصولا إلى الهند، وفي الأمريكيتين، من يوكون حتى البيرو.
يختلف أمد حياة الأسود باختلاف جنسها، فاللبؤات التي تعيش في مناطق محميّة آمنة مثل منتزه كروغر الوطني قد تصل لما بين 12 و14 عاما، بحال تخطّت مخاطر ومشقات حياة الأشبال، بينما لا تتخطى الذكور 8 سنوات من حياتها إلا فيما ندر. إلا أن هناك وثائق تظهر أن بعض اللبوات عاشت حتى سن 20 عامًا في البرية. تسكن الأسود السفانا والأراضي العشبيّة عادة، إلا أنها قد تتواجد في أراضي الأشجار القمئية والغابات في بعض الأحيان. تعتبر الأسود حيوانات اجتماعية بشكل كبير مقارنة بباقي أعضاء فصيلة السنوريات، وتُسمّى المجموعة العائلية للأسود «زمرة» باللغة العربية، وهي تتألف من إناث مرتبطة ببعضها عن طريق القرابة (أخوات، أمهات، خالات، جدّات...)، عدد من الصغار، وبضعة ذكور بالغة. تصطاد مجموعة الإناث مع بعضها في الغالب، حيث تفترس إجمالا الحافريات الكبرى، إلا أنها قد تلجأ للتقميم إن سنحت لها الفرصة. يُعدّ الأسد مفترسا فوقيّا أو رئيسيّا (لا يفترسه أي كائن حي آخر)، ونوعا أساسيّا أو عماديّا (من أنواع الحيوانات التي يرتكز وجود باقي الأنواع بتوازن على وجودها معها في نظام بيئي معيّن). على الرغم من أن الأسود لا تعتبر الإنسان طريدة طبيعية لها وغالبًا ما تتجنبه، إلا أنه يُعرف عن البعض منها أنه أصبح آكلا للبشر في حالات محددة.
تصنّف الأسود على أنها من الأنواع المهددة بالانقراض بدرجة دنيا، حيث ارتفعت حدّة تراجع أعدادها من 30 إلى 50% في إفريقيا خلال العقدين الماضيين؛ ويعتبر أمل الجمهرات الباقية خارج المحميات والمنتزهات القومية ضعيف للغاية. وعلى الرغم من أن سبب التراجع هذا ليس مفهوما كثيرا، إلا أن فقدان المسكن والنزاع مع البشر يعتبران أكثر الأسباب إثارة للقلق. كان يُحتفظ بالأسود في معارض الوحوش منذ أيام الإمبراطورية الرومانية، كما كانت ابتداءً من أواخر القرن الثامن عشر، ولا تزال، من الأنواع الرئيسيّة التي يسعى الناس إلى عرضها في حدائق الحيوان عبر العالم. تتعاون الكثير من حدائق الحيوانات حول العالم حاليّا لإكثار الأسود الآسيوية المهددة بالانقراض عبر إخضاعها لبرنامج تزاوج مكثّف.
يمكن تمييز ذكر الأسد عن الأنثى بسهولة فائقة عن طريق النظر، فالأول يمتلك لبدة (شعر حول العنق) بينما لا لبدة للبؤة. يُعتبر رأس الأسد الذكر أحد أكثر الرموز الحيوانية انتشارا في الحضارة الإنسانية، حيث ظهر في العديد من المؤلفات الأدبية، المنحوتات، الرسومات، الأعلام، وفي الأدب والأفلام المعاصرة. وفي بعض الأحيان تستخدم صورة الذكر حتى ولو كان المراد بالأصل إظهار الأنثى، لأن لبدة الذكر المميزة تفرّق بين هذا النوع من السنوريات وغيره من الكبيرة منها.
إلا أنه تمّ إظهار اللبوة أيضا ووصفها في أوائل الكتابات والرسومات البشرية، حيث اعتبرت أنها بسالة الصيد بحد ذاتها، وصوّرت في أحيان على أنها أم محاربة جمعت بين صفات الحنان على أشبالها والمقدرة على الإطاحة بعدو يفوقها حجما. تقوم اللبؤات بمعظم الصيد للزمرة، حيث تتعاون مع بعضها بأسلوب دقيق ومعقّد للإمساك بفريستها. تطوّر كل لبوة مهارات صيد محددة لتلعب بها دورها المعين بتقنية الصيد التي تلجأ إليها زمرتها، وعادة ما تلعب الدور نفسه خلال معظم عمليات الصيد. برز وصف اللبوات وهي تصطاد في مجموعة واحدة منذ آلاف السنين، حيث يرجع أقدم هذه الأوصاف إلى رسومات ومنحوتات عُثر عليها في كهفيّ لاسو وشوفيه في فرنسا، والتي يعود تاريخها لأواخر العصر الحجري.
وقد لاحظ البشر اللاحقين هذه العادات والصفات في اللبؤات، فصوّرت حضاراتهم التي وجدت في نفس المناطق التي قطنتها الأسود أكثر آلهتهم الحربيّة شراسة، بالإضافة لمحاربيهم، على صورة اللبوة، حيث كانوا يلقبون حكّامهم الذكور «بابن اللبوة». ومن الأمثلة المستمدة من أقدم التسجيلات المكتوبة الآلهة المصرية سخمت، باخت، تفنوت، ومسخنت، وقد عبد النوبيين القدماء اباداماك الرجل برأس أو وجه الأسد. ويُحتمل بأنه كان هناك آلهة مماثلة لها جميعها في ليبيا. وتُعد بعض الآلهة المصرية الأخرى معقدة للغاية، حيث تتخذ مظاهر متنوعة، كامرأة برأس لبؤة أو لبوة تتخذ أوضاع معينة.
توصف العديد من السنوريات الكبيرة التي تظهر في المنحوتات والرسومات القديمة على أنها نمور، إلا أنه عند التدقيق في تلك الصور يظهر أنها لبوات بحال كانت تمتلك خصلة من الشعر على ذيلها. فهذه الخصلة مميزة للأسود من بين السنوريات الكبرى جميعها، وعندما يمتلك السنور في الصورة هذه الخصلة ولا يمتلك لبدة فإن هذا يدل على أنها لبوة بالتأكيد على الرغم مما يقول به المحللين المعاصرين. كما أن وجود رقط على جسد تلك السنوريات في الرسوم لا يؤكد أنها نمور، إذ أن الأشبال تمتلك رقطا ورديّة الشكل أيضًا، لذلك فإنه عند محاولة تحديد نوع السنور الممثل في الصور أو المنحوتات يجب دوما التأكد من الذيل فإن كان هناك خصلة شعر على أخره ولم يمتلك الحيوان لبدة نكون بصدد لبوة، وإن لم توجد هذه الخصلة فإنه يكون نمرا.

## أصل التسمية
في العربية الأسد وجمعه أسود وأسد وآسد وآساد والأنثى أسدة ويقال لبؤة ولبوة. وللأسد العديد من الأسماء في اللغة العربية  -قال ابن خالويه: للأسد خمسمائة اسم وصفة- وزاد عليه علي بن قاسم بن جعفر اللغوي مائة وثلاثين اسماً فمن أشهرها: أسامة والبيهس والنآج والجخدب والحارث وحيدرة والدواس والرئبال وزفر والسبع والصعب والضرغام والضيغم والطيثار والعنبس والغضنفر والفرافصة والقسورة وكهمس والليث والمتأنس والمتهيب والهرماس والورد والهزبر، وكثرة الأسماء تدل على شرف المسمى. ومن كناه أبو الأبطال وأبو حمص وأبو الأخياف وأبو الزعفران وأبو شبل وأبو العباس وأبو الحارث. ويأتي اسم سبع من السّباع الذي يعني صاحب القوة.
يُشتق اسم الأسد في معظم اللغات الأوروبية من اسمه اللاتيني "ليو - leo"؛  و"ليون- λέων، الإغريقي. ويُحتمل أيضا أن يكون لأسماء الأسد الأوروبية جذور شرقية من كلمة "لافي، לָבִיא" العبريّة،  ورو المصرية القديمة. كان الأسد أحد أنواع السنوريات العديدة التي أعطاها عالم الحيوان السويدي كارولوس لينيوس اسم الجنس Felis في بادئ الأمر (Felis leo) في مؤلفه من القرن الثامن عشر "النظام البيئي" (باللاتينية: Systema Naturae) قبل أن تُصنّف بدقة أكثر وتُعطى اسم جنس النمور "Panthera - پانثيرا". يُفترض بأن اسم الجنس الحالي للأسد يُشتق من اليونانية "بان، pan" (بمعنى جميع) و"ثير، ther" (بمعنى وحش)، إلا أن هذا قد لا يكون سوى اعتقاد سائد لدى العامّة وليس له أي برهان قاطع. والاحتمال الأقوى لأصل كلمة Panthera هو أنها ذات جذور شرق آسيوية، بمعنى "الحيوان المصفر" أو "الضارب إلى الصفار".

## تصنيف النوع وتطوّره
|  | Neofelis nebulosa - النمر الملطخ   |
|  |                                    |
|  | Neofelis diardi - نمر سوندا الملطخ |
|  |                                    |

|  | Panthera tigris - الببر  |
|  |                          |
|  | Uncia uncia - نمر الثلوج |
|  |                          |

|  | Panthera leo - الأسد    |
|  |                         |
|  | Panthera onca - اليغور  |
|  |                         |
|  | Panthera pardus - النمر |
|  |                         |

|  | Panthera tigris - الببر  |
|  |                          |
|  | Uncia uncia - نمر الثلوج |
|  |                          |

|  | Panthera leo - الأسد    |
|  |                         |
|  | Panthera onca - اليغور  |
|  |                         |
|  | Panthera pardus - النمر |
|  |                         |

|  | Neofelis nebulosa - النمر الملطخ   |
|  |                                    |
|  | Neofelis diardi - نمر سوندا الملطخ |
|  |                                    |

|  | Panthera tigris - الببر  |
|  |                          |
|  | Uncia uncia - نمر الثلوج |
|  |                          |

|  | Panthera leo - الأسد    |
|  |                         |
|  | Panthera onca - اليغور  |
|  |                         |
|  | Panthera pardus - النمر |
|  |                         |

|  | Panthera tigris - الببر  |
|  |                          |
|  | Uncia uncia - نمر الثلوج |
|  |                          |

|  | Panthera leo - الأسد    |
|  |                         |
|  | Panthera onca - اليغور  |
|  |                         |
|  | Panthera pardus - النمر |
|  |                         |

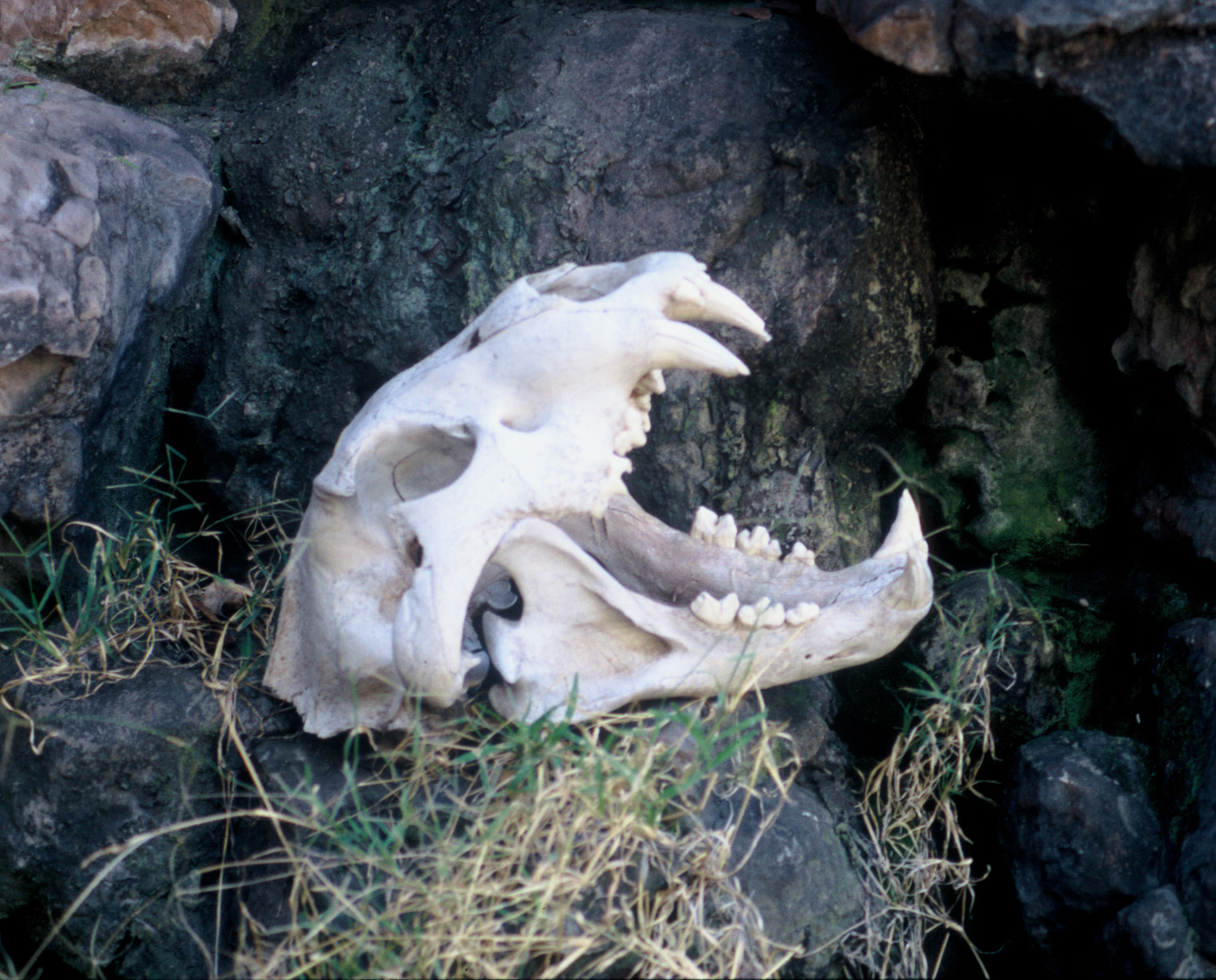
جمجمة أسد معاصر في منتزه كروغر الوطني.

إن أقدم المستحاثات لحيوان شبيه بالأسد تمّ العثور عليها في موقع ليتولي بتنزانيا ويُقدّر عمرها بحوالي 3.5 مليون سنة؛ وقد قال البعض من العلماء أن هذا الأحفور يعود لأسد حقيقي وليس لسلف له. إلا أن تلك المستحاثات ليست محفوظة بصورة جيدة وما يمكن قوله بهذه الحالة أنها تعود لسنوّر شبيه بالأسود. أما أقدم الأحافير الموثقة والمؤكد أنها تعود لأسد في إفريقيا فيقدّر عمرها بمليونيّ سنة أقل من السابقة. إن أقرب السنوريات إلى الأسد هم الأنواع الثلاثة الأخرى من السنوريات الكبرى المنتمية لجنس النمر: الببر، اليغور، والنمر. أظهرت الدراسات الجينية والتشكليّة أن الببر كان أول من انفصل عن السلف المشترك لهذه السنوريات الأربعة، ومنذ 1.9 مليون سنة انفصل اليغور عن المجموعة المتبقية، والتي احتوت على أسلاف الأسد والنمر المعاصرين. ومن ثم إنشق كل من النمر والأسد عن بعضهما منذ حوالي مليون إلى 1.25 مليون سنة.
تطوّرت الأسود الحالية في إفريقيا خلال الفترة الممتدة بين مليون و800,000 سنة قبل أن تنتشر عبر الإقليم القطبي الشامل (المنطقة التي تشمل معظم آسيا عدا الجنوب الشرقي من القارة والهند، بالإضافة إلى أوروبا وأقصى شمال إفريقيا، وأمريكا الشمالية). ظهر الأسد في أوروبا لأول مرة منذ 700,000 سنة في منطقة إسرنيا في إيطاليا، وتعرف هذه السلالة البائدة من الأسود باسم الأسد الأحفوري (Panthera leo fossilis). ومن هذه السلالة تحدّر أسد الكهوف اللاحق (سلالة الكهوف، Panthera leo spelaea) الذي ظهر منذ حوالي 300,000 سنة. وخلال أوائل العصر الحديث الأقرب انتشرت الأسود عبر أميركا الشمالية والجنوبية حيث تطوّرت إلى الأسد الأميركي  (السلالة الأميركية، Panthera leo atrox) انقرضت الأسود من شمالي أوراسيا وأميركا عند نهاية العصر الجليدي الأخير، منذ حوالي 10,000 سنة؛ ويُرجّح أن اختفائها حصل بعد أن انقراض حيوانات البليستوسين الضخمة التي كانت تعتمد عليها في غذائها.

### السلالات

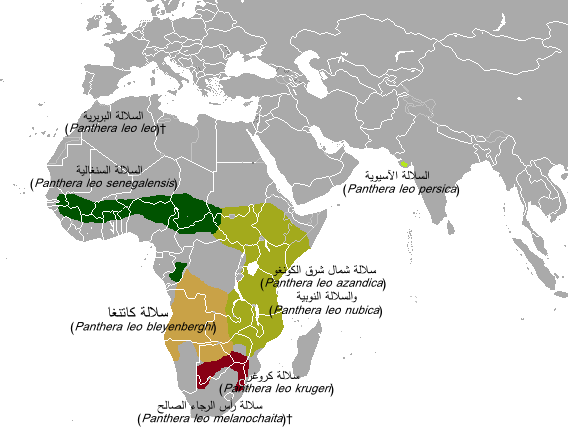
خارطة تُظهر انتشار سُلالات الأسود المُعترف بها.

كان العلماء يصنفون 12 سلالة معاصرة للأسود، أكبرها الأسد البربري الذي قطن شمال إفريقيا. وأهم الاختلافات التي يمكن عن طريقها تمييز سلالة عن أخرى هي الموطن، شكل اللبدة، الحجم، وكثافة انتشارها. إلا أن سهولة تمييز هذه السلالات بهذه الطريقة، التي أبرزت عدد كبير منها وأظهرت عند اللجوء إليها اختلافات بين أفراد من نفس السلالة، جعلتها مثيرة للجدل وخاطئة على الأرجح؛ كما أنها كانت مبنيّة على ملاحظات لأسود أسيرة في حدائق الحيوانات من أصل غير معروف، والتي لعلّها كانت تمتلك مواصفات جسديّة «مذهلة، ولكن غير طبيعية». يعترف علماء الحيوان اليوم بثماني سلالات للأسد فقط،  إلا أن إحداها (أسد رأس الرجاء الصالح، Panthera leo melanochaita) قد يكون مصنّف، خطأ، على أنه سلالة مستقلة. حتى أن السلالات السبعة المتبقية قد تكون مصنفة بشكل غير سليم على أن كل منها يشكل سلالة؛ فتنوع المتقدرات لدى الأسود المعاصرة ضئيل جدًا، مما يعني أن جميع السلالات القاطنة جنوب الصحراء الكبرى يمكن جمعها ضمن سلالة واحدة، تقسّم إلى مجموعتين رئيسيتين على الأرجح: واحدة توجد غربي الشق السوري الإفريقي، والثانية إلى شرقه. تعتبر الأسود الموجودة في منطقة تسافو بشرقي كينيا أقرب جينيّا إلى أسود الترانسفال في جنوب إفريقيا، من أسود سلسلة أبردار في غرب كينيا.

#### السلالات المعاصرة
يعترف العلماء اليوم بثماني سلالات معاصرة للأسد:

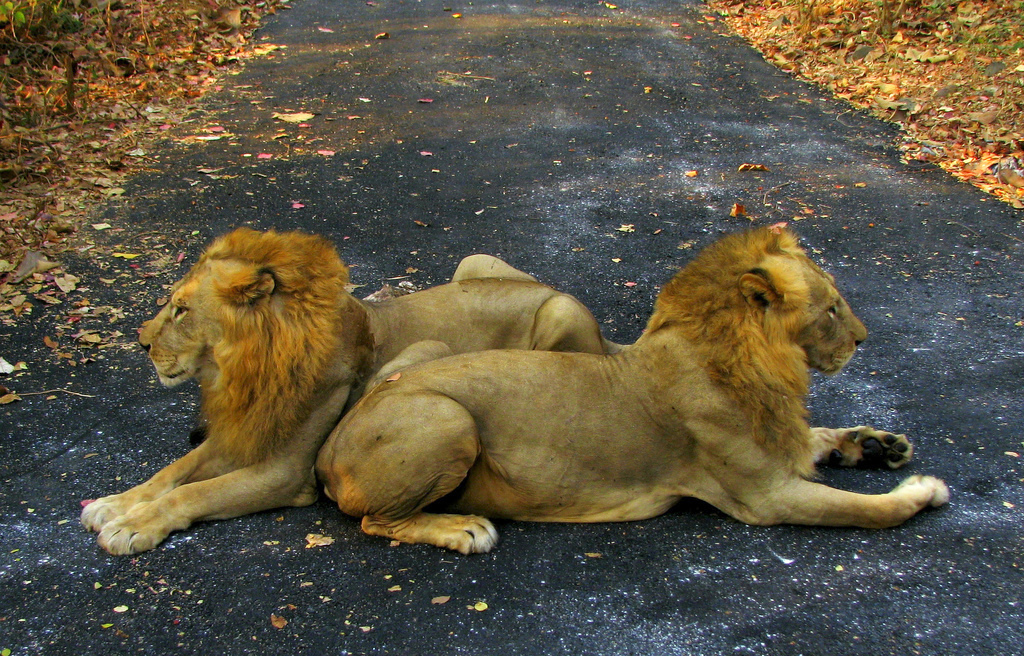
أسدين آسيويين في منتزه سفاري سانجاي غاندي القومي.

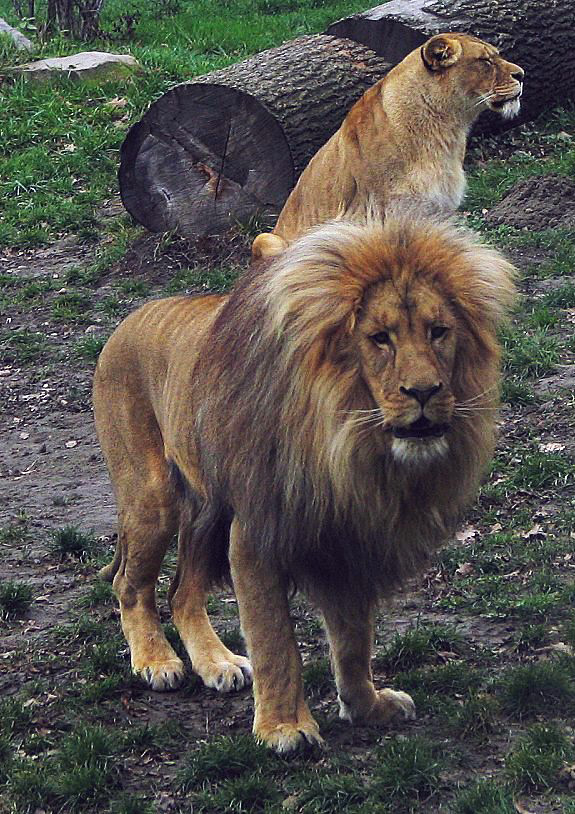
أسد ولبوة من سلالة كاتنغا.

- السلالة الآسيوية (P. l. persica)، تُعرف بالأسد الآسيوي، الأسد الفارسي، الأسد الهندي، أو أسد جنوب آسيا. انتشرت هذه السلالة في الماضي عبر العديد من أنحاء آسيا من تركيا، عبر بلاد الشام وبلاد ما بين النهرين، شبه الجزيرة العربية، وصولا إلى باكستان، الهند، وحتى بنغلاديش. إلا أنها انقرضت من جميع هذه المناطق شيئا فشيئا بسبب عيشها في زمر كبيرة ونشاطها النهاري، الأمر الذي جعل من صيدها يسير أكثر من صيد النمور والببور. يعيش اليوم قرابة 300 أسد منها بالقرب من، وفي غابة غير في الهند،[30] وهناك مشروع لإعادة إدخالها إلى محميّة أخرى في نفس البلد.
- السلالة البربرية (P. l. leo)، تُعرف بالأسد البربري أو أسد الأطلس، وهي منقرضة في البرية بسبب الصيد المكثّف الذي تعرضت له، إلا أنه يُحتمل وجود أفراد متبقية منها في الأسر. كانت هذه السلالة إحدى أكبر سلالات الأسد إن لم تكن أكبرها، حيث وردت تقارير تفيد بوصول طول بعض الذكور إلى ما بين 3 و3.5 أمتار (10 - 11.5 أقدام) ووزنها إلى أكثر من 200 كيلوغرام (440 رطلا). امتد موطن هذه السلالة عبر شمال إفريقيا من المغرب حتى مصر. قُتل آخر أسد بربري برّي عام 1922 في المغرب.[31]
- السلالة السنغالية (P. l. senegalensis)، تُعرف بالأسد السنغالي أو أسد إفريقيا الغربية، توجد في إفريقيا الغربية، من السنغال حتى نيجيريا.
- سلالة شمال شرق الكونغو (P. l. azandica)، تُعرف بأسد شمال شرق الكونغو، توجد في القسم الشمالي الشرقي من الكونغو الديمقراطية
- السلالة النوبية (P. l. nubica)، تُعرف بأسد إفريقيا الشرقية أو أسد الماساي، توجد في إفريقيا الشرقية من الحبشة وكينيا، وصولا إلى تنزانيا وموزامبيق.
- سلالة كاتنغا (P. l. bleyenberghi)، تُعرف بأسد جنوب غرب إفريقيا أو أسد كاتنغا، توجد في جنوب غرب إفريقيا، ناميبيا، بوتسوانا، أنغولا، كاتنغا (جمهورية الكونغو الديمقراطية)، زامبيا، وزيمبابوي.
- سلالة كروغر (P. l. krugeri)، تُعرف بأسد جنوب شرق إفريقيا أو أسد الترانسفال، توجد في منطقة الترانسفال في جنوب شرق إفريقيا، بما فيها منتزه كروغر الوطني.
- سلالة رأس الرجاء الصالح (P. l. melanochaita)، تُعرف بأسد رأس الرجاء الصالح، انقرضت في البرية قرابة العام 1860. أظهرت الدراسات الوراثيّة مؤخرا أن هذه الأسود قد لا تكون سلالة مستقلة، ويمكن القول بأنها، على الأرجح، أقصى جمهرات سلالة كروغر قطنا للجنوب.[27]

#### السلالات البائدة
كان هناك عدد من السلالات الأخرى للأسد في عصور ما قبل التاريخ:

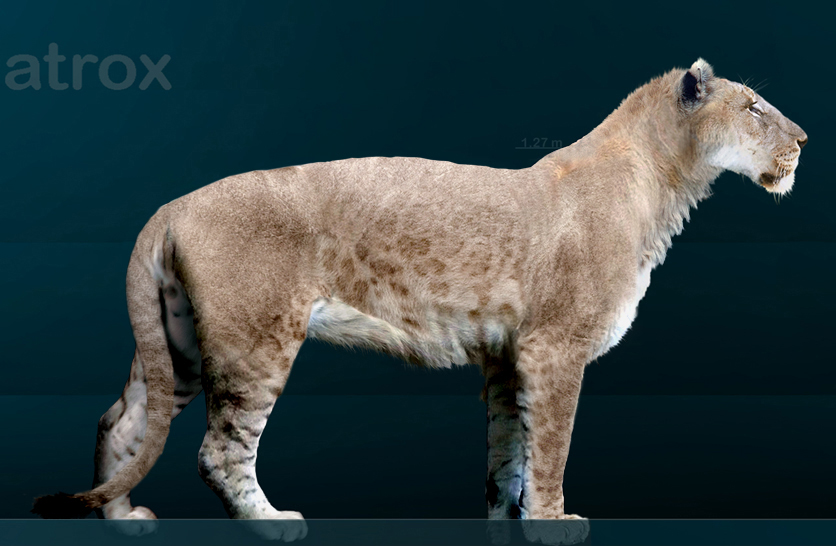
رسم رقمي للأسد الأميركي بناءً على بنية هيكله العظمي وما يفترضه العلماء.

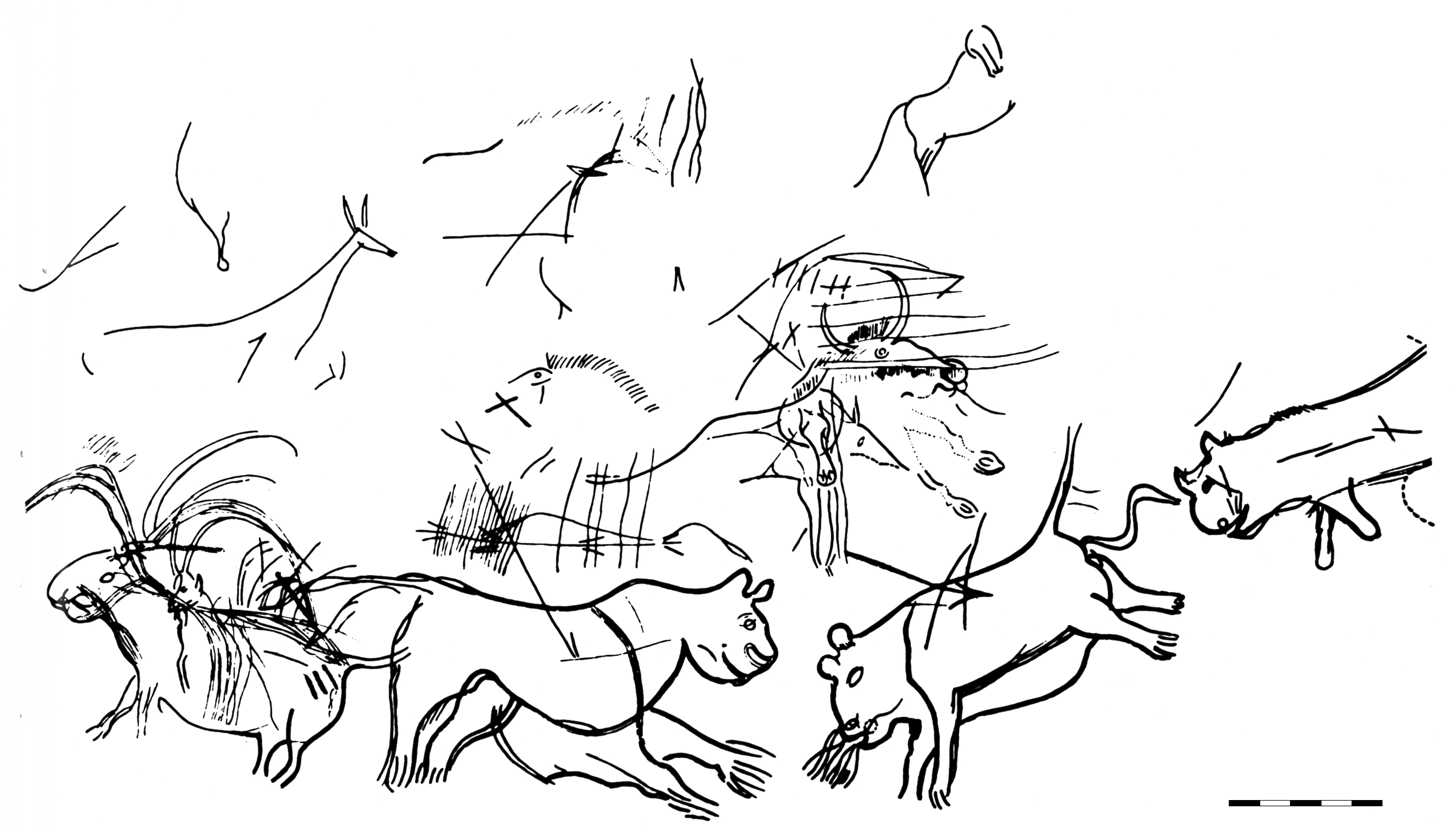
رسم لأسود كهوف وهي تصطاد من غرفة السنوريات، كهف لاسو، فرنسا.

- السلالة الأميركية (P. l. atrox)، تُعرف بالأسد الأميركي أو أسد الكهوف الأميركي. كانت هذه الحيوانات وافرة العدد في الأمركيتين، من ألاسكا وصولا إلى البيرو، في العصر الحديث الأقرب إلى أن انقرضت منذ حوالي 10,000 سنة. تعتبر هذه الأسود، كما أسود الكهوف الأوروبية، أنواعا مستقلة في بعض الأحيان، إلا أن دراسات المورثات القديمة أظهرت مؤخرا أنها سلالات للأسد.[23] تعتبر السلالة الأميركية إحدى أكبر سلالات الأسد التي وُجدت يوما، حيث يُقدّر أن طول جسدها تراوح بين 1.6 و2.5 أمتار (5-8 أقدام).[32]
- السلالة الأحفورية (P. l. fossilis)، تُعرف بالأسد الأحفوري أو أسد الكهوف الأوروبي لمنتصف أوائل العصر الحديث الأقرب. ازدهرت هذه الأسود منذ حوالي 500,000 سنة؛ وقد تم العثور على مستحثاتها في ألمانيا وإيطاليا.
- سلالة الكهوف (P. l. spelaea)، تُعرف بأسد الكهوف، أسد الكهوف الأوروبي، أسد الكهوف الأوراسي، أو أسد الكهوف الأوروبي لأواخر العصر الحديث الأقرب. وُجدت في أوراسيا في الفترة الممتدة بين 300,000 و10,000 سنة.[23] شكل هذه الحيوانات معروف بسبب رسومات الكهوف التي تعود للعصر الحجري القديم، بالإضافة المنحوتات العاجيّة والفخاريّة، [33] التي تُظهر أنه كان لها آذان ناتئة، ذيول تنتهي بخصل شعر، خطوط جسديّة باهتة شبيهة بخطوط الببر (على الأرجح)، كما برز لبعض الذكور على الأقل لبدة بدائية خفيفة حول أعناقها.[34] يظهر الرسم المقابل عمليّة صيد لهذه الأسود، ولذلك فإن تلك المصوّرة لعلها لبؤات تصطاد لزمرتها باستخدام الأساليب نفسها التي تستخدمها أقرباؤها المعاصرة، وليس هناك من ذكور في الرسم على الأكثر.
- سلالة شرق سيبيريا (P. l. vereshchagini)، تُعرف بأسد شرق سيبيريا أو أسد كهوف برنجيا، كانت توجد في ياقوتيا (روسيا) ويوكون في كندا. أظهرت التحليلات التي أجريت على جمجمة هذه الأسود وأفكاكها السفليّة أنها أكبر من أسود الكهوف الأوروبية وأصغر من الأميركية بشكل واضح، من حيث نسب القياس.[23][35]

#### سلالات مشكوك بأمرها
- السلالة السيلانية (P. l. sinhaleyus)، تُعرف بالأسد السريلانكي أو الأسد السيلاني، تبدو بأنها انقرضت منذ حوالي 39,000 سنة. تُعرف عن طريق سِنَين فقط تم العثور عليهما في موقع بالقرب من بلدة كورويتا، وبناءً على تحليلهما أعلن مكتشفهما الدكتور بول ديرانياغالا هذه السلالة عام 1939.[36]
- السلالة الأوروبية (P. l. europaea)، تُعرف بالأسد الأوروبي، وهي على الأرجح نفسها السلالة الآسيوية (Panthera leo persica) أو سلالة الكهوف (Panthera leo spelea)؛ لذا فإن وضعها كسلالة مستقلّة لا يزال غير مؤكد. انقرضت الأسود الأوروبية قرابة العام 100م بسبب اضطهادها من قبل البشر واستغلالها المكثّف في معارض الوحوش وحلبات المصارعة والألعاب. قطنت هذه السلالة البلقان، شبه الجزيرة الإيطالية، جنوب فرنسا، وشبه الجزيرة الأيبيرية. كانت إحدى الطرائد المفضلة للرومان، الإغريق، والمقدونين.
- سلالة يونغ (P. l. youngi)، تُعرف بأسد كهوف شمال شرق الصين للعصر الحديث الأقرب، ازدهرت منذ حوالي 350,000 سنة.[37] إن علاقة هذه الحيوانات بسلالات الأسد المعاصرة لا تزال مبهمة، لذا يُحتمل أنها تشكل نوعا مستقلا بذاته يحمل الاسم العلمي Panthera youngi.
- السلالة المرقطة (P. l. maculatus)، تُعرف بالماروزي أو الأسد المرقط. يُعتقد أن هذه الحيوانات تشكّل سلالة للأسد، ولكن يُحتمل بأنها كانت بضعة أسود احتفظت بفراء صغرها المرقّط بدلا من فقدانه بشكل طبيعي. وإن كانت المازوري سلالة حقيقية، وليست بأفراد مختلفة اللون فقط، فقد انقرضت منذ عام 1931. ومن الاحتمالات الأخرى لتحديد ماهيّة هذه الحيوانات، أنها هجينة طبيعيّة بين أسد ونمر والذي يُعرف باسم الأسد النمري.[38]

### التهجين مع السنوريات الكبيرة
يُعرف بأن تهجين الأسود كان يتم منذ فترةٍ طويلة مع أنواع أخرى من السنوريات الكبيرة، وخاصةً الببور، في حدائق الحيوان الخاصة والعموميّة إلا أن هذا الأمر لم يعد مشجعاً اليوم من أجل الحفاظ على السلالات النقيّة، ولكن لايزال بعض أصحاب حدائق الحيوان في الصين يقومون بهذا الأمر. تتناسل الأسود في العادة مع الببور في الأسر (من السلالتين السيبيريّة والبنغاليّة في الغالب) لتنتج الأسود الببريّة، والببور الأسديّة. كما تم تناسل الأسود مع النمور في الأسر لإنتاج الأسود النمريّة، ومع اليغور لإنتاج الأسود اليغوريّة. يفترض البعض من العلماء أن الماروزي هو نتاج تهجين طبيعي لأسد ونمر في البرية، وهناك أيضا هجناء لأسود مع سنوريات هجينة بنفسها، فقد تم تهجين أسد ذكر في أحد الأحيان مع لبوة ببرية، ومع أنثى هجينة بين أسد ويغور ونمر (لبوة يغورية نمرية).

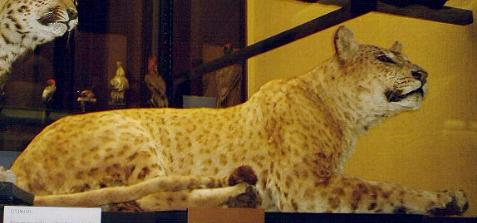
هجين يغور وأسد محنّط في متحف روثتشايلد، ترينغ، إنكلترا.

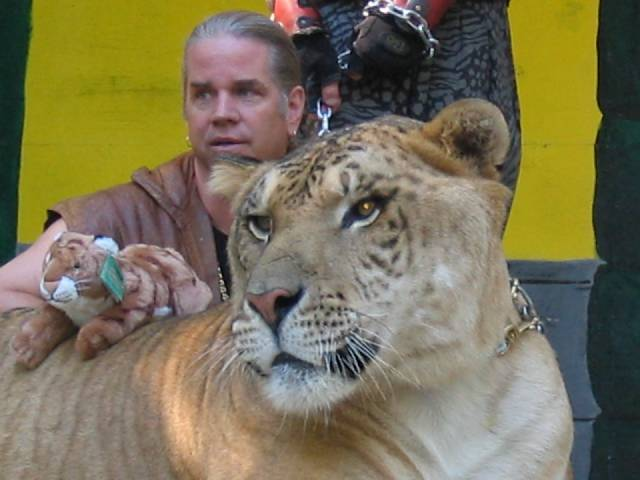
الأسد الببري المسمّى «هرقل» مع مدربه.

الأسد الببري هو نتاج أسد ذكر وببرة  وهو ينمو ليصبح أكبر حجما من كلا الوالدين، وذلك عائد لأسباب بيولوجيّة حيث أن الأسد يطلق هرمونا يحثّ على النموّ في حين تطلق اللبوة هرمونا يكبح النمو فيؤدي ذلك إلى ولادة الشبل بحجم مماثل لحجم والديه، إلا أن هذا الهرمون لا تمتلكه الببرة مما يؤدي إلى نموّ الشبل الهجين بشكل يفوق حجم والديه. تمتلك الأسود الببرية عدة صفات وخصائص مشتركة من كلا الوالدين حيث تكون رمليّة اللون كالأسد ومخططة كالببر، وذكور هذه الحيوانات عقيمة بينما تكون الإناث غالبًا قادرة على الإنجاب. تمتلك الذكور حوالي نسبة 50% كي تنمو لها لبدة، إلا أنه حتى بحال نمت لها فإن حجمها يكون نصف حجم لبدة الأسد الحقيقي، ويبلغ طول هذه الحيوانات ما بين 10 و12 قدما (3 - 3.7 أمتار) في العادة ويمكنها أن تزن ما بين 800 و1000 رطل أو أكثر (360 - 450 كيلوغرام).
أما الببر الأسدي فأقل شهرة، وهو نتاج ببر ذكر ولبوة ، وبما أن الببر الذكر لا يطلق هرمونا يحث على النمو بينما تطلق اللبوة هرمونا يكبحه، فإن هذه الحيوانات غالبًا ما تكون صغيرة الحجم حيث يصل وزنها إلى 150 كيلوغراما (350 رطلا) فقط، أي أنها تكون أصغر من الأسود بحوالي 20%، وكما الأسود الببرية فإنها تمتلك صفات وخصائص مشتركة من كلا الوالدين، وتكون الذكور منها عقيمة.

## الوصف الخارجي

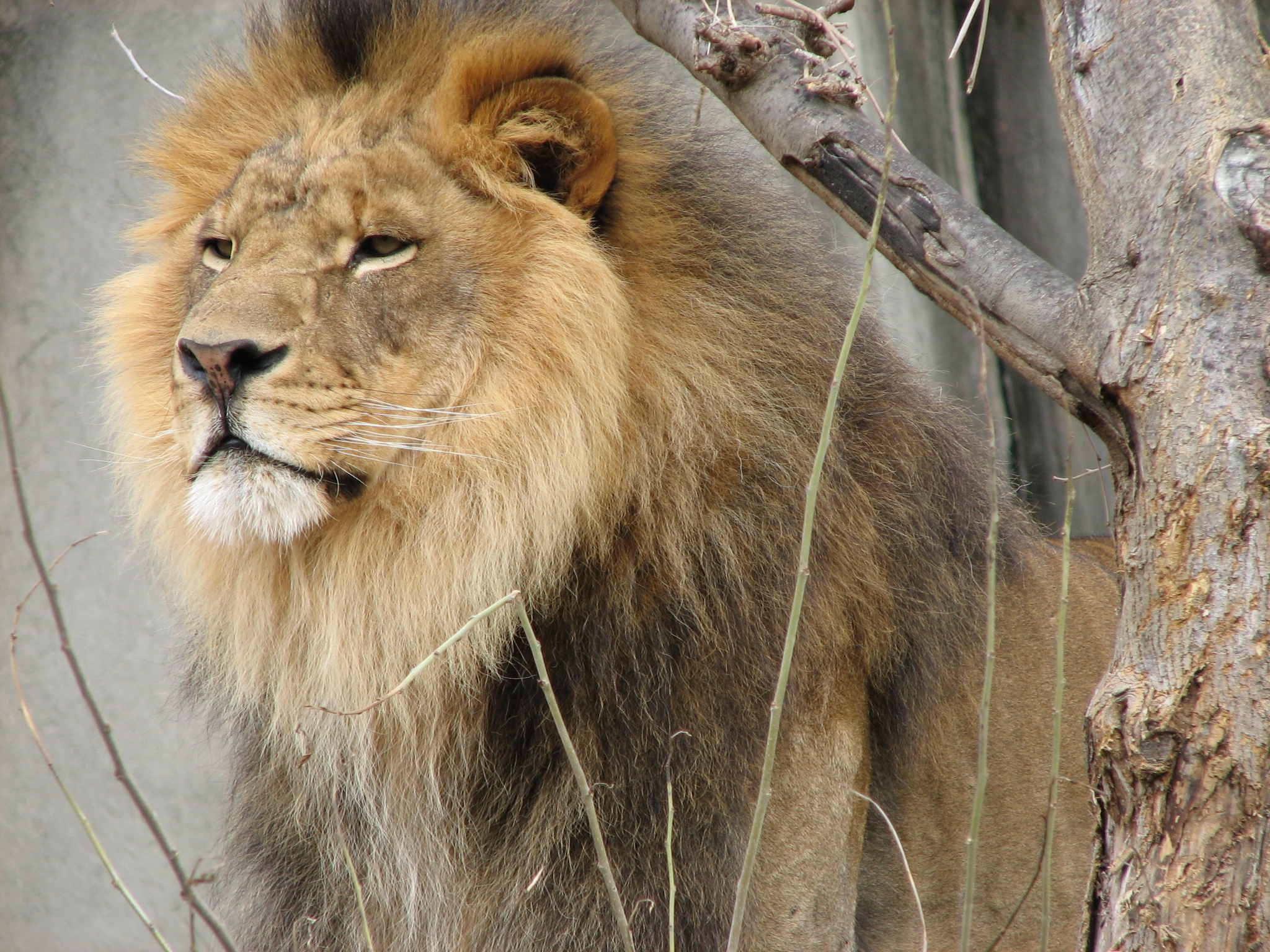
خلال أي نزاع مع ضوار أو أسود أخرى، تجعل اللبدة الأسد يبدو أكبر حجما مما هو عليه في الواقع.

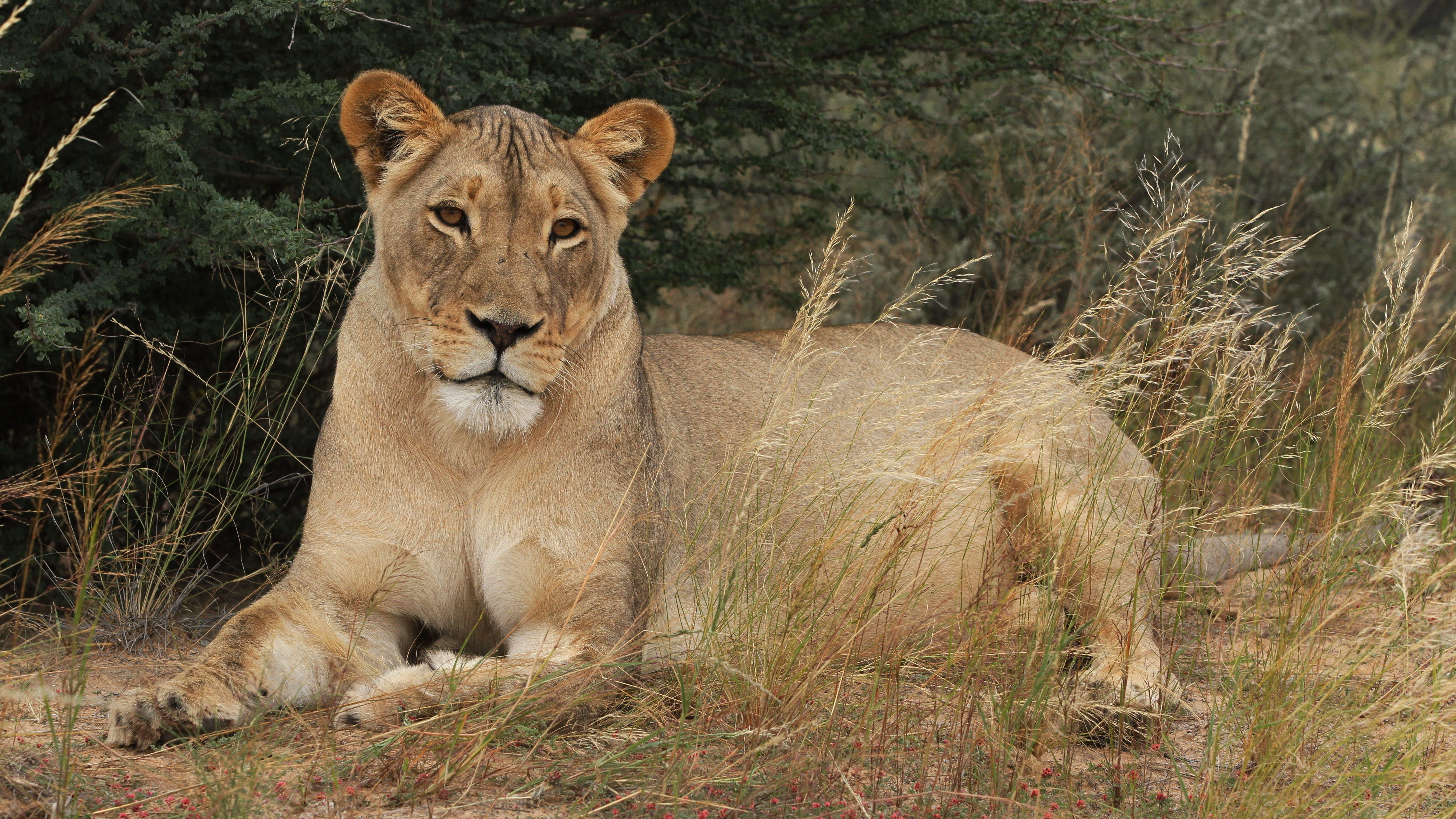
لبؤة جالسة

الأسد أطول السنوريات جمعيها (عند الكتفين)، وثاني أثقل أعضاء الفصيلة بعد الببر. يمتلك الأسد فك وقوائم قويّة، وأنياب يبلغ طول الواحد منها 8 سنتيمترات (3.1 إنش)، مما يمكنه من الإمساك بطرائد ضخمة تفوقه حجماً. يتراوح لون الأسود من الأصفر اللامع إلى الضارب للصفار، المحمرّ، أو البني المغري القاتم. يكون القسم السفلي من الجسد أبهت من العلوي إجمالا، كما وتكون خصلة الشعر على الذيل سوداء. تولد الأشبال برقط بنية ورديّة على كامل جسدها، شبيهة برقط النمر، وعلى الرغم من أن هذه الرقط تزول عند وصول الأسد بمرحلة لبلوغ، فإنها تحتفظ بالبعض الباهت منها على قوائمها والقسم السفلي من جسدها، وبشكل خاص عند اللبوات. كان المصريون القدماء يصوّرون آلهتهم ذات شكل اللبوة برقطة ورديّة واحدة على أكتافهم.

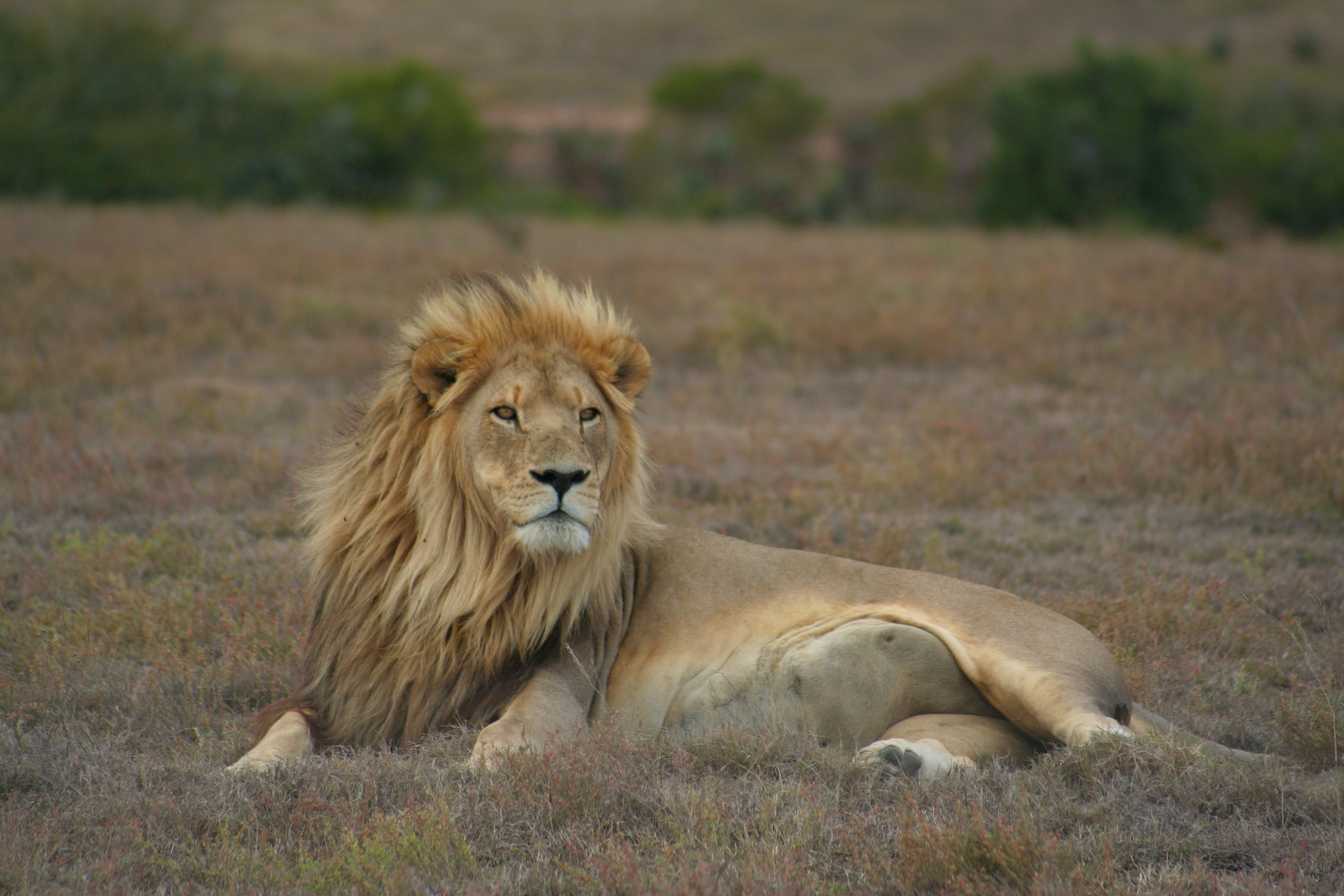
أسد ترانسفال جالس

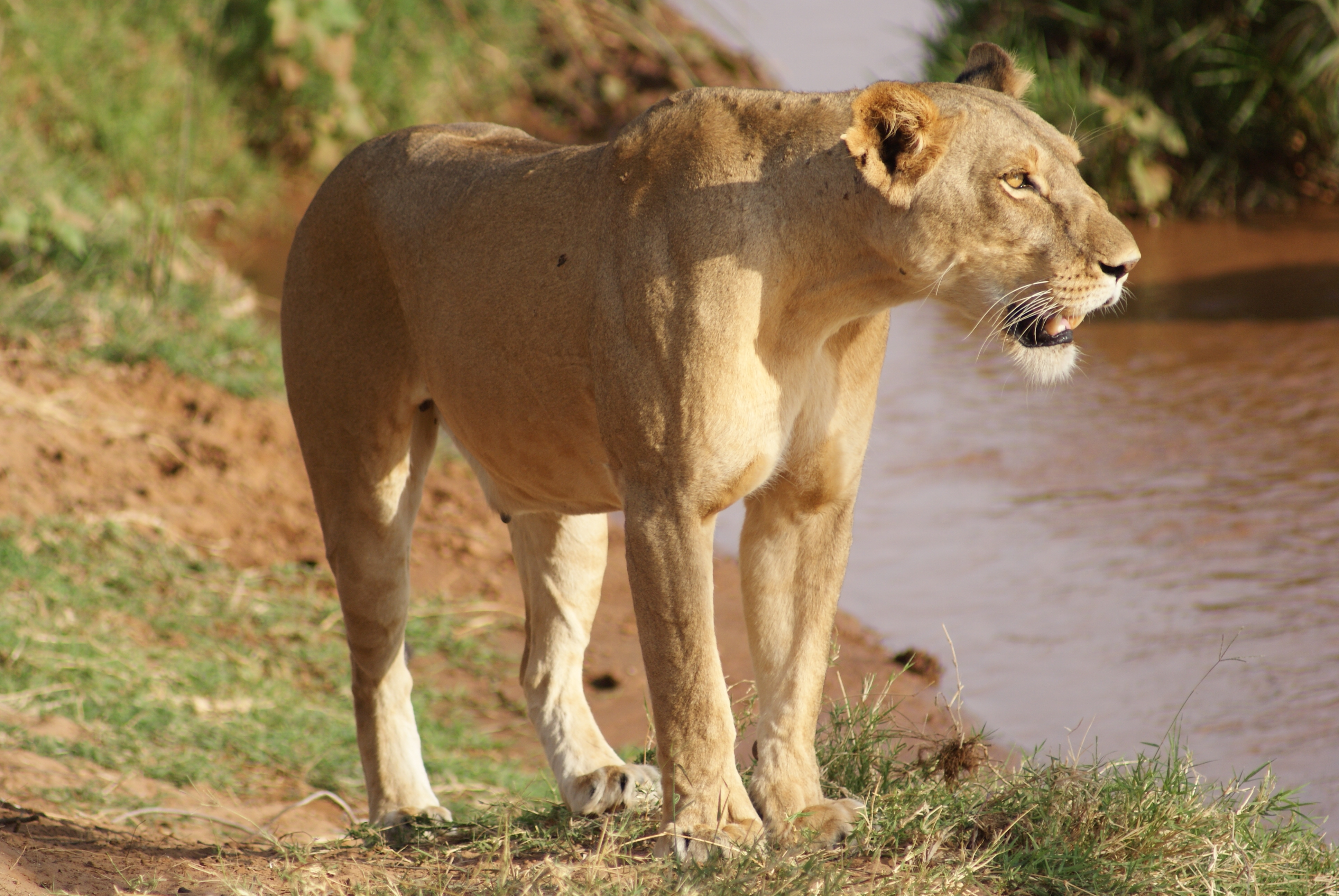
لبؤة بالقرب من نهر

الأسد هو نوع السنوريات الوحيد الذي يُظهر اختلافا جنسيّا بارزا للعيان بهذا الوضوح: أي أن الإناث والذكور تختلف بهيئتها عن بعضها البعض بشكل شديد الوضوح. كما أن لكل جنس دور محدد يلعبه بداخل الزمرة، فاللبؤة مثلا، وهي الصيّادة في المجموعة العائلية، تفتقد للبدة الذكر الكثيفة المرهقة التي قد تعيق قدرتها على التموّه عندما تحاول التسلل نحو فريستها، كما قد تسبب لها ارتفاعا في درجة حرارة جسدها عند المطاردة. يتراوح لون لبدة الذكر من الأشقر إلى الأسود، وعادةً ما يدكن لونها كلما تقدم الحيوان في السن.

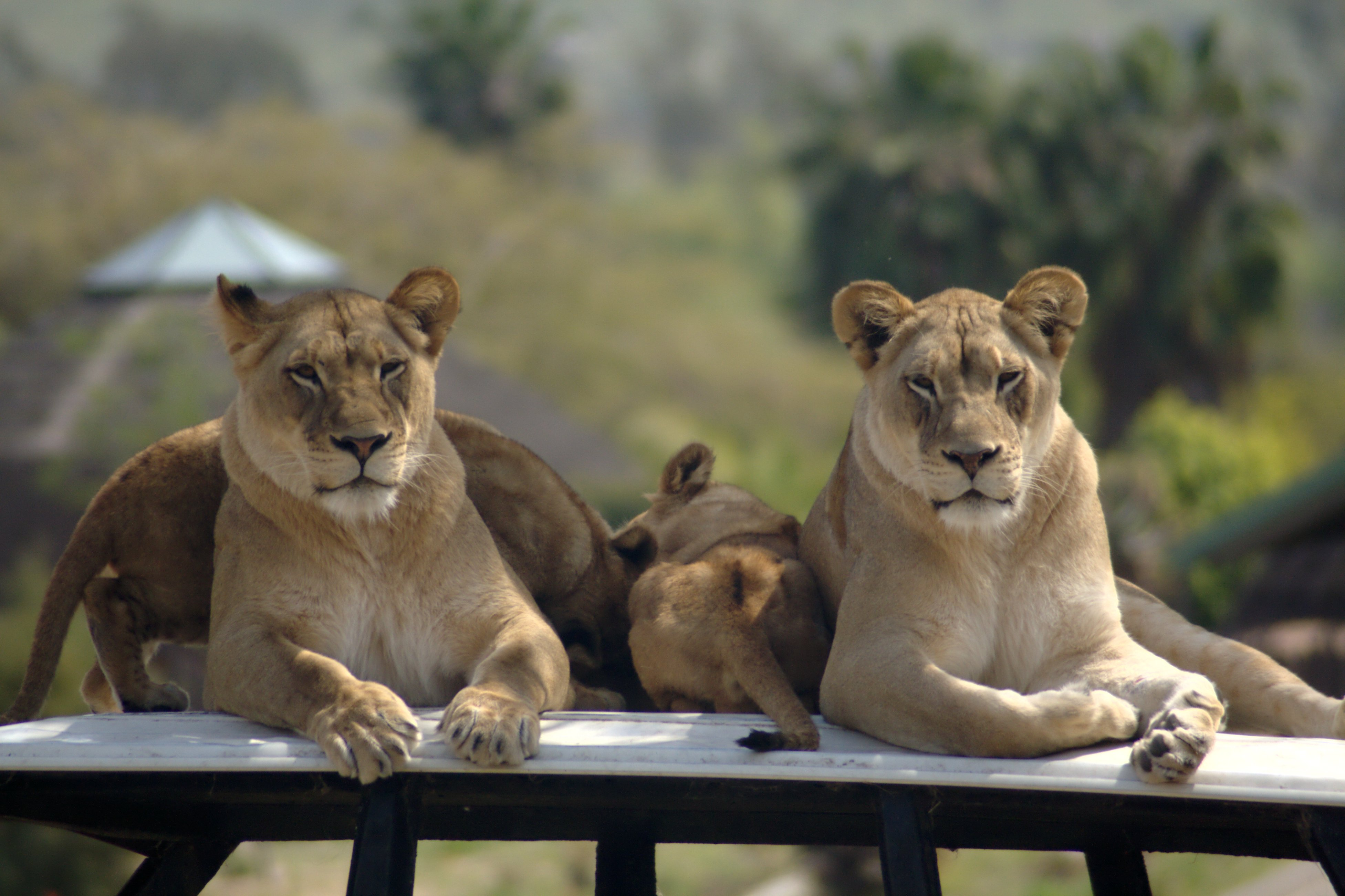
لبوتين وأشبالهما في منتزه سان دييغو للحياة البرية.

يتراوح وزن الأسود البالغة عادةً بين 150 و250 كيلوغراما (330-550 رطلا) للذكور وبين 120 و182 كيلوغراما (264–400 رطلا) للإناث. تفيد بعض تقارير العالمين نويل وجاكسون أن متوسط وزن الذكور 181 كجم (400 رطلا) والإناث 126 كجم (278 رطلا)؛ وقد وصل وزن أحد الأسود الذي اصطيد بالقرب من جبل كينيا 272 كجم (600 رطل). يميل حجم الأسود إلى الاختلاف باختلاف البيئة أو المنطقة التي تقطنها، الأمر الذي أدى إلى ظهور فروقات في أوزان الجمهرات المختلفة، فالأسود في إفريقيا الجنوبية مثلا يفوق وزنها وزن نظيرتها في إفريقيا الشرقية بنسبة 5% إجمالا.

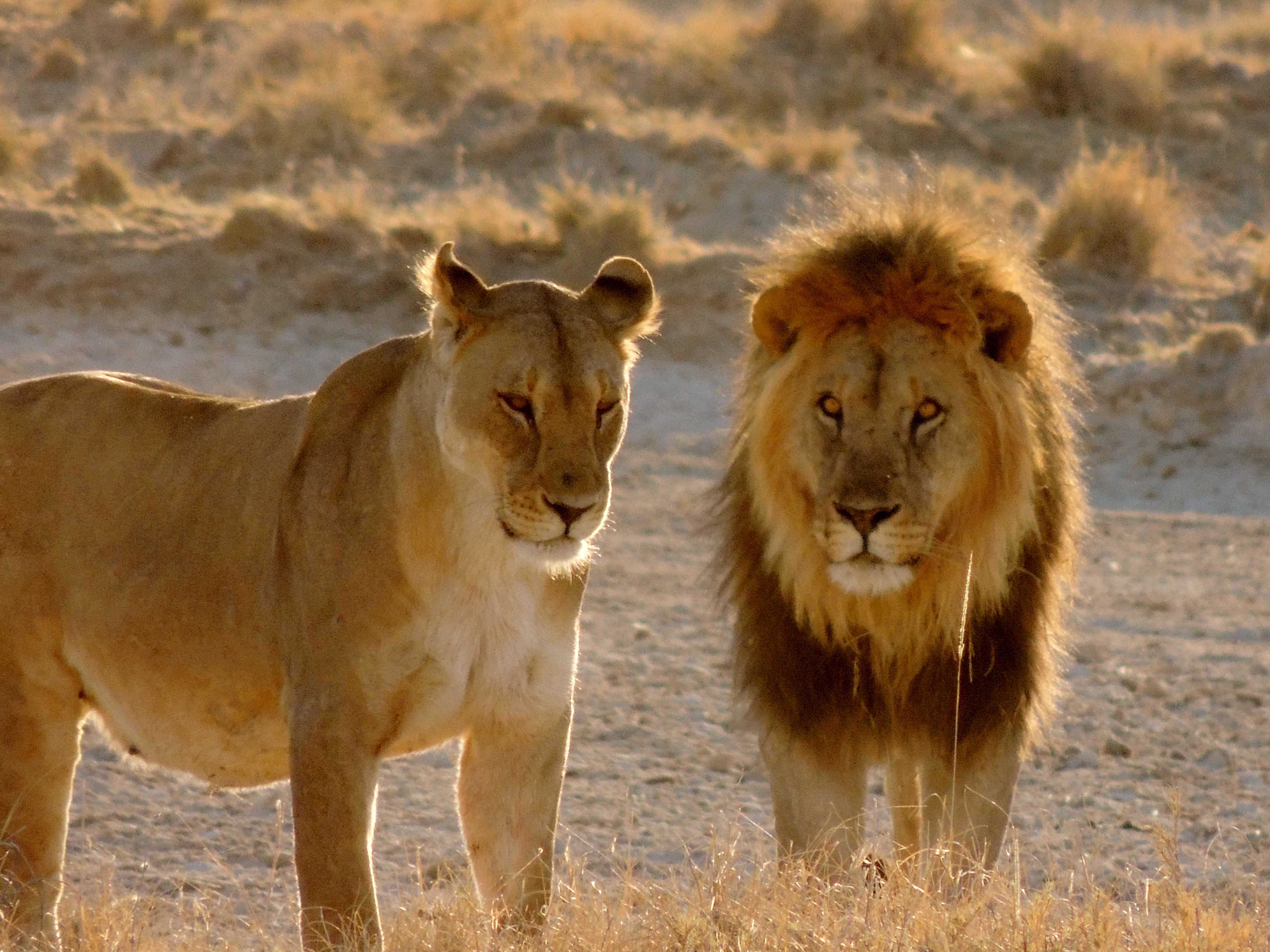
أَسَد ولَبُؤَة

يتراوح طول الرأس والجسد بين 170 و250 سنتيمترا (5 أقدام و7 إنشات، 8 أقدام وإنشين) لدى الذكور، وبين 140 و175 سنتيمترا (4 أقدام و7 إنشات، 5 أقدام و9 إنشات) لدى الإناث؛ يبلغ ارتفاع كتف الذكر حوالي 123 سنتيمتر (4 أقدام) والأنثى 107 سنتيمترات (3 أقدام و6 إنشات). يصل طول ذيل الأسد لما بين 90 و105 سنتيمترات (قدمين و11 إنش، 3 أقدام و5 إنشات) بينما يتراوح طول ذيل اللبؤة بين 70 و100 سنتيمتر (قدمين و4 إنشات، 3 أقدام و3 إنشات). كان أطول الأسود التي قيست يوما ذكرا أسود اللبدة، قُتل في جنوبي أنغولا في أكتوبر 1973؛ أما أثقل أسد معروف فكان آكلا للبشر أطلق عليه النار في شرق الترانسفال بجنوب إفريقيا عام 1936، وقد بلغ وزنه 313 كيلوغرام (690 رطلا). تكون الأسود الأسيرة عادةً أكبر من تلك البريّة—وأثقل أسد أسير معروف كان ذكرا عاش في حديقة حيوانات كولشيستر بإنكلترا عام 1970، حيث بلغ وزنه 375 كجم (826 رطلا).

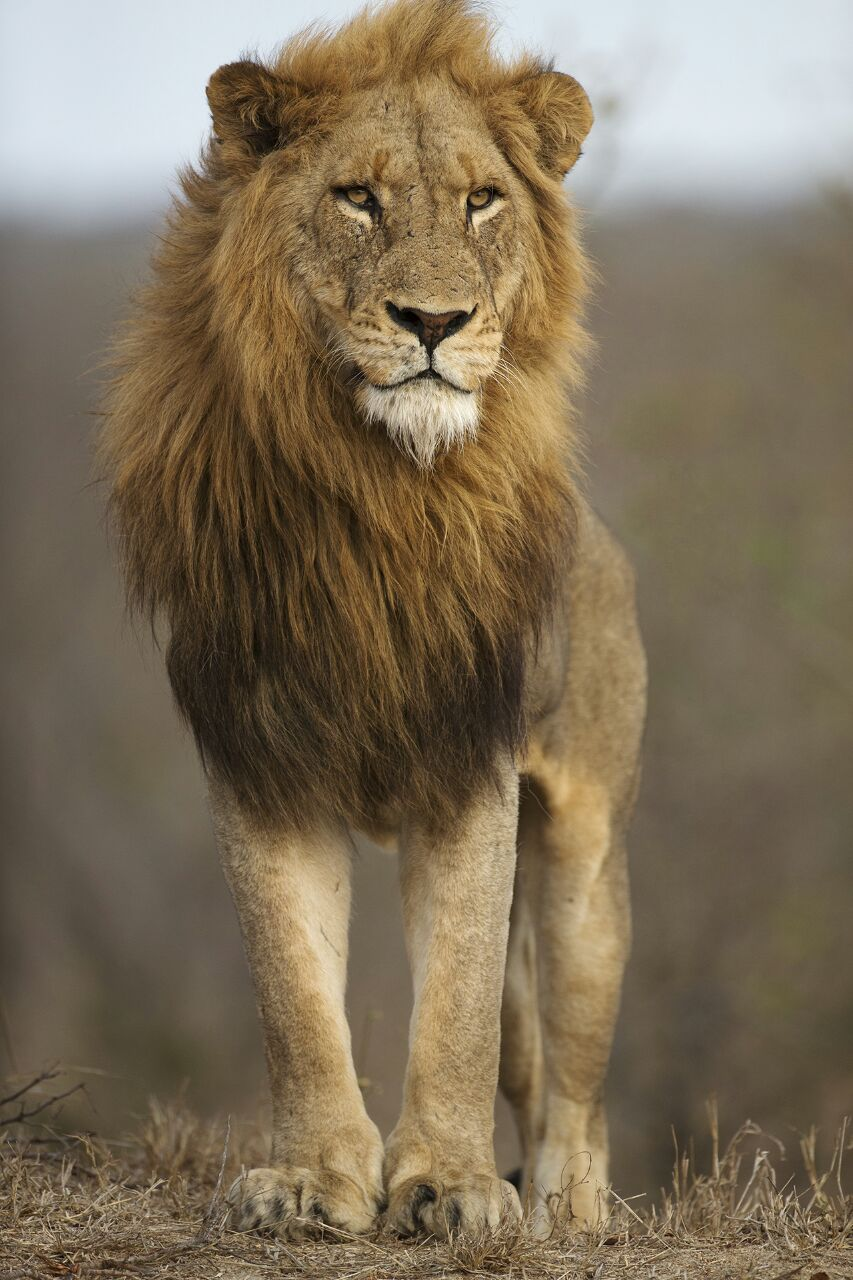
ذكر أسد واقف

أحد أبرز المظاهر الخارجية التي يتشارك بها كل من الأسود واللبوات، هي خصلة الشعر التي تقع على آخر الذيل. وفي بعض الأسود تخفي هذه الخصلة زائدة عظميّة قاسية، يبلغ طولها 55 ميلّيمتر تقريبا، مشكلة من الأقسام الأخيرة من عظام الذيل الملحومة ببعضها. يُعد الأسد السنور الوحيد الذي يمتلك خصلة من الشعر على ذيله، ولا يزال الهدف من وراء الخصلة والزائدة العظميّة غير معروف حتى الآن، وتكون الخصلة معدومة عند الولادة لكنها تبدأ بالظهور عندما يبلغ الشبل ½5 من الأشهر ومن ثم تصبح بارزة بشكل تام عندما يبلغ 7 شهور.

### اللبدة

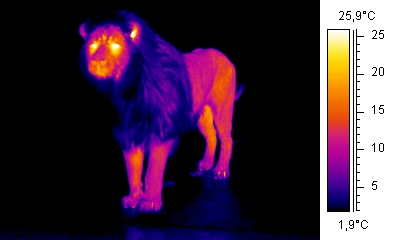
صورة حرارية لأسد تُظهر اللبدة العازلة.

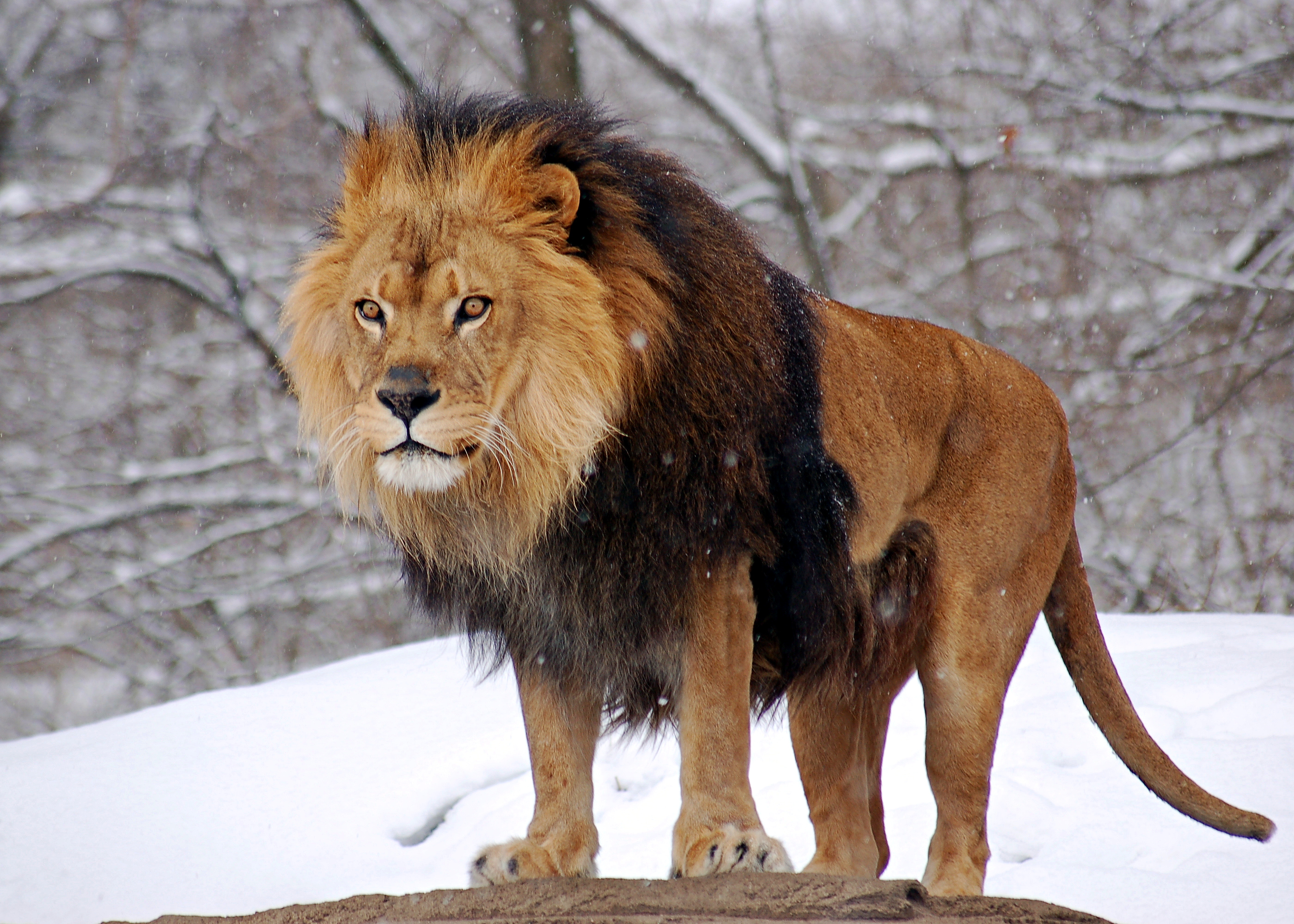
أسد إفريقي في حديقة حيوانات سانت بطرسبيرغ في روسيا، لاحظ لبدته الكثيفة والداكنة بفعل الثلج والجو البارد.

إن لبدة الأسد، الفريدة بين السنوريات، تميّز هذا النوع عن أي فصيلة أو نوع آخر من الحيوانات. وهي تجعل صاحبها يبدو أكبر حجما، مما يؤمن له عاملا باعثا للخوف في نفس من يواجهه؛ وهذا يساعد الأسد خلال قتاله أو مواجهته لأسود أخرى، أو عند نزاعه مع المنافسة الرئيسية للأسود في إفريقيا وهي الضباع المرقطة. يرتبط وجود اللبدة أو عدمه بالإضافة للونها وحجمها بعدة عوامل هي: صحة العوامل الوراثية، النضوج الجنسي، المناخ، ونسبة إنتاج التستوستيرون؛ والقاعدة هي أنه كلما كانت اللبدة أدكن وأكثف كلما كان الأسد بصحة جيدة. وفي عملية الانتقاء الجنسي عند الأسود، تُفضّل اللبؤات الذكور ذوي اللبدات الدكنة الكثيفة على أولئك الذين يمتلكون اللبدات الباهتة والخفيفة. أظهرت البحوث في تنزانيا أن طول اللبدة يفيد بمدى فوز الذكور المتحالفة مع بعضها بالقتال ضد الذكور الأخرى، فكلما كانت أطول أفاد هذا بأن الذكر أو الذكور المتحالفة ربحت معظم المعارك التي خاضتها، والعكس صحيح، إذ أن اللبدة تحمي عنق الذكر من الإصابات وكلما كان قد أصيب بشكل كبير على تلك المنطقة كلما تساقط المزيد من شعره، وبالتالي فإن الشعر الخفيف للأسد هو علامة لخسارته عدد من النزاعات. قد يمتلك الذكور داكني الشعر حياة تناسلية أطول، كما قد تزيد نسبة بقاء أشبالهم على قيد الحياة، على الرغم من أنهم يعانون من الحر خلال فترات السنة الأكثر حرارة. وفي الزمر التي يسيطر عليها تحالف من ذكرين أو ثلاثة، يُحتمل أن تتودد اللبوات إلى الذكر أو الذكور ذوي اللبدات الكثيفة بشكل أكبر من الذكور الأخرى.

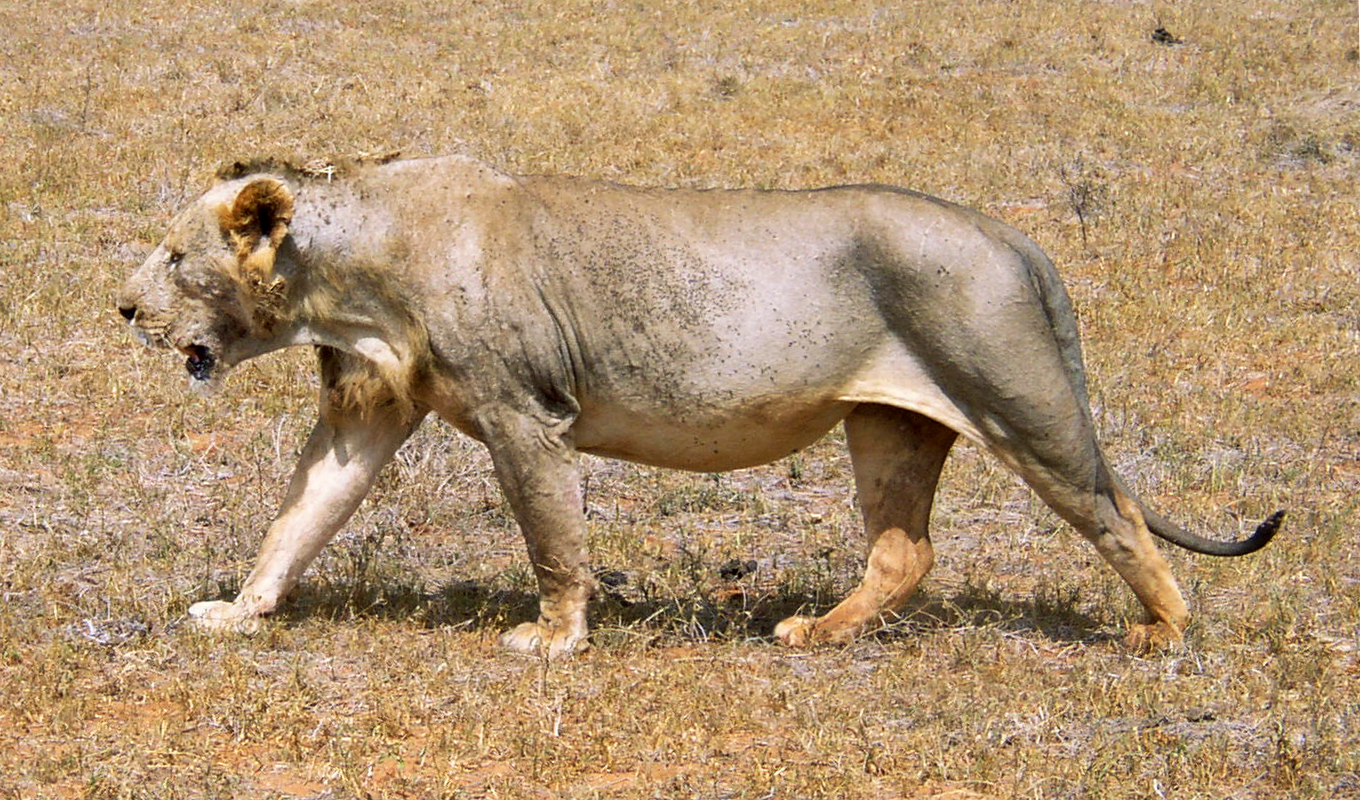
أسد عديم اللبدة، يمتلك أيضا القليل من الشعر على جسده—من منتزه تسافو الشرقي الوطني، كينيا.

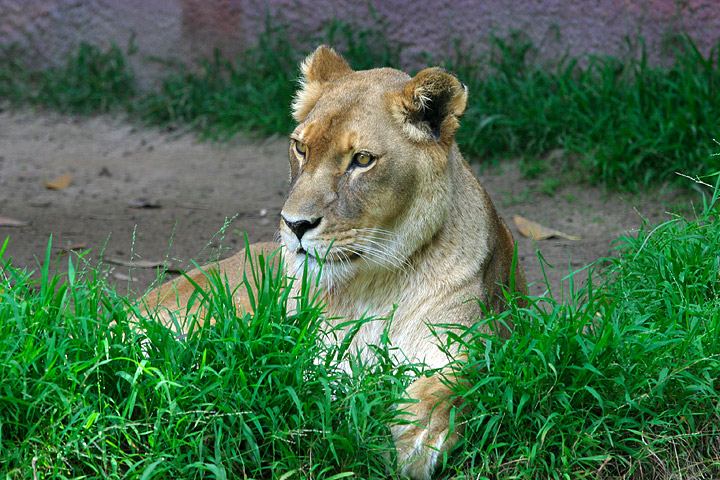
لبؤة ذات كشكش يؤدي في بعض الأحيان إلى الاعتقاد بأنها ذكر يافع، في حديقة حيوانات سان دييغو.

كان العلماء يعتقدون سابقا أن تعريف وتمييز السلالات المختلفة للأسد يمكن أن يتم عن طريق شكلها الخارجي بما فيه اللبدة، حيث كانوا يلجأون إلى علم التشكل لتعريف بعض السلالات مثل الأسد البربري وأسد رأس الرجاء الصالح. إلا أن الأبحاث أظهرت أن العوامل البيئية، مثل حرارة الجو، هي ما يؤثر على لون وحجم اللبدة، فالحرارة في حدائق الحيوان الأميركية والأوروبية مثلا تؤدي إلى نمو لبدات أكبر واسمك لذكور الأسود. وبالتالي فإن هذه الطريقة في تعريف السلالات المتنوعة تعدّ غير فعّالة، إلا أن السلالة الآسيوية يمكن تعريفها، على الرغم من ذلك، بواسطة لبدتها الضئيلة الأصغر حجما من لبدات الأسود الإفريقية.
تمّ التبليغ أيضا عن أسود عديمة اللبدة في السنغال ومنتزه تسافو الشرقي الوطني في كينيا، كما أن الأسد الأبيض الرئيسي الأول من منطقة تمبافيتي كان أيضا عديم اللبدة. كما أن هناك أسود مقنزعة أو ذات أعراف بسيطة. يمكن العثور على ذكور بدون لبدة إجمالا في جمهرات الأسود التي تناسلت داخليّا بشكل كبير؛ ويؤدي التناسل الداخلي أيضا إلى هبوط في نسبة الخصوبة لدى هذه الحيوانات.
تمتلك الكثير من اللبؤات كشكش على عنقها يمكن رؤيته بحال جلست في أوضاع معينة. وفي بعض الأحيان يظهر هذا في الرسومات والنحوتات الفنية القديمة بشكل خاص، حيث تُفسّر إجمالا، خطأ، على أنها أسود ذكور. يختلف الكشكش عن اللبدة بأنه أقصر على الفك الأسفل ونادرا ما يمكن رؤيته، بينما تمتد اللبدة لما فوق أذنيّ الذكور، وغالبًا ما تعتم على خطها المحيطي الخارجي كليّا.
تظهر الرسومات الكهفيّة لأسد الكهوف الأوروبي المنقرض حيوانات عديمة اللبدة بشكل حصريّ، أو ذات لبدة بسيطة جدًا، مما جعل بعض العلماء يفترضون أنها كانت خفيفة أو عديمة اللبدة بشكل أو بأخر، إلا أنه يُحتمل أن تكون الأسود المرسومة إناثا تصطاد لزمرتها—بما أنها تظهر في مجموعة تطارد فريستها—لذا فإن هذه الرسوم لا يمكن الاعتماد عليها للحكم على أسود الكهوف بأنها امتلكت لبدة أو لم تمتلك. إلا أن الرسومات تقترح أن هذه السلالة المنقرضة كانت تلجأ لنفس التنظيم الاجتماعي واستراتيجيات الصيد التي تستعملها الأسود المعاصرة.

### الأسود البيضاء

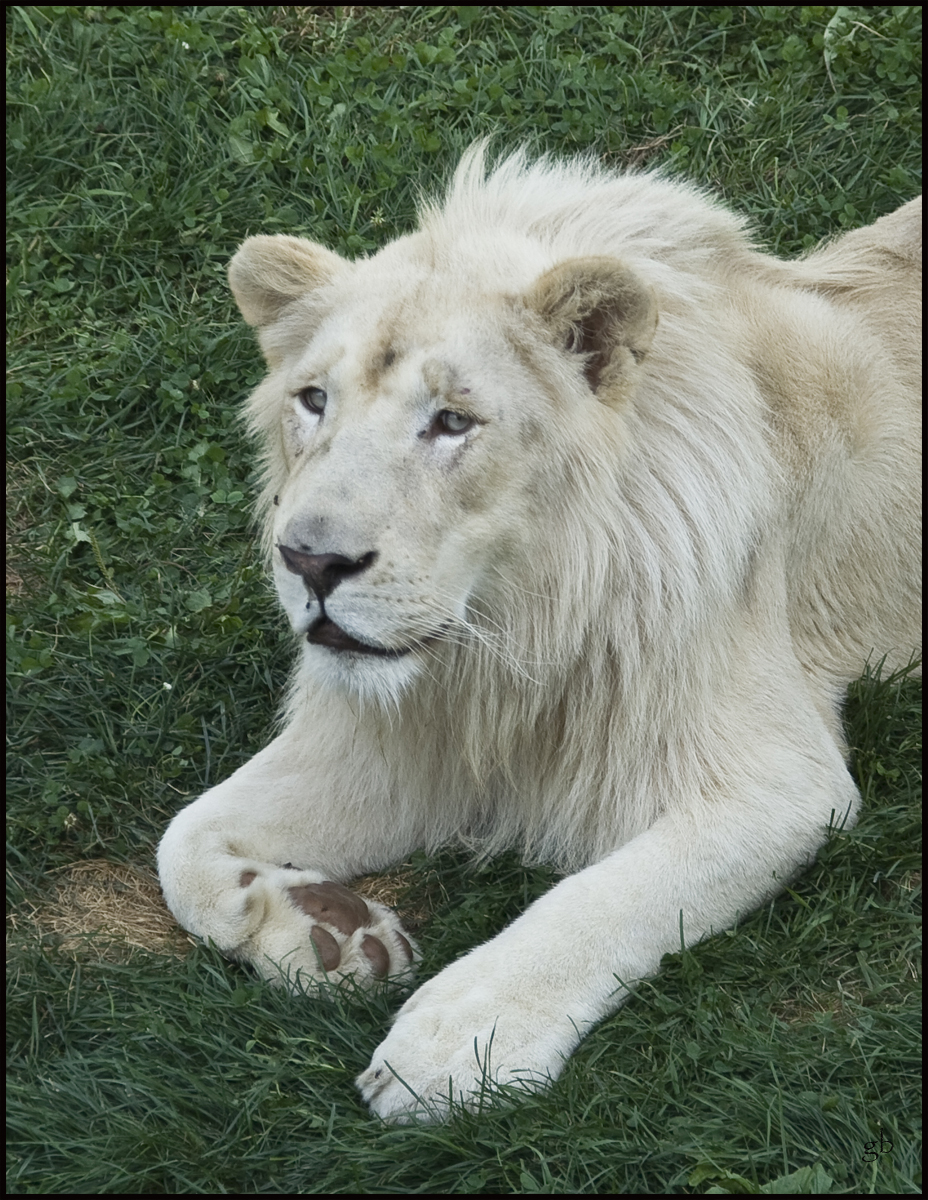
أسد أبيض.

الأسد الأبيض ليس بسلالة مستقلة، بل مجرّد شكل فريد ذو حالة وراثيّة تعرف بالبياض أو عدم اللون، مما يجعل لون جلده باهتا بشكل كبير، أكثر من الببر الأبيض حتى؛ وتتشابه هذه الحالة مع حالة الداكنيّة، التي تتولّد عنها النمور السوداء. ولا تعتبر الأسود البيضاء مهقاء، إذ أنها تمتلك أصباغا لونيّة عاديّة في أعينها وجلدها، بينما الحيوان الأمهق لا يمتلك هذا مما يؤدي لولادته بعيون وأنف ورديّ.
تمّت رؤية أفراد من أسود الترانسفال البيضاء (من سلالة كروغر، Panthera leo krugeri) في وحول منتزه كروغر الوطني ومحمية طرائد تمبافاتي الخاصة المجاورة في بعض الأحيان، إلا أن هذه الأسود تعد مألوفة أكثر في الأسر، حيث يقوم مربيها بتزويجها انتقائيّا عن عمد. يعود السبب وراء امتلاك هذه الحيوانات معطفا قشدي اللون إلى أنها تمتلك مورثة غالبة تدحر المورثة التي تحمل اللون المصفر وتبرز بدلا منها. يُزعم أن الأسود البيضاء تُربى في بعض المخيمات بجنوب إفريقيا كي تستخدم في عمليات الصيد المعلب (الصيد بداخل منطقة مسيجة لا يستطيع الحيوان الهرب منها) حيث يدفع بعض الصيادين مبالغ طائلة مقابل احتفاظهم بتذكار صيد فريد كرأس أو جلد أسد أبيض.
لم يكن وجود الأسود البيضاء مؤكدا حتى أواخر القرن العشرين. فلمئات السنين السابقة، كان يُعتقد أن قصة وجودها وكل ما وصل عنها من أخبار ومعلومات ليس سوى أساطير ملفّقة تدور في جنوب إفريقيا، حيث كان يُقال أن الأهاب الأبيض للحيوان يمثل الطيبة في جميع المخلوقات.
وردت أولى التقارير التي تفيد برؤية هذه الحيوانات في أوائل القرن العشرين، واستمرت بالورود بشكل متقطّع نادر لحوالي خمسين سنة، إلى أن عُثر على بطن من الأشبال البيضاء في محمية طرائد تمبافاتي الخاصة عام 1975.

## السلوك والخواص الأحيائية

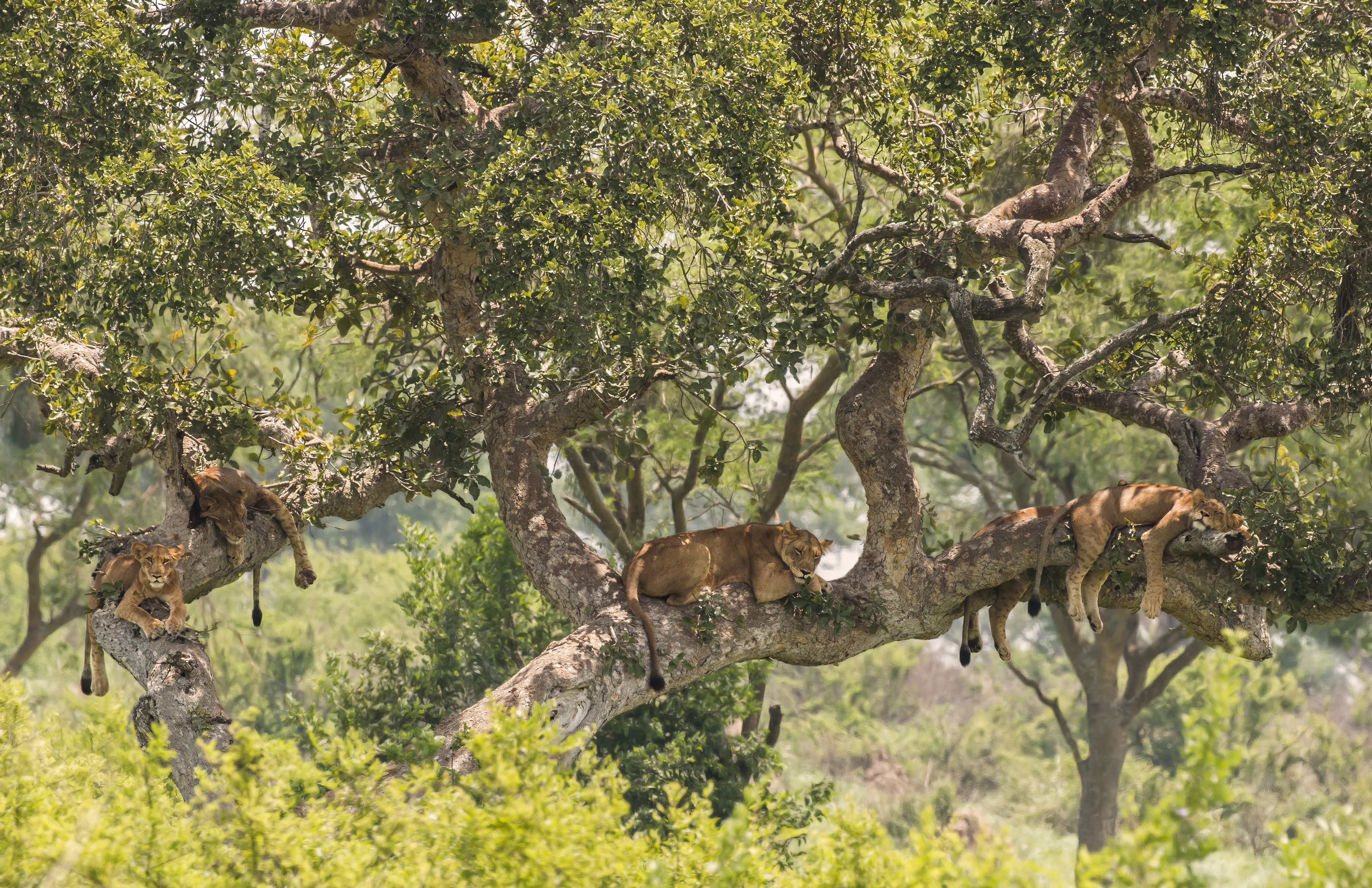
زمرة أسود على شجرة

تمضي الأسود معظم وقتها وهي تستريح حيث تقضي حوالي 20 ساعة من اليوم وهي خاملة. وعلى الرغم من أن هذه الحيوانات قد تنشط في أي وقت من اليوم، إلا أن ذروة نشاطها تكون بعد الغسق، حيث تخصص فترة لتختلط مع بعضها، تسوس نفسها، وتتغوّط. كما وتنشط لفترات متقطعة خلال الليل حتى بزوغ الفجر، أي في الفترة التي غالبًا ما تتجه فيها للصيد. تمضي الأسود قرابة ساعتين في النهار وهي تمشي، وحوالي 50 دقيقة وهي تقتات.

### التنظيم الاجتماعي

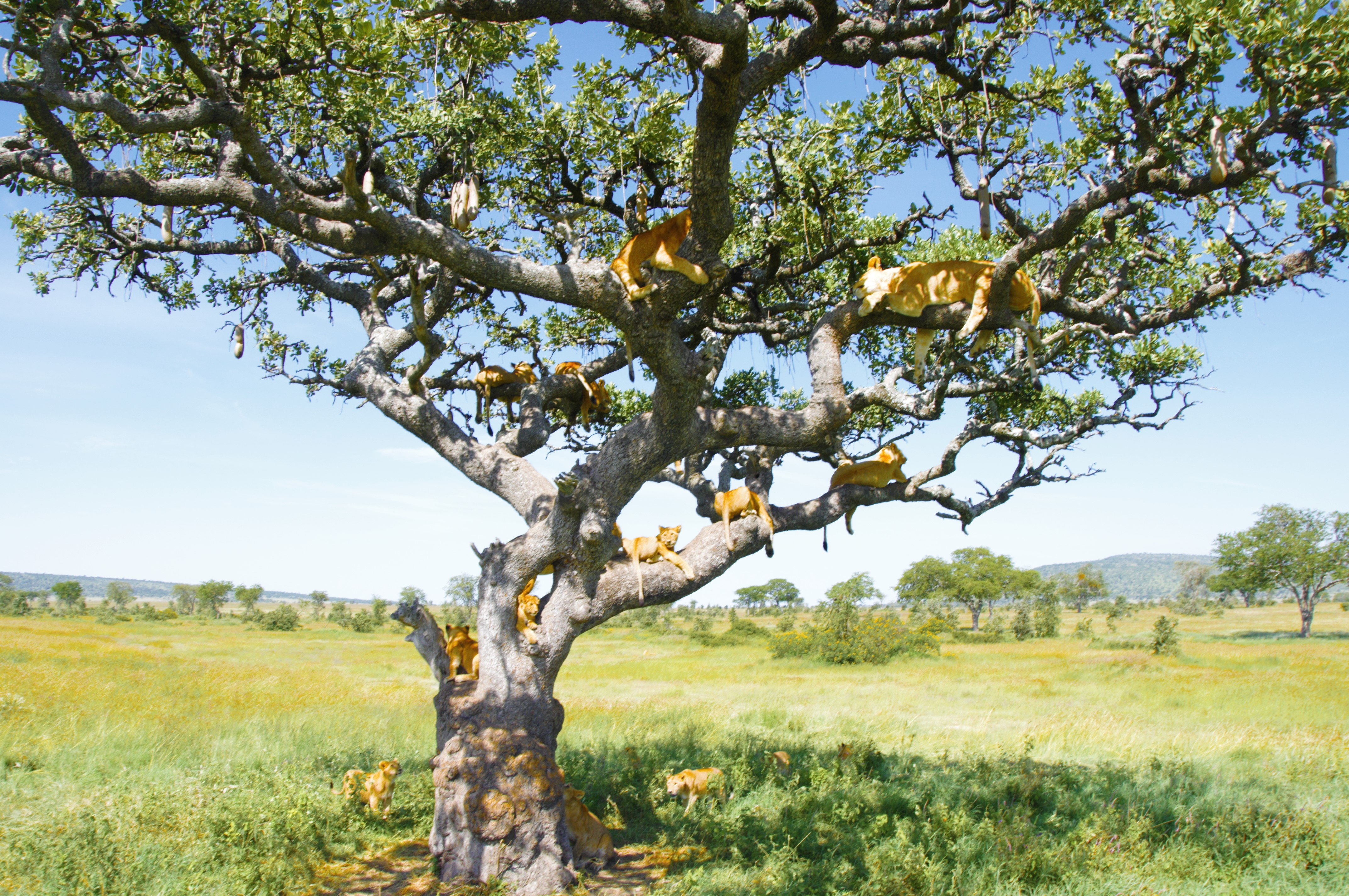
مجموعة من الأسود على شجرة

الأسود لواحم مفترسة تُظهر شكلين من التنظيم الاجتماعي. فالبعض منها مقيم، يعيش في مجموعة عائلية تُسمى زمرة، وتتألف الزمرة عادة من قرابة خمس أو ست لبوات مرتبطة ببعضها عن طريق القرابة، بالإضافة لأشبالها من كلا الجنسين، وذكرٍ واحدٍ أو ذكرين يطلق عليهما تعبير التحالف الذكوري، والذين يتزاوجان مع جميع الإناث البالغة (على الرغم من أن هناك بعض الزمر الكبيرة جدًا التي يصل عدد أفرادها إلى 30). يصل عدد الذكور في التحالف إلى اثنين في أكثر الأحيان، إلا أنه قد يزداد حتى 4 ويقل مجددا مع مرور الوقت. تُطرد الأشبال الذكور من زمرتها الأموميّة عندما تصل مرحلة البلوغ.

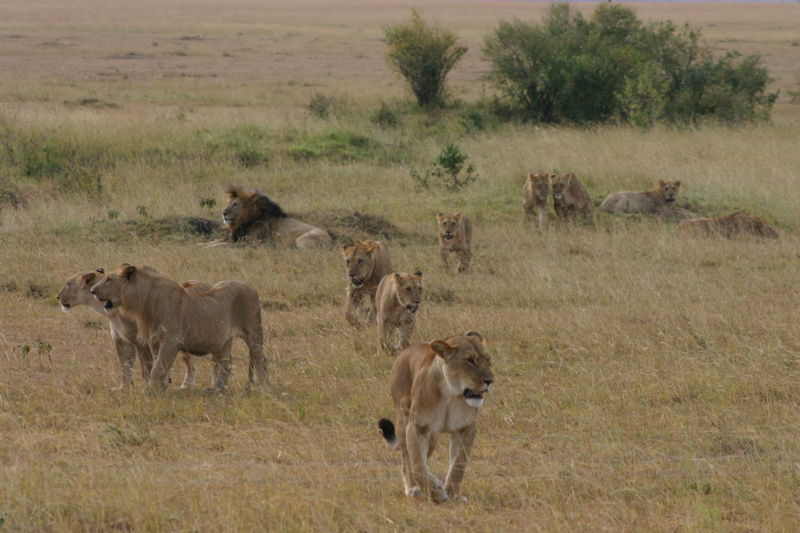
زمرة أسود، تتألف من ذكر بالغ وبضع إناث بالإضافة لأشبال مراهقة، تبدأ بالتحرك في ماساي مارا، كينيا.

يُسمّى سلوك الأسود الآخر الارتحال، حيث لا يستقر البعض منها في منطقة معينة، بل يستمر بالتنقل لمسافات شاسعة، إما بمفرده أو بأزواج، بين الفترة والأخرى. تتبع الذكور العازبة ذات القربى هذا السلوك إجمالا، والتي تكون قد طردت من زمرتها الأمومية؛ ويلاحظ أن الأسود قد تغيّر من نمط حياتها فتتحول من مرتحلة إلى مقيمة وبالعكس. تمر جميع الذكور بهذه المرحلة، والبعض منها قد لا يتخطاها بحال لم ينجح بالسيطرة على زمرة جديدة، أما الإناث فإن تحوّلها لنمط الارتحال أصعب عليها من الذكور، فبحال طُردت أنثى من زمرتها فلن تستطيع الانضمام لزمرة أخرى بسهولة، إذ أن جميع الزمر تتكون من إناث ذوات قربى ترفض معظم محاولات أي أنثى أخرى من زمرة مختلفة بالانضمام إليها.

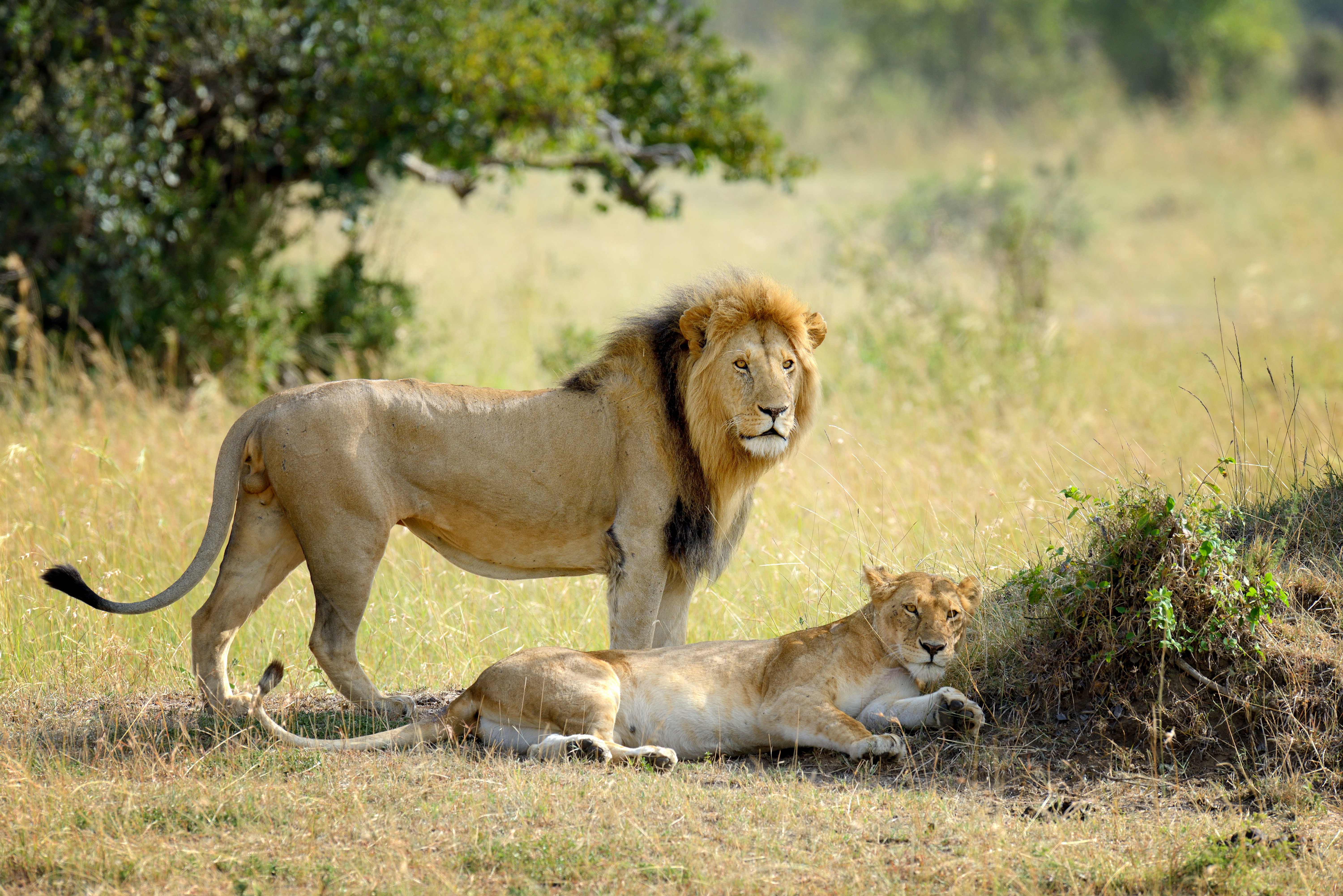
عائلة أسود في موسم التزاوج

تُسمى المنطقة التي تقطنها زمرة الأسود الحوز أو حوز الزمرة، بينما تُسمى منطقة الأسد المرتحل الموطن أو الإقليم. تبقى الذكور البالغة التي سيطرت على مجموعة من الإناث على حدود الحوز معظم أوقاتها لتدافع عنه ضد الذكور الأخرى، حيث تقوم بجولات واسعة يوميّة عبره وترش بولها على الأشجار والشجيرات لتترك رائحتها كإنذار لأي ذكر دخيل بوجودها في المنطقة. لا يزال سبب تطوّر السلوك الاجتماعي للبؤات—وتفردها به بين جميع أنواع السنوريات الأخرى—موضوع جدل كبير بين العلماء، ويظهر بأن ازدياد نسبة نجاحها في الصيد هي العامل الأبرز والأوضح الذي جعلها تلجأ لأسلوب العيش الجماعي، إلا أن هذا الأمر يصبح أقل من مؤكد عند دراستها عن قرب: فالصيد المنسّق يزيد من نسبة نجاحها في الافتراس، ولكنه يضمن أيضا أن الأفراد التي لم تخرج للصيد لن تستهلك نفس نسبة السعرات الحرارية للفرد كما ستفعل باقي الأسود، مما يعني أن الزمرة لن تضطر للإصطياد مرة أخرى حتى بضعة أيام، ولكن البعض من تلك الأفراد قد يُترك لحراسة الأشبال التي لولا ذلك تبقى بمفردها لفترة طويلة مما يعرضها لخطر الضواري الأخرى، أو يلعب دورا في تربيتها. تُعد صحة وسلامة اللبوات الصيّادة أهم الأسس لبقاء الزمرة، لذا فإن تلك اللبؤات تكون أول من يتقدم للأكل (بحال لم تتواجد الذكور). وتشمل المنافع الأخرى التي يفترضها العلماء: انتقاء القربى (أي أن الأسد قد يُفضل أن يُشارك غذائه مع أسد قريب له بدلا من أسد غريب)، حماية الصغار، الحفاظ على الحوز، وتأمين كل فرد على نفسه ضد الجوع أو الإصابة، أي أن كل فرد من الزمرة يستطيع أن يتأكد من أنه سيحظى بالطعام دوما، وبالعناية بحال أصيب لأن باقي الزمرة تحتاج إليه في كل ما سبق.

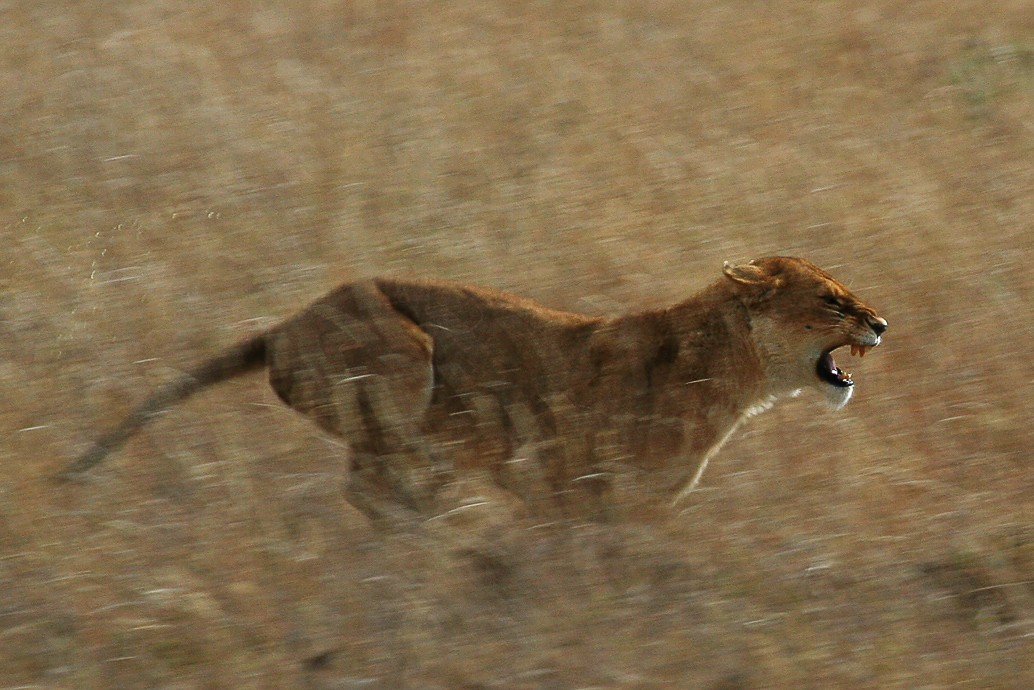
لبوة تندفع بسرعة خلال عملية صيد في السيرينغتي.

تقوم اللبؤات بمعظم الصيد للزمرة، كونها أصغر حجما، أسرع، وأكثر رشاقة من الذكور، ولا تعيقها اللبدة الكبيرة الكثيفة الواضحة للعيان، والتي تسبب ارتفاعا في درجة حرارة الجسد أثناء المطاردة. تتصرف الأسود كوحدة صيد منظمة كي تستطيع التسلل نحو طريدتها والإمساك بها بنجاح، وبحال كانت الذكور بالجوار فإنها تسيطر على الفريسة فورا ما إن تمسك بها اللبوات وتستفرد بها، ويُحتمل بأن تُشارك الذكور الأشبال في طعامها أكثر من الإناث، إلا أنها لا تشارك أي منهما بحال كانت قد أمسكت بتلك الفريسة بمفردها. تقتات الأسود على الطرائد الأصغر حجما في موقع قتلها، وبالتالي فإن الصيادات هي من يتشاركها فقط؛ أما إذا كانت الطريدة كبيرة فإنها تقوم بجرّها إلى حوز الزمرة. تتشارك الأسود مع بعضها بشكل أكبر عند إمساكها بفريسة كبيرة، على الرغم من أن أفراد الزمرة عندئذ يتصرفون بعدائية تجاه بعضهم البعض لأن كل منهم يحاول الحصول على أكبر قدر ممكن من الطعام.
تدافع كل من الذكور والإناث عن الزمرة ضد أي أسود دخيلة أخرى. تقود بعض الأسود نفسها الهجوم ضد الدخلاء باستمرار، بينما يتلكأ البعض في الخلف دوما. تميل الأسود لأن تمتلك أدوارا محددة في الزمرة، فتلك المتلكأة قد تؤمن خدمات مفيدة أخرى للمجموعة مثل حماية الأشبال أو صدّ الهجوم من الوراء. ومن الافتراضات المقابلة أن هناك ما يعود بالنفع على الأسد الذي يقود الهجوم على الدخلاء، وما يبرز ذلك هو رتبة اللبوات بداخل الزمرة، فاللبوة القائدة هي الأعلى مرتبةً. وكذلك الأمر بالنسبة للذكور المسيطرة على الزمرة، إذ عليهم الدفاع عنها ضد الذكور الغريبة كي يتسنّى لهم بالمقابل التزاوج مع الإناث والحفاظ على نسلهم. لا تتحمل الإناث المنتمية لوحدة اجتماعية مستقرة بداخل زمرة أي أنثى غريبة عنها؛ فلا يتغير عدد المنتسبين للمجموعة من اللبؤات إلا بولادة أو موت لبوات جديدات، على الرغم من أن بعض الإناث قد تغادر عائلتها وتصبح مرتحلة. أما الذكور المراهقة من الناحية الأخرى، فتغادر الزمرة عندما تنضج جنسيّا، أي بين سن سنتين وثلاث سنوات.

### الحمية والصيد

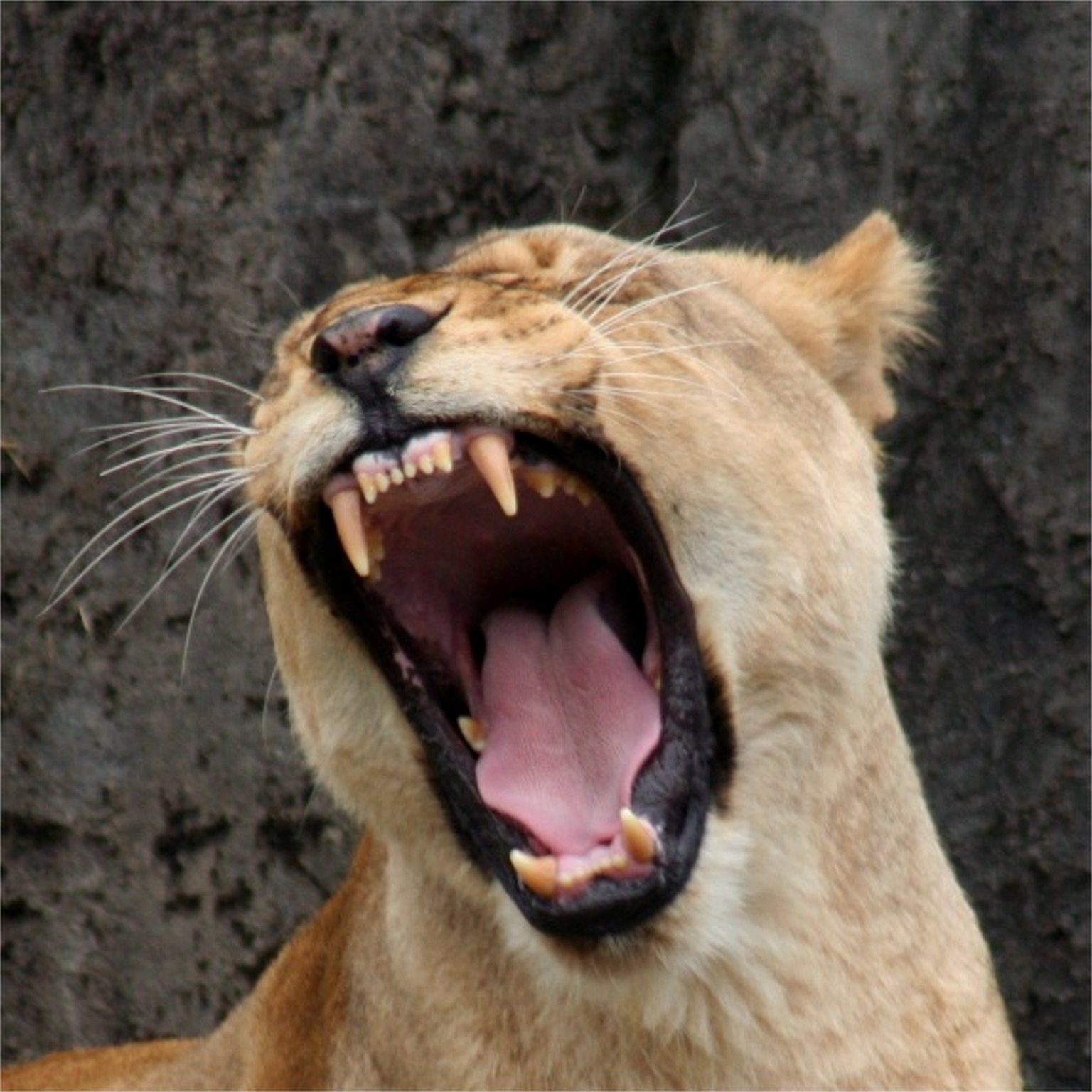
على الرغم من أن اللبؤة تمتلك أسنانًا حادة جدًا، إلا أنها تُقتل طريدتها عادةً بواسطة الخنق.

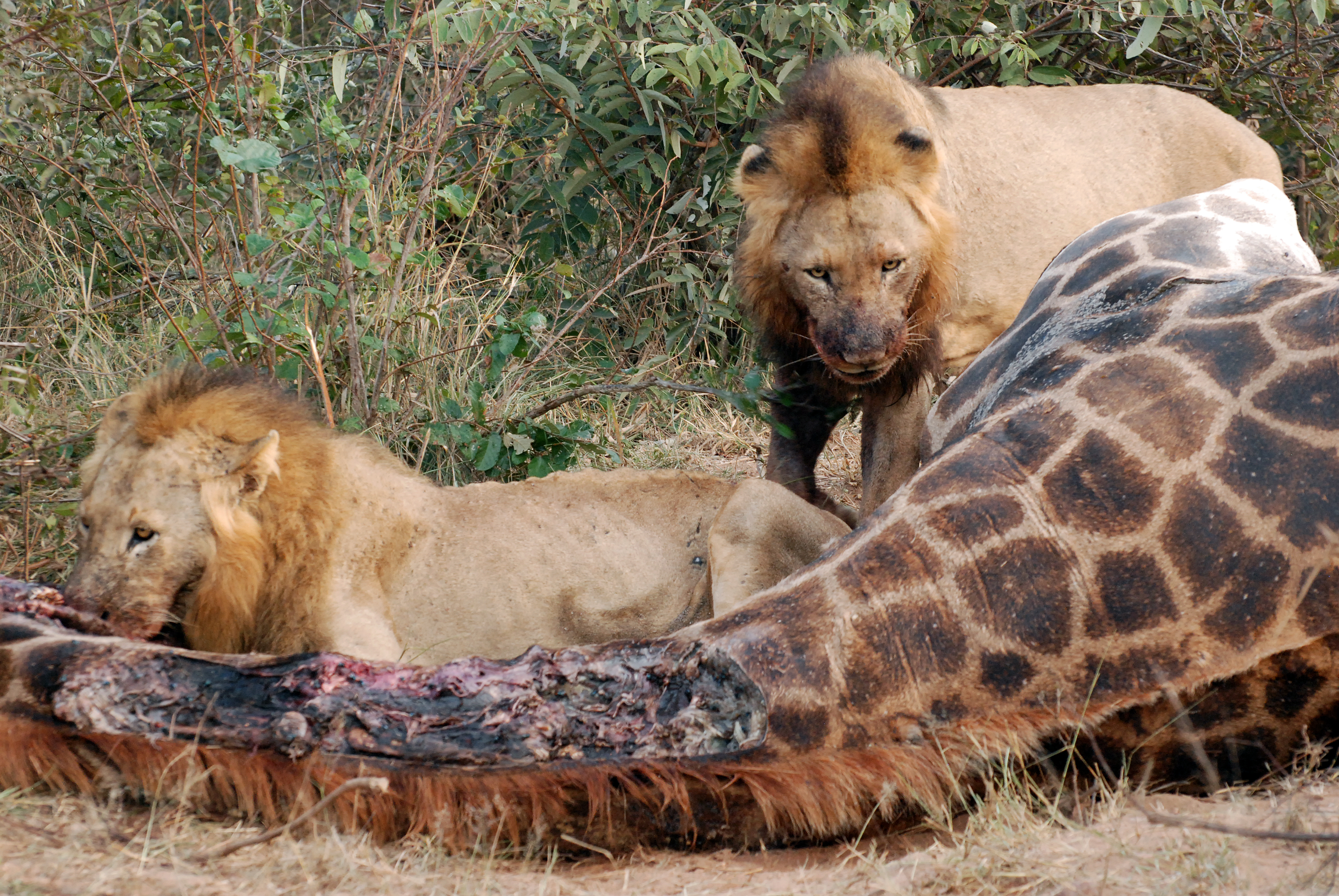
أسدان يقتاتان على جيفة زرافة

الأسود حيوانات قويّة تصطاد عادةً في مجموعة منظمة وتختار فريسة واحدة محددة. إلا أنه لا يُعرف عنها قدرتها على التحمّل - فوزن قلب اللبؤة مثلا، يشكل ما نسبته 0.57% فقط من إجمالي وزن جسدها (والذكر حوالي 0.45%)، بينما يقارب وزن قلب الضبع 1% من إجمالي وزن الجسد، وبالتالي فإنه وإن كانت اللبوات قادرة على الوصول إلى سرعة 59 كيلومتر في الساعة (40 ميل في الساعة) فإنها لا تستطيع الحفاظ على هذه السرعة إلا لفترة قصيرة، لذا يجب أن تكون قريبة من طريدتها بما فيه الكفاية قبل أن تهاجم. تستغل الأسود أي عامل من شأنه أن يقلل من احتمال رؤيتها من قبل الطريدة؛ حيث تتم معظم عمليات الصيد بالقرب من مصدر جيّد للتخفي كالأعشاب العالية أو التلال، أو أثناء الليل. تتسلل الأسود نحو ضحيتها حتى تصبح على مقربة 30 متر تقريبا (98 قدم)، وتقوم اللبؤات عادةً بإحاطة القطيع من عدة نواح، وما أن تقترب بما فيه الكفاية حتى تنتقي أقرب أفراد القطيع إليها. يكون الهجوم سريعا وقصيرا؛ حيث تميل إلى إمساك ضحيتها عبر اندفاع سريع نحوها ومن ثم القفز عليها من الخلف. تُقتل الطريدة بواسطة الخنق، مما يسبب لها إقفارا دماغيا أو أزمة قلبية بسبب انقطاع الأكسجين عنها. يمكن أن يقتل الأسد طريدته أيضا عن طريق إطباق فكيه على فمها (مما يسبب لها اختناقا أيضا)، أما الطرائد الصغيرة فقد تُقتل بواسطة ضربة وحيدة من كف الأسد.

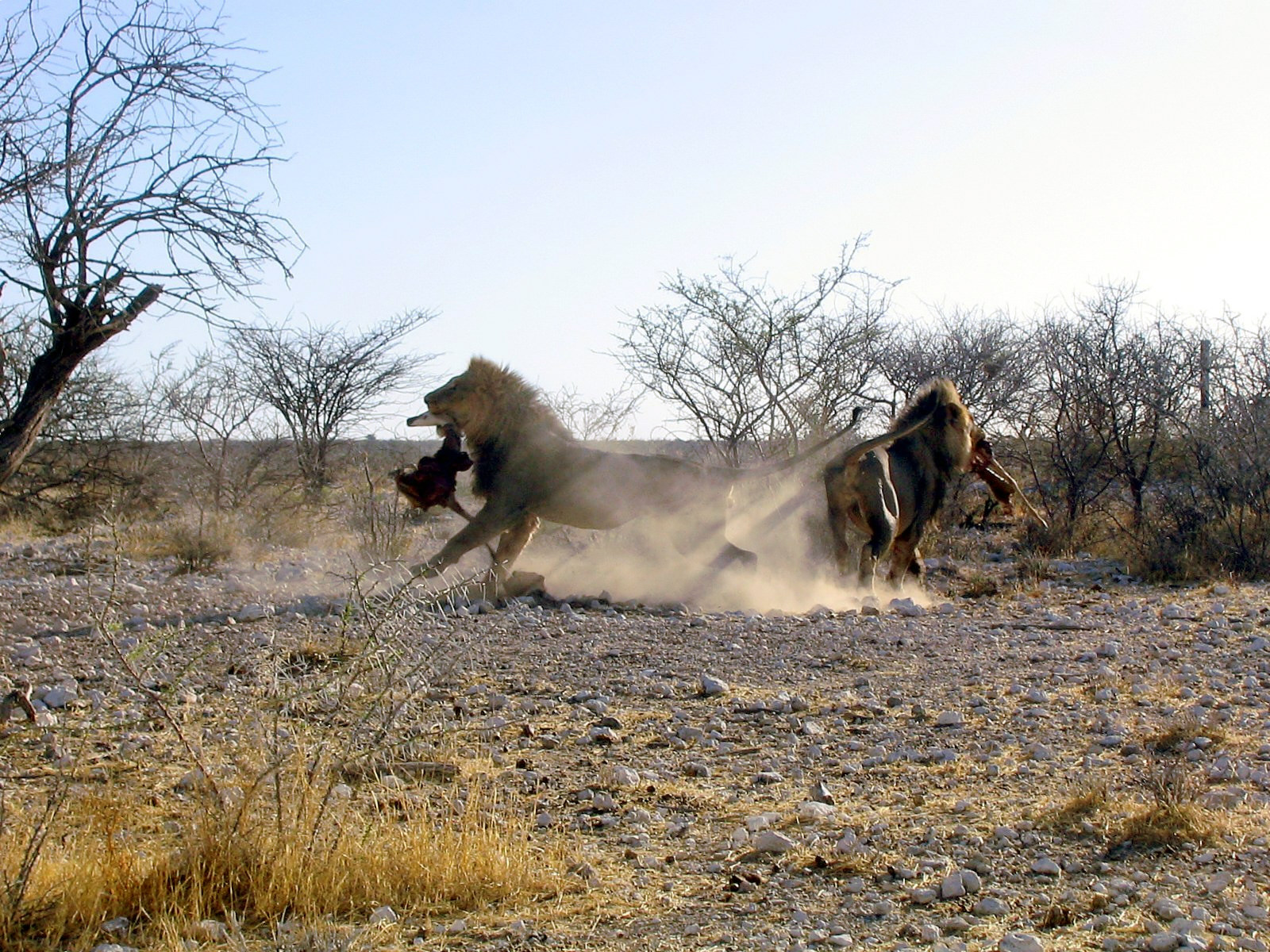
أسدان يتقاسمان الذبيحة

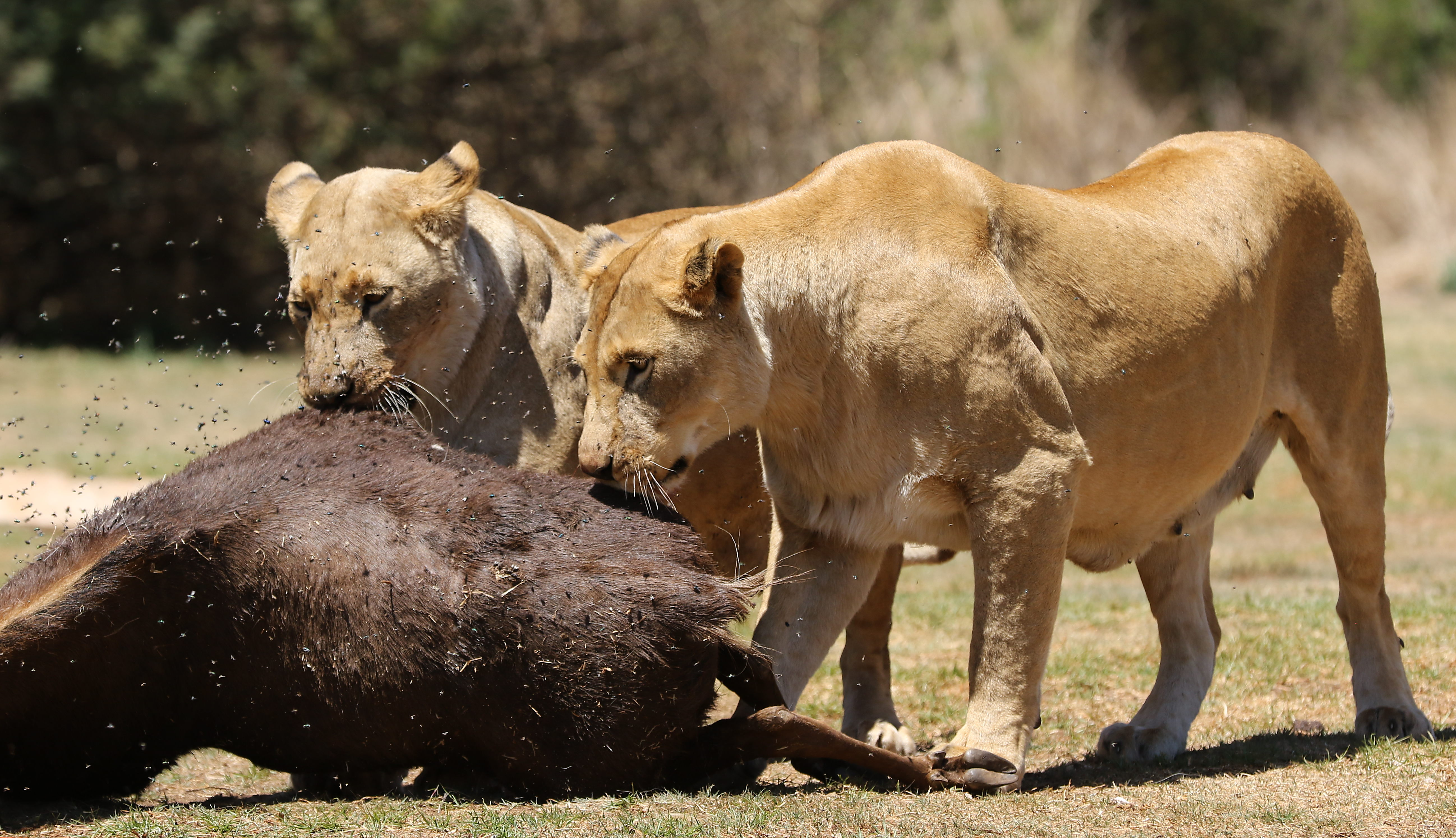
لبؤتان تقتاتان على جيفة

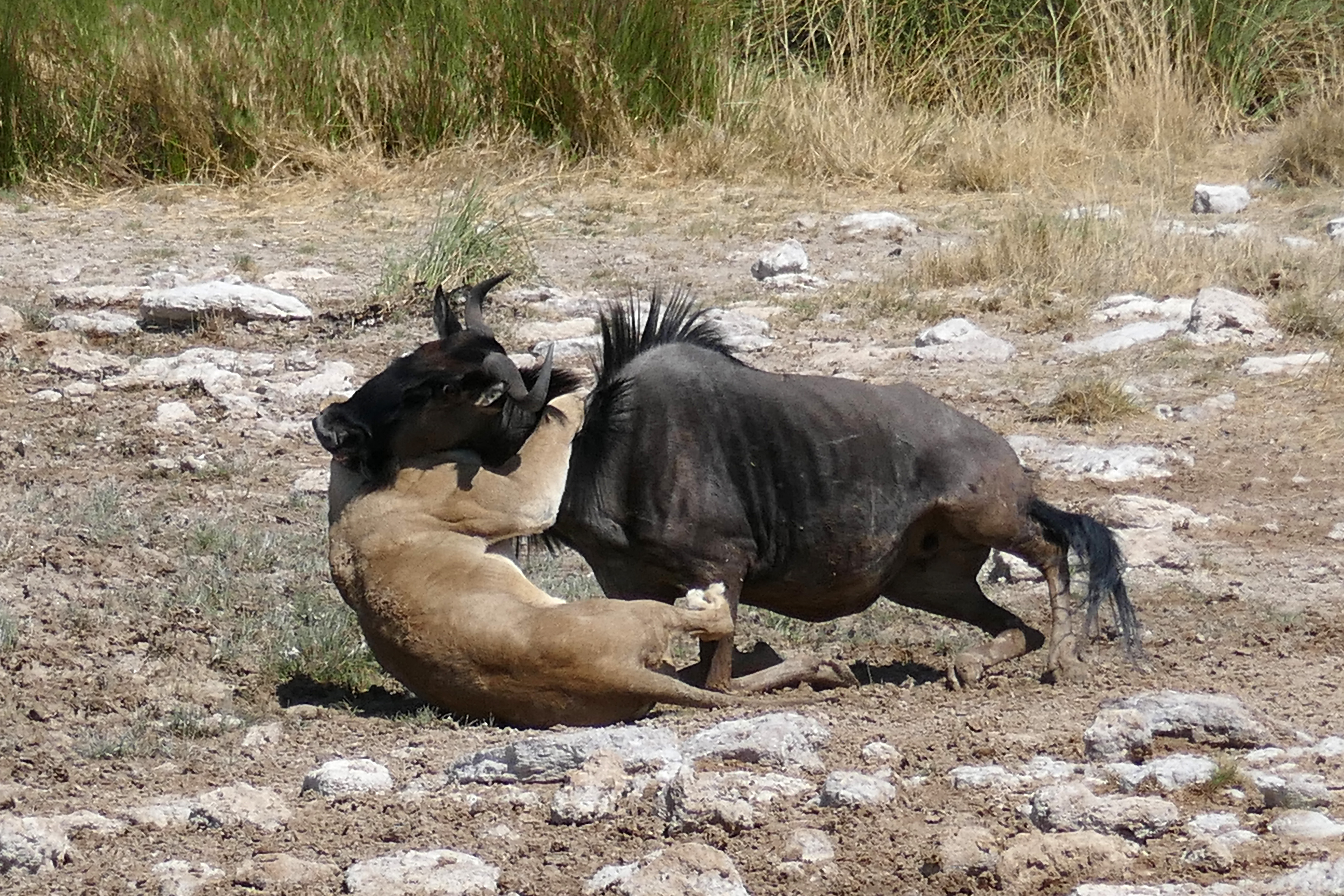
لبؤة تخنق نو

تتألف طرائد الأسود من الثدييات الكبيرة إجمالا، وهي تظهر تفضيلا للنو، حمر الزرد، الإمبالا، الجواميس الإفريقية، والخنازير الثؤلولية في إفريقيا، وللنلجاي، الخنازير البرية، والعديد من أنواع الأيائل في الهند، كما كانت تصطاد أنواعا أخرى من الطرائد في موطنها السابق الممتد عبر أوراسيا مثل الأحصنة البرية، البيسون الأوروبي، الأرخص، الأيل الأحمر، وحتى الموظ. تصطاد الأسود حاليّا أنواعا عديدة أخرى من الحيوانات، بناءً على مدى توفرها، وهذا يشمل بشكل رئيسي، الحافريات التي يتراوح وزنها بين 50 و300 كجم (110–660 رطلا) من شاكلة المرامري (الكود)، الثيتل، مها إفريقيا الجنوبية (الجمزبوكة)، والعلند (البُقة). وفي بعض الأحيان قد تمسك بأنواع أصغر حجما مثل غزال طومسون والظبي القفّاز (القوفز)، وهناك البعض من الأسود الذي يقتات بشكل حصري تقريبا على نوع محدد من الفرائس، مثل الأسود القاطنة بالقرب من ساحل صحراء ناميب والتي تفترس فقمات الفراء بشكل مكثّف. تستطيع الأسود التي تصطاد في جماعات أن تمسك بمعظم أنواع الحيوانات التي تقابلها، بما فيها الصحيّة حتى، ولكنها نادرا ما تهاجم الطرائد الضخمة جدًا مثل ذكور الجواميس، أو ذكور الزرافات البالغة بسبب احتمال إصابتها بجراح بالغة في هكذا معركة مما قد يقتلها أو يقعدها.

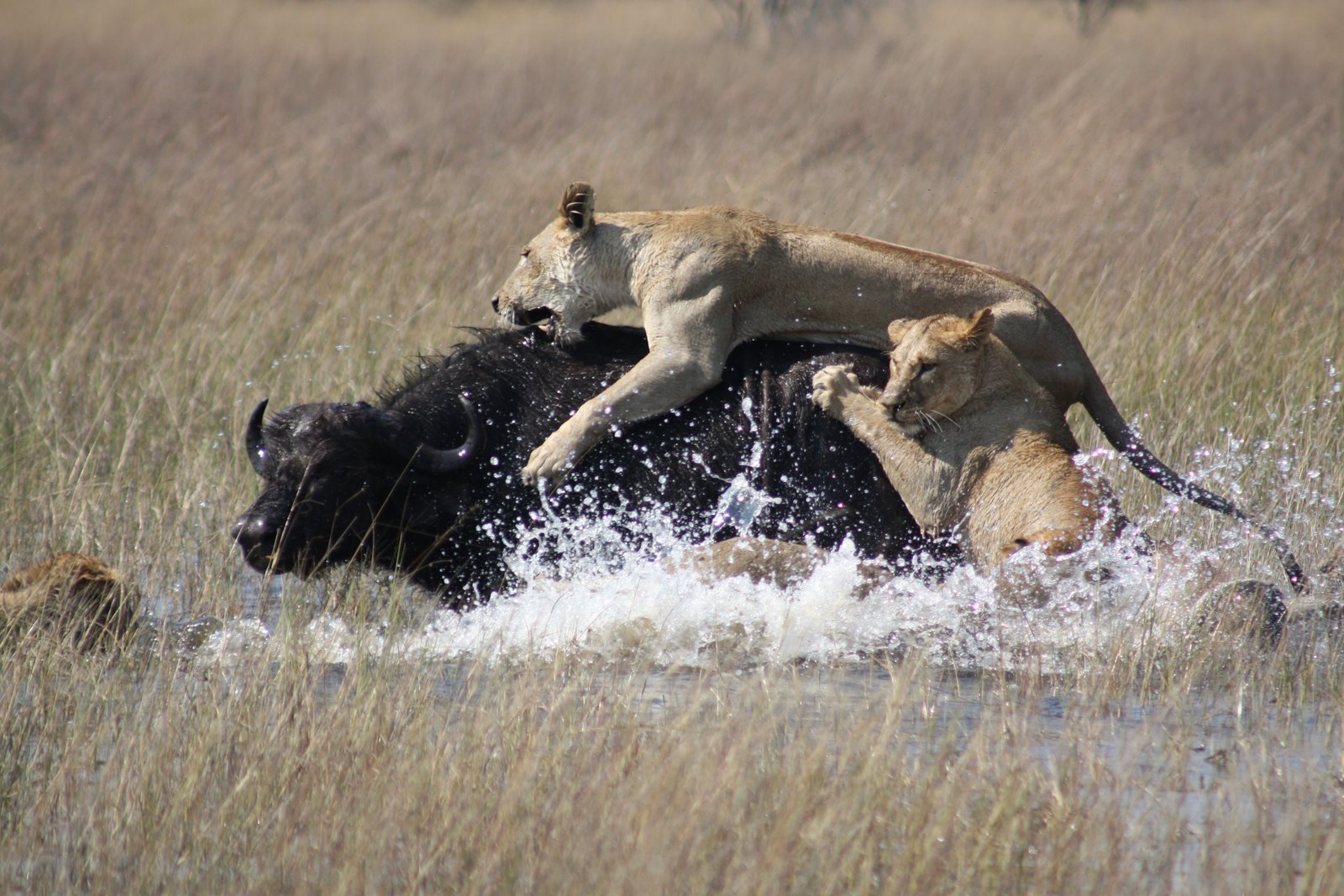
مجموعة لبؤات تتعاون معًا على إسقاط جاموس إفريقي في دلتا أوكافانغو ببوتسوانا.

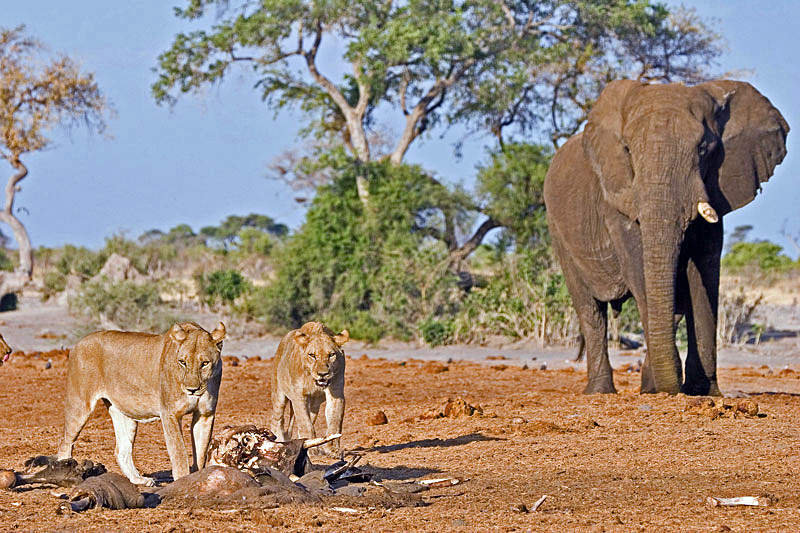
أسود من منطقة نهر سافوتي ببواتسوانا وقد انتهت من الاقتيات على جيفة فيل قامت بقتله. يُعرف عن أسود هذه المنطقة صيدها للأفيال بما فيها البالغة أحيانا.

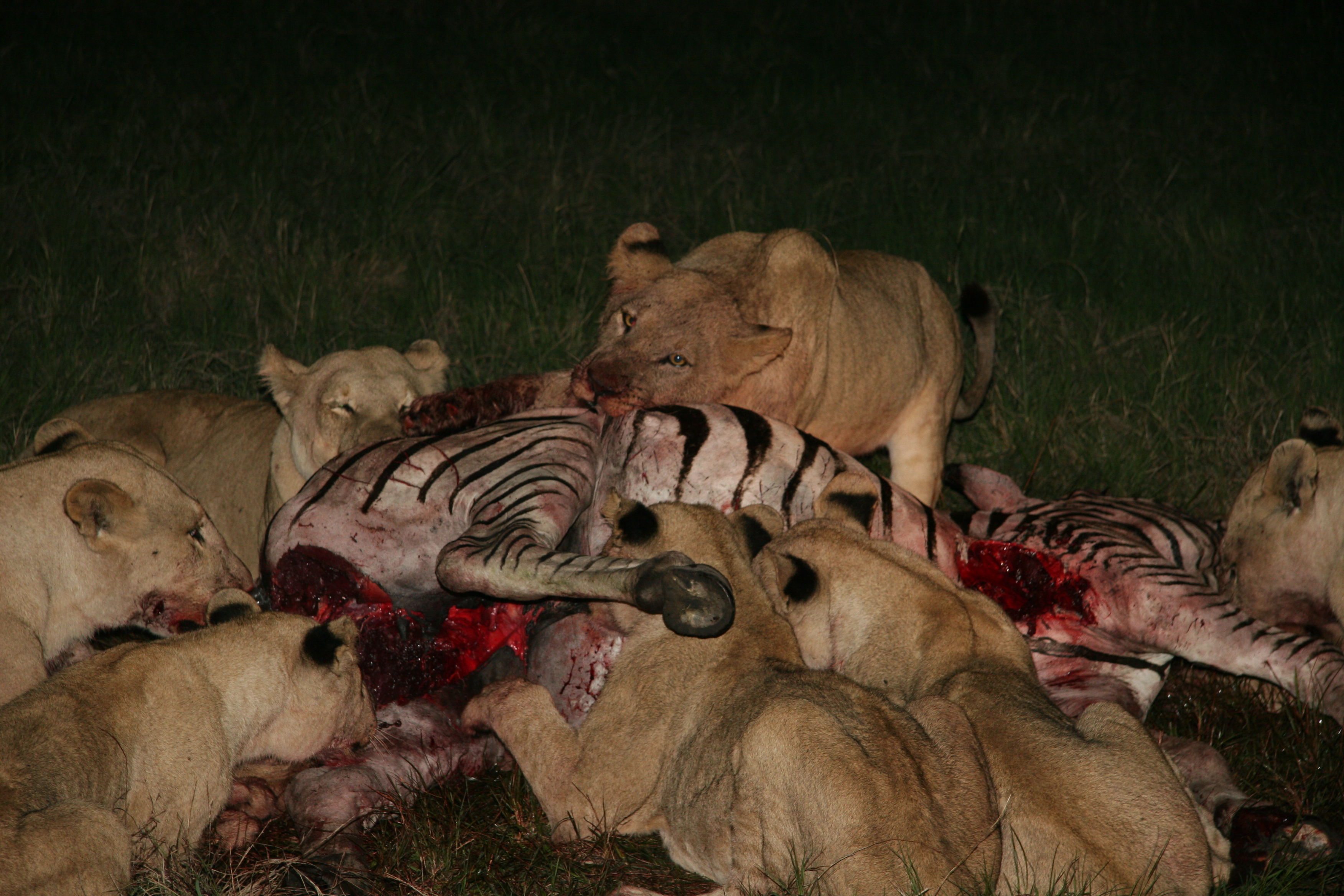
اللبؤات الصيادة في الزمرة يتشاركن بالتهام حمار زرد في الموقع نفسه الذي قتلت فيه الطريدة.

أظهرت إحصائيات مكثفة جمّعت عن طريق عدد من الدراسات أن الأسود عادةً تقتات على الثدييات التي يتراوح وزنها بين 190 و550 كيلوغراما (420–1210 أرطال). يتصدر النو قائمة طرائد الأسد المفضلة (حيث يُشكل نصف ما تفترسه الأسود تقريبا في السيرنغتي بشرق إفريقيا) يليه حمار الزرد، وتُستبعد عادة معظم أفراس النهر البالغة، وحيدة القرن، الفيلة، والغزلان الصغيرة الحجم، الإمبالا، وغيرها من الظباء الرشيقة. إلا أن الزرافات والجواميس تعتبر من ضمن الطرائد المألوفة في بعض المناطق، كما في منتزه كروغر الوطني حيث تصطاد الأسود الزرائف بشكل منتظم، ومنتزه مانيارا الذي تشكّل الجواميس الإفريقية فيه حوالي 62% من حمية الأسود، بسبب غزارة أعدادها. قد تفترس الزمرة في بعض الأحيان النادرة أفراس النهر البالغة أيضًا، أما وحيدات القرن البالغة فعادةً ما يتم تجنبها. ومن الطرائد التي تقتات عليها الأسود بحال توافرها الخنازير الثؤلولية، على الرغم من أن وزنها يقل عن 190 كجم (420 رطلا)، وفي بعض المناطق تختص هذه السنوريات بصيد نوع محدد من الفرائس؛ كما هي الحال في نهر سافوتي ببوتسوانا، حيث تقتات على الفيلة بشكل مكثّف. وقد أفاد المرشدون في المنطقة أن الأسود دفعها الجوع الشديد إلى مهاجمة الدغافل في بداية الأمر، ثم انتقلت إلى الفيلة المراهقة، وفي بعض الأحيان أمسكت بفيلة بالغة تحت جنح الظلام، أي في الفترة التي يكون فيها نظر الفيلة ضعيفا. تفترس الأسود الماشية المستأنسة كذلك الأمر، ففي الهند تشكّل الأبقار والجواميس المستأنسة جزءًا مهمّا من حميتها، وتعتبر قادرة على قتل ضوار أخرى من شاكلة النمور، الفهود، الضباع، والكلاب البرية، إلا أنها (على العكس من معظم السنوريات الأخرى) نادرا ما تفترس منافسها بعد قتله. تقمم الأسود أيضا جيف الحيوانات التي ماتت لأسباب طبيعية أو قتلها مفترس أخر، وهي تبقى متنبهة للنسور الحائمة في الجو، إذ أنها تفيد بوجود ميتة ما أو حيوان ينازع. تتخم الأسود أنفسها عند الاقتيات حيث قد يأكل الواحد منها 30 كيلوغرام (66 رطل) من اللحم في جلسة واحدة؛ وإن كان غير قادر على التهام الطريدة بأكملها فسوف يستريح لبضعة ساعات قبل أن يعاود الأكل، وفي الأيام الحارّة قد تلجأ الزمرة إلى الظلال لتهضم طعامها، وتترك ذكر واحد أو إثنين للحراسة. تحتاج اللبؤة البالغة إلى 5 كيلوغرامات (11 رطلا) من اللحم يوميّا، بينما يحتاج الذكر إلى 7 كيلوغرامات (15.4 أرطال).

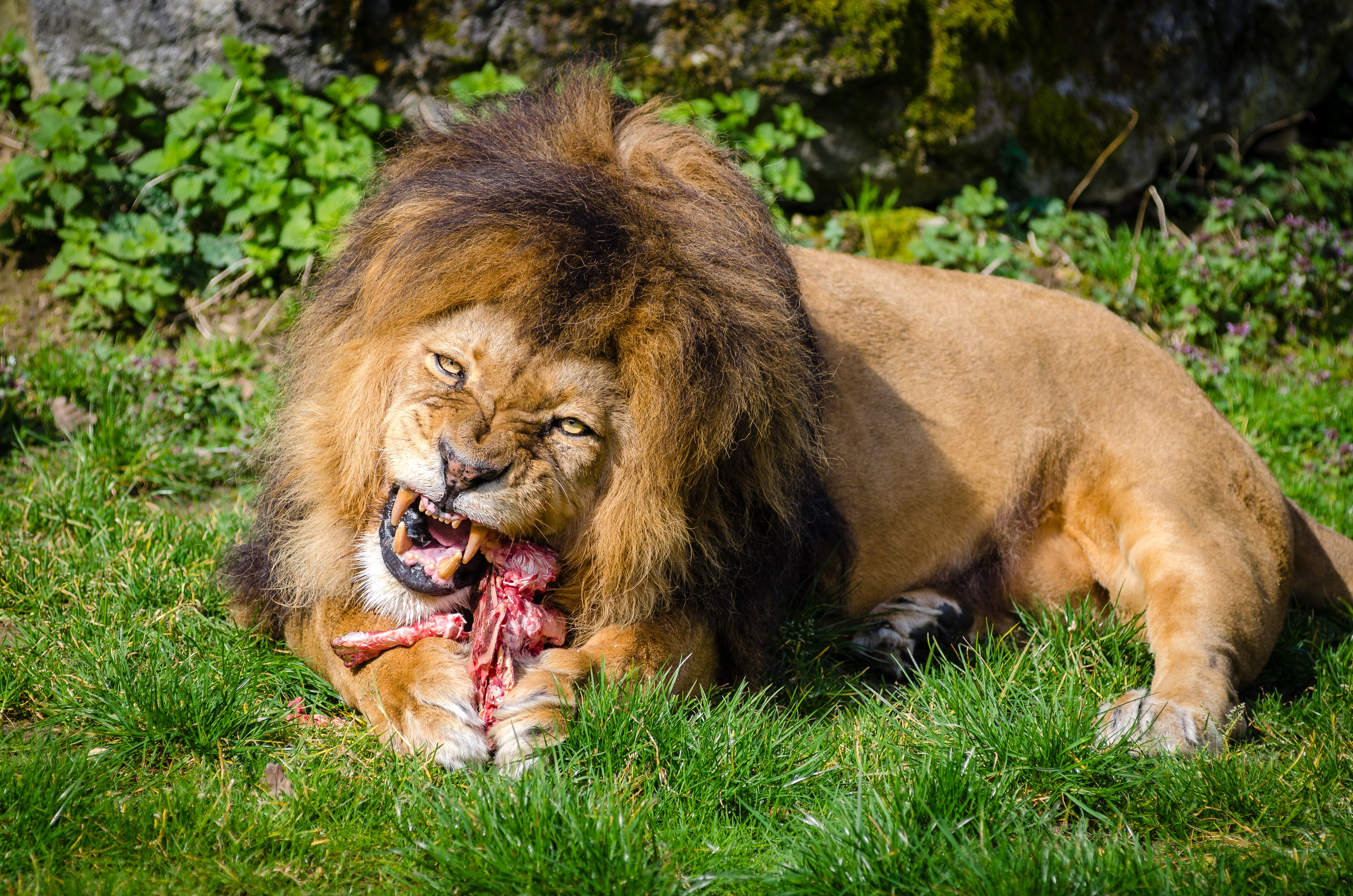
ذكر يقتات

يزيد الصيد الجماعي للبوات من نسبة احتمال إمساكها بطريدة، خصوصا وأنها تصطاد في المساحات المفتوحة مما يمكن الطرائد من رؤيتها من على بعد شاسع؛ ويزيد أسلوب الصيد هذا أيضا من نسبة احتمال إمساكها بإحدى الطرائد الضخمة. ويُمكن العمل الجماعي أيضا الأسود من الدفاع عن طريدتها بشكل أفضل ضد الضواري الكبيرة الأخرى مثل الضباع التي تستدل بسهولة على موقع الاقتيات عن طريق رؤية النسور الحائمة فوقه في السفانا المفتوحة. تقوم اللبؤات بمعظم الصيد للزمرة، وفي صيد نمطيّ، تحتل كل لبوة موقع مفضّل لها بداخل المجموعة، فإمّا تتسلل نحو الطريدة على «جناح» المجموعة ومن ثمّ تهاجمها، أو تتقدم لمسافة قصيرة في وسط المجموعة ومن ثم تهاجم الفريسة الهاربة من اللبؤات الأخرى.

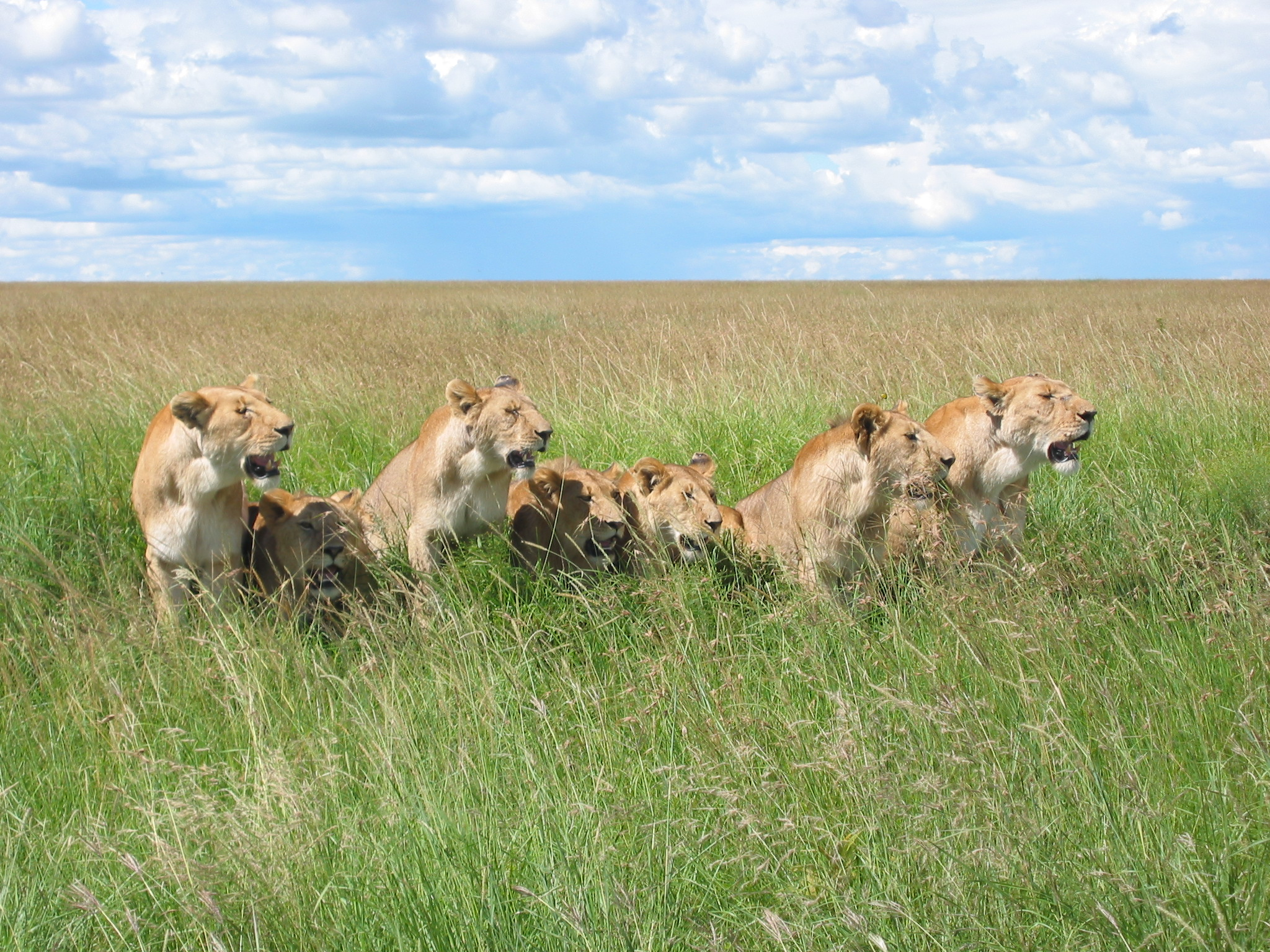
سبعة أسود بالقرب من الطريق في محمية ماساي مارا، كينيا.

لا تشارك ذكور الأسود المسيطرة على زمرة في الصيد عادةً، إلا عندما تكون الطريدة ضخمة جدًا مثل الزرافة أو الجاموس. أما الذكور العازبة التي لم تسيطر على زمرة خاصة بها بعد فتكون مضطرّة للصيد بنفسها، وقد تمّ رؤية وتوثيق أسود ذكور وهي تصطاد في مجموعة. تُظهر الأشبال سلوك التسلل لأول مرة عندما تبلغ من العمر 3 أشهر، ولكنها لا تشارك في الصيد الفعلي إلا عندما تبلغ حوالي السنة من العمر، وتبدأ بالصيد بفعالية عندما تقارب عامها الثاني.

### التناسل ودورة الحياة
تكون معظم اللبؤات قد تناسلت وأنجبت قبل أن تبلغ أربع سنين من العمر، والأسود ليس لها موسم محدد للتزاوج، فقد يتم هذا في أي وقت من السنة، وتُعد الإناث متعددة النزوة. يمتلك الأسد الذكر، كما باقي السنوريات، أشواك خلفيّة الإتجاه على قضيبه، وتحتك هذه الأشواك بجدران رحم الأنثى عندما يقوم الذكر بإخراجه مما قد يحث على الإباضة. قد تتزاوج الأنثى مع أكثر من ذكر عندما تكون في دورتها النزوية؛ وخلال فترة التزاوج، التي قد تمتد لبضعة أيام، يتجامع الزوجان لما بين 20 إلى 50 مرة في اليوم وقد يهملا الاقتيات حتى طيلة هذه الفترة. تتناسل الأسود بشكل جيّد في الأسر.

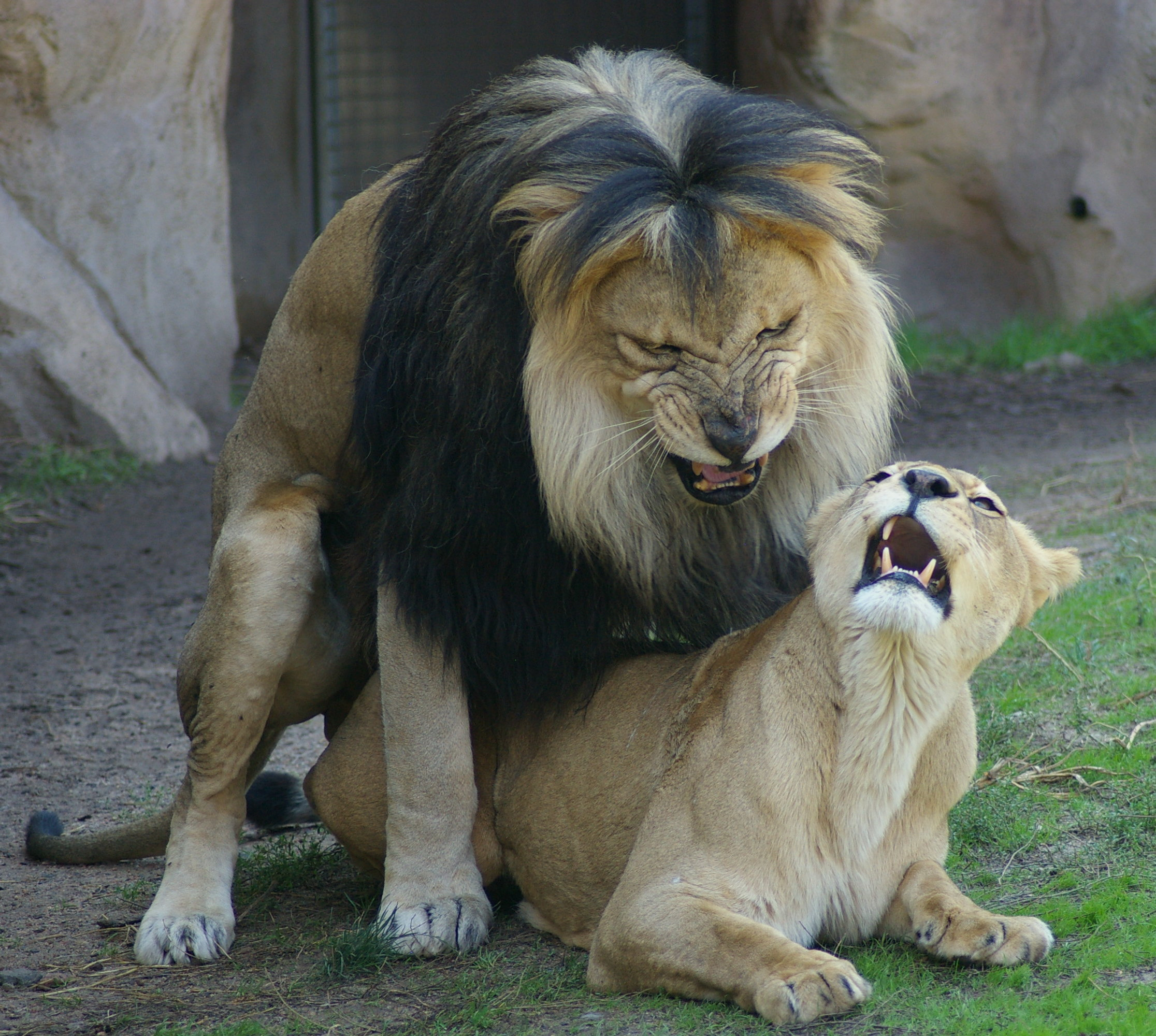
يتجامع الزوج من الأسود ما بين 20 إلى 40 مرة في اليوم على مدى عدَّة أيام أثناء فترة التزاوج.

يبلغ متوسط فترة الحمل حوالي 110 أيام، تضع بعدها الأنثى بطنا يتألف من شبل واحد إلى 4 في مخبأ معزول (قد يكون أجاما كثيفة، غابة قصب، كهف، أو غيره من المواقع الأمنة) بعيدا عن باقي الزمرة في العادة. تصطاد الأم خلال هذه الفترة التي تكون الصغار فيها ضعيفة بمفردها، لكنها تبقى قريبة من الأجام أو الجحر الذي خبأتهم فيه. تولد الأشبال عمياء—ولا تتفتح أعينها حتى بعد أسبوع من الولادة، ويتراوح وزنها بين 1.2 و2.1 كيلوغرام (2.6–4.6 أرطال)، ولا يكون لها أي حول أو قوّة، حيث تبدأ بالزحف بعد يوم أو يومين من الولادة، ولا تمشي قبل أن تبلغ ثلاثة أسابيع. تنقل اللبوة أشبالها إلى جحر جديد عدّة مرات في الشهر، حيث تحملها واحدا واحدا من مؤخرة عنقها، كي تمنع إفاحة رائحتها في موقع واحد مما قد يؤدي إلى جذب انتباه الضواري التي قد تقتلها أو تؤذيها.
لا تعود الأم للاختلاط وأشبالها مع باقي الزمرة إلا حين تبلغ الأشبال ما بين 6 إلى 8 أسابيع، إلا أنه في بعض الأحيان يتم تعريف الزمرة بالصغار في وقت أبكر، وخصوصا أن كانت إناثا أخرى قد أنجبت في ذات الوقت تقريبا. فاللبؤات المنتمية لذات الزمرة تزامن دورتها التناسليّة مع بعضها غالبًا كي تتعاون على تربية وإرضاع الصغار (ما إن تتخطى الأشبال مرحلة العزلة الأوليّة مع والدتها)، التي ترضع بدورها من أي أنثى أو من جميع الإناث المرضعة بداخل الزمرة دون أي تمييز أو تفضيل. وبالإضافة إلى أن تزامن الولادات يؤدي إلى حمايتها بشكل أفضل، فإنها بهذا تكون جميعها بنفس الحجم وبالتالي تكون فرص بقائها متساوية. وبحال أنجبت لبوة بطنا من الأشبال بعد بضعة شهور من لبوة أخرى، فإن الأشبال الكبيرة تهيمن على تلك الصغيرة، كونها أكبر حجما منها، أثناء فترة الاقتيات—وكنتيجة لهذا، فإن الموت جوعا يعدّ سببا مألوفا بين الأشبال الصغيرة أكثر من أشقاؤها الأكبر سنا.

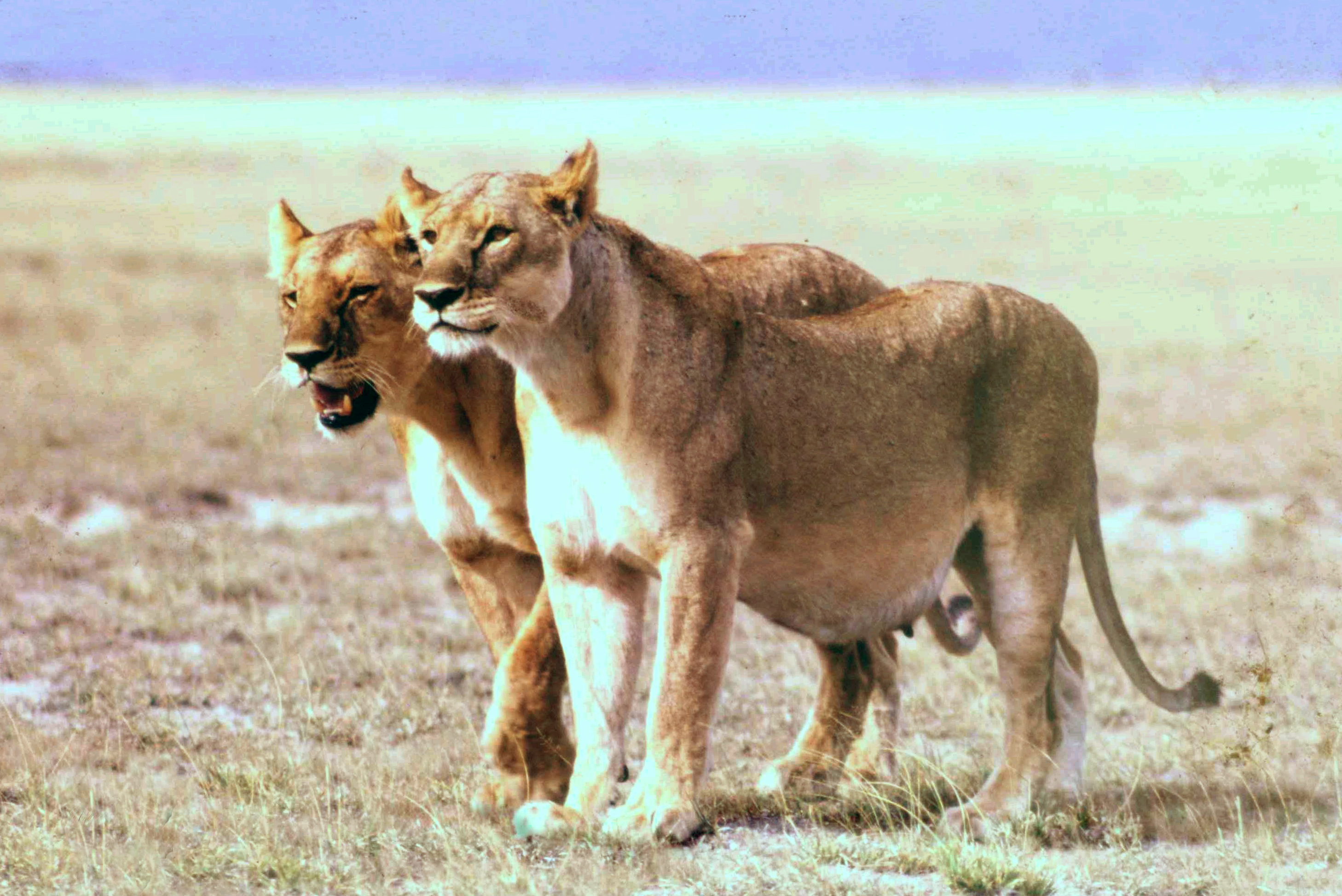
لبوة حامل (على يمين الصورة).

تتعرض الأشبال لعدد من المخاطر أثناء فترة حياتها الأولى، فبالإضافة للموت جوعا، هناك خطر الافتراس من ضوار أخرى من شاكلة بنات آوى، الضباع، النمور، العقبان المحاربة، الأفاعي، وحتى الجواميس بحال التقطت رائحة الأشبال، حيث تتجه عند ذلك إلى الموقع الذي تفوح منه الرائحة والذي تختبئ فيه الصغار وتفعل ما بوسعها كي تسحقها وتقضي عليها، فيما يقوم بعض أفراد القطيع بمطاردة اللبؤة وإبعادها عن المكان. وبالإضافة لذلك، عندما يقوم ذكر أو إثنين بخلع الذكر المسيطر أو تحالف الذكور، والسيطرة على الزمرة بدلا منه، فإنهما يسعيان إلى قتل جميع الأشبال غير البالغة، ولعلّ السبب وراء ذلك هو أن الإناث لا تصبح خصبة ومتقبلة مجددا إلا حينما تنضج أشبالها أو تنفق. وبالإجمال، يموت حوالي 80% من صغار الأسود قبل أن يبلغ السنتين من العمر.
تفتقد الأشبال للجرأة عندما يتم تعريفها بباقي أعضاء الزمرة لأول مرة، ولا تتصرف معها بنفس الأسلوب الذي تتصرفه مع والدتها، إلا أنها سرعان ما تبدأ بالانغماس في حياة الزمرة، فتبدأ باللعب مع بعضها البعض، أو تحاول ذلك مع أحد الأفراد البالغين. تكون اللبؤة ذات الأشبال أكثر تحمّلا لأشبال لبؤة أخرى من تلك التي لا صغار لديها، أماّ تحمّل الذكور للأشبال فيختلف—ففي بعض الأحيان، يكون الذكر صبورا ويسمح للأشبال باللعب بذيله أو لبدته، وفي أحيان أخرى يزمجر عليها أو يضربها كي تبتعد عنه.

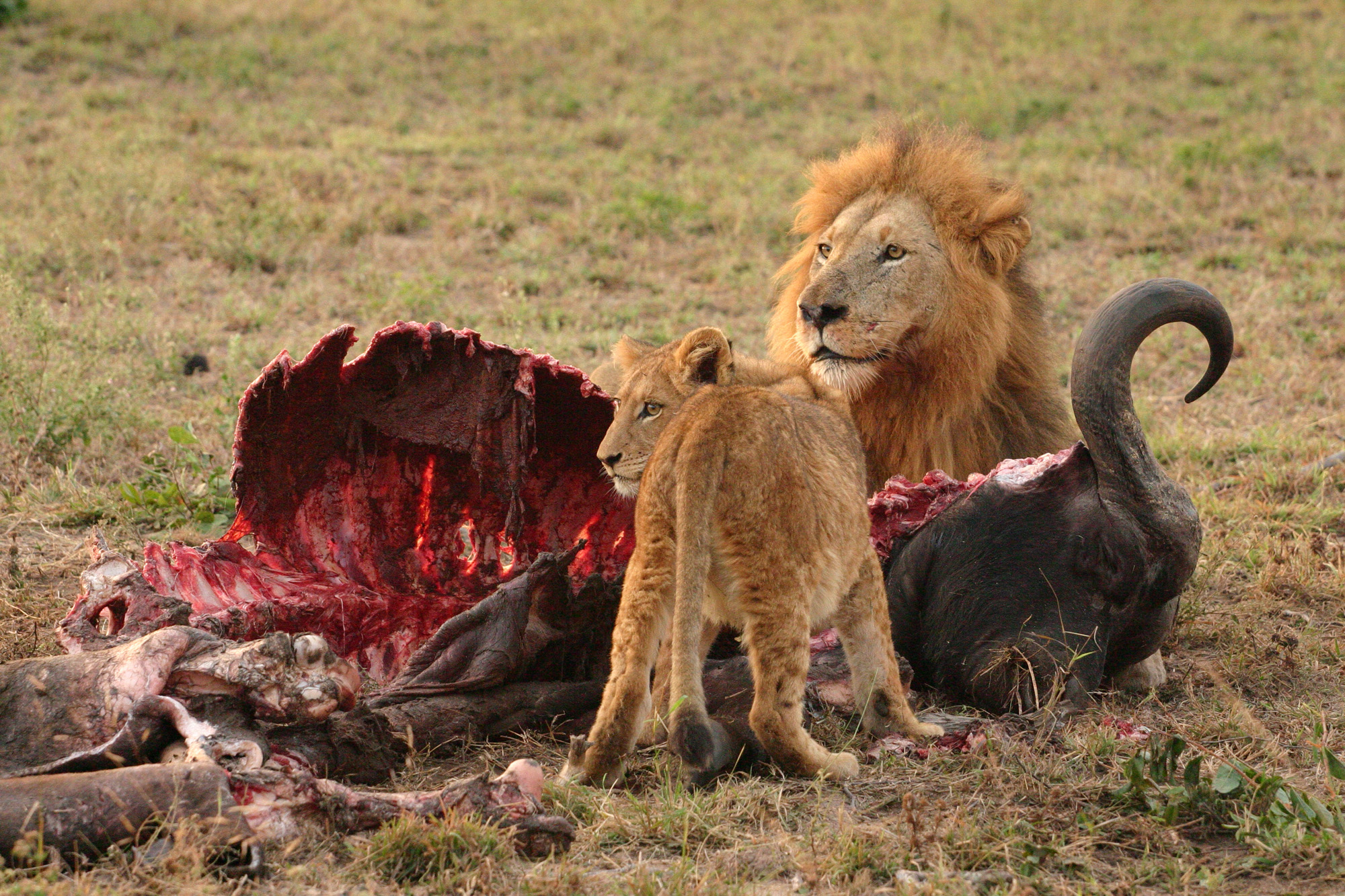
يختلف تحمُّل ذكور الأسود للأشبال بين الأفراد وبحسب مزاجها. إلا أنها، بالرغم من ذلك، أكثر احتمالًا أن تشارك الطريدة معها عوضًا عن مشاركتها مع اللبوات.

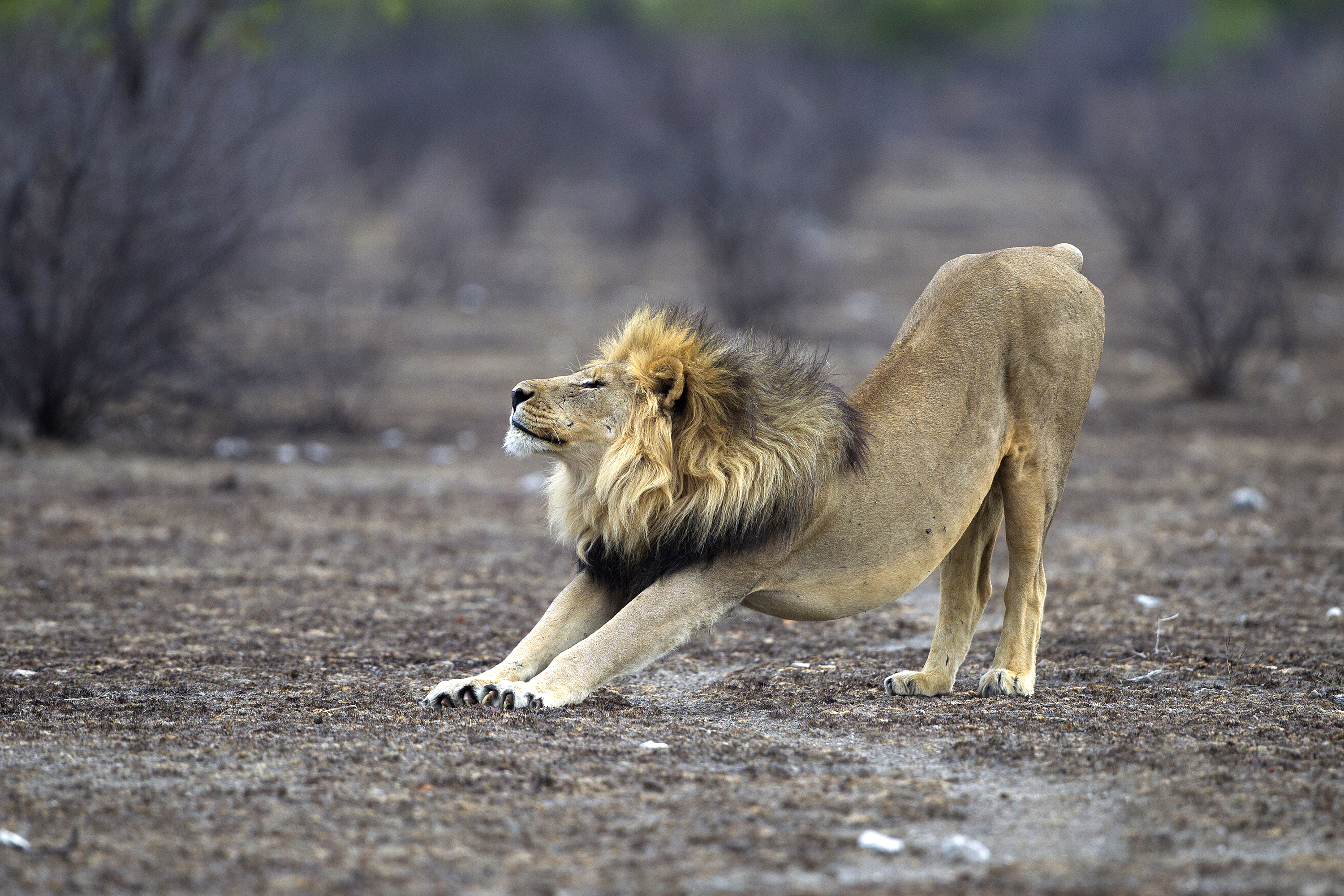
ذكر أسد بالغ يتمتد.

تُفطم الأشبال بعد حوالي 6 أو 7 شهور. تصل الذكور لمرحلة النضج الجنسي عندما تبلغ ثلاث سنوات من العمر، وفي عامها الرابع أو الخامس تصبح قادرة على تحدي ذكر مسيطر والإطاحة به ومن ثم الحلول مكانه في زعامة الزمرة. تبدأ الأسود بالهرم والضعف عندما تبلغ ما بين 10 و15 سنة على الأكثر، هذا إذا لم تُصاب أي إصابة بالغة سابقة عندما كانت تحاول الدفاع عن زمرتها (ما إن تُطرد الذكور من زمرتها بفعل تغلّب ذكر أخر عليها فإنها من النادر أن تستطيع السيطرة على زمرة أخرى مجددا). إن قصر أمد سيطرة الذكور على مجموعة خاصة بها يترك بالتالي مجالا ضيقا لذريتها كي تصل لمرحلة النضوج قبل أن يُطاح بأبائها، لذلك فإن كانت قادرة على التناسل بعد سيطرتها على الزمرة مباشرةً فإن هذا يعني أن المزيد من أشبالها سيصل سن البلوغ قبل أن يسيطر ذكر جديد على المجموعة والذي قد يقوم بقتلها جميعا إذا كانت ما تزال غير ناضجة. تحاول اللبوة غالبًا الدفاع عن أشبالها بشراسة ضد الذكر المغتصب، لكن هذه المحاولات نادرا ما تنجح، حيث يقتل الذكر جميع الأشبال البالغة أقل من سنتين. إن اللبؤة أصغر حجما وأخف وزنا من الأسد، لذا فإن التعاون بين ثلاث أو أربع إناث من الزمرة قد ينجح في ردّ الذكر عن الصغار أكثر من قيام لبوة وحيدة بهذا الأمر.
ليست الذكور وحدها من يُطرد من الزمرة لتعيش حياة الارتحال عند بلوغها، على العكس مما يظنه العامّة، فعلى الرغم من أن معظم الإناث تبقى في الزمرة التي ولدت فيها، فإنه حينما تكبر الزمرة كثيرًا يُطرد الجيل الثاني من اللبؤات وتُرغم على تأسيس حوز خاص بها. بالإضافة لذلك، عندما يسيطر ذكر جديد على الزمرة يقوم بطرد جميع الأسود المراهقة بما فيها الذكور والإناث في بعض الأحيان. تعدّ حياة اللبوة المرتحلة شديدة القساوة، فهي نادرا ما تستطيع أن تقوم بتربية أشبالها حتى تصل لسن البلوغ، بدون مساعدة وحماية أفراد أخرى من زمرتها.
تُفيد إحدى الدراسات أن كل من ذكور وإناث الأسود يُظهر سلوكا مثليّا في بعض الأحيان. فذكور الأسود تجول لعدّة أيام مع بعضها وتنشأ خلالها رابطة فيما بينها يتولد عنها سلوك مثليّ يتضمن احتكاك برؤوس بعضها وبعض المداعبة التي تؤدي في النهاية لمحاولة الجماع. أظهرت دراسة أخرى أن نسبة الجماع الذي تحاوله الذكور مع بعضها يصل لحوالي 8%. أما اللبؤات فتظهر سلوكا مثليّا في الأسر بشكل مألوف، ولكنه لم يتم تسجيل هذا السلوك لها في البرية حتى الآن. ويفترض البعض أن ما يدفع الذكور لهذا السلوك هو الكبت الجنسي الذي تتعرض له طيلة فترة بعدها عن الإناث، أي أثناء تجوالها على حدود الحوز للدفاع عنه، بالإضافة للفترة الطويلة التي تتطلبها اللبوة كي تصبح متقبلة جنسيا مجددا، أي بعد سنتين عندما تنضج أشبالها.

### الصحة
تُظهر الأدلّة أن معظم الأسود، على الرغم من عدم وجود مفترسات لها، تموت بشكل عنيف بسبب النزاع مع البشر أو غيرها من الأسود، ويصدق هذا القول على الذكور منها بالتحديد، التي يُحتمل أن تحتك بعنف بشكل أكبر من الإناث مع ذكور منافسة، كونها الحارسة الأساسية للزمرة. وعلى الرغم من أن ذكور الأسود قد تصل لسن 15 أو 16 عامًا في البريّة بحال لم يُطح بها أي ذكر أخر، فإن أكثرها لا يعيش أكثر من 10 سنوات، ولهذا السبب فإن متوسط حياة الأسد يكون أقل من ذاك الخاص باللبوة في البريّة بشكل ملحوظ. يمكن للأفراد من كلا الجنسين أن يُصابا بجراح بالغة أو حتى تُقتل عندما تتقاتل زمرتين تتقاطع أحوازها مع بعضها البعض.
تُصاب معظم الأسود بعدد من أنواع القرادات، التي تجتاح الأذنين، العنق، والأربيّة (أصل الفخذ). كما وقد تمّ عزل عدّة عينات بالغة من الديدان الشريطية التابعة لجنس Taenia من أمعاء الكثير من الأسود، حيث كانت قد هضمتها وهي لا تزال بعد يرقانات، عندما اقتاتت على لحم الظباء الغني بها. أصيبت الأسود في فوهة نغورنغورو بوباء نقله ذباب الخيل (Stomoxys calcitrans) عام 1962؛ مما أدى إلى ظهور بقع دمويّة عارية على جسدها، كما وأصيبت بهزال شديد جرّاء هذا المرض، وقد حاولت الأسود أن تتفادى لدغات الذباب عبر تسلّق الأشجار أو اللجوء إلى جحور الضباع ولكن دون جدوى؛ فنفق الكثير منها أو هاجر إلى مناطق أخرى مما أدى إلى انخفاض عدد الجمهرة من 70 إلى 15 فردا فقط، وقد عاد هذا الوباء وتفشّى مؤخرا عام 2001 ولكنه لم يقتل سوى ستة أسود. تكون الأسود معرّضة، في الأسر خصوصا، لعدد من الفيروسات مثل سل الكلاب أو حمى الهررة (CDV)، فيروس نقص مناعة السنوريات (FIV)، والتهاب صفاق السنوريات (FIP). ينتقل سل الكلاب إلى الأسود عبر احتكاكها مع الكلاب المستأنسة وغيره من اللواحم؛ وفي عام 1994 تفشّى هذا المرض في منتزه السيرنغتي الوطني مما أدى بظهور أعراض توافق عصبي عند الأسود مثل الانقباضات، وخلال تلك الفترة نفق العديد من الأسود بسبب الالتهابات الرئوية، والدماغيّة. أما فيروس نقص مناعة السنوريات، الشبيه بفيروس نفص مناعة البشر، فعلى الرغم من أنه لا يؤثر على الأسود بشكل ظاهري، فإنه يعتبر مدعاة للقلق بحسب ما يرى المحافظون على هذه الحيوانات، بسبب أن تأثيره مدمّر للقطط المستأنسة، ويدعوا هؤلاء إلى إجراء فحوصات متواصلة للأسود الأسيرة لمعرفة تأثيره عليها بشكل أدق. يظهر هذا الفيروس بشكل كبير عند الكثير من الجمهرات البريّة، حتى أنه متوطن في البعض منها، إلا أنه غائب تقريبا من الأسود الآسيوية وتلك القاطنة ناميبيا.

### التواصل
تتواصل الأسود مع بعضها أثناء فترة الراحة عن طريق عدد من السلوكيات، حيث تُعدّ حركاتها التعبيريّة متطوّرة جدًا. يُعد احتكاك الرأس واللعق الجماعي أبرز التحيّات السلميّة الملموسة، ويمكن مقارنتها بالمسائسة عند الرئيسيات. يظهر أن فرك الرأس بالرأس، أو الخطم على الجبهة، بالإضافة للعنق والوجه على أسد أخر—هو أحد أشكال التحيّة، بما أنه يظهر غالبًا بعد أن يعود أحد الأفراد للاختلاط بباقي الزمرة بعد أن غاب طويلا، أو بعد قتال أو مواجهة. تميل الذكور إلى الاحتكاك بالذكور الأخرى، بينما تحتك الإناث والأشبال بالإناث الأخرى. يحصل اللعق الجماعي غالبًا بالترادف مع فرك الرأس؛ وهو غالبًا ما يكون متبادلا ويبدو أن الفرد الذي يُلعق يُظهر متعةً خلال هذه العملية. تلعق الأسود رؤوس بعضها وأعناقها أكثر الأحيان، ويظهر أنها تقوم بذلك لأجل المنفعة الخاصة، إذ أن الأسد لا يستطيع لعق هذه المناطق بمفرده، فيفعل ذلك لغيره من أعضاء الزمرة التي تردّ له الخدمة.
تمتلك الأسود معرضا واسعا من التعابير الوجهيّة والأوضاع الجسديّة التي تستخدمها للتواصل البصري. كما أن قائمة تعابيرها الصوتيّة كبيرة أيضا؛ فالاختلاف في حدّتها ودرجتها، عوضا عن إصدار إشارات مختلفة منها، يبدو أساسيّا للتواصل. تشمل قائمة أصوات الأسد: الزمجرة، الخرخرة، الفحيح، السعال، المواء، النفخ، والزئير. تميل الأسود لأن تزأر بطريقة مميزة للغاية، حيث تبدأ ببعض الزئير العميق الطويل الذي يليه سلسلة أقصر منه. تزأر الأسود في الليل غالبا؛ حيث ينتقل الصوت عندها على مسافة 8 كيلومترات (5.0 أميال)، ويُستخدم للإعلان عن وجود الحيوان في الموقع الذي يقبع فيه أي ضمن نطاق حوزه، وبتعبير أخر فهو يعتبر كإنذار للأسود والضواري الأخرى. يعتبر زئير الأسد الأعلى درجة بين جميع أنواع السنوريات الكبرى الأخرى.

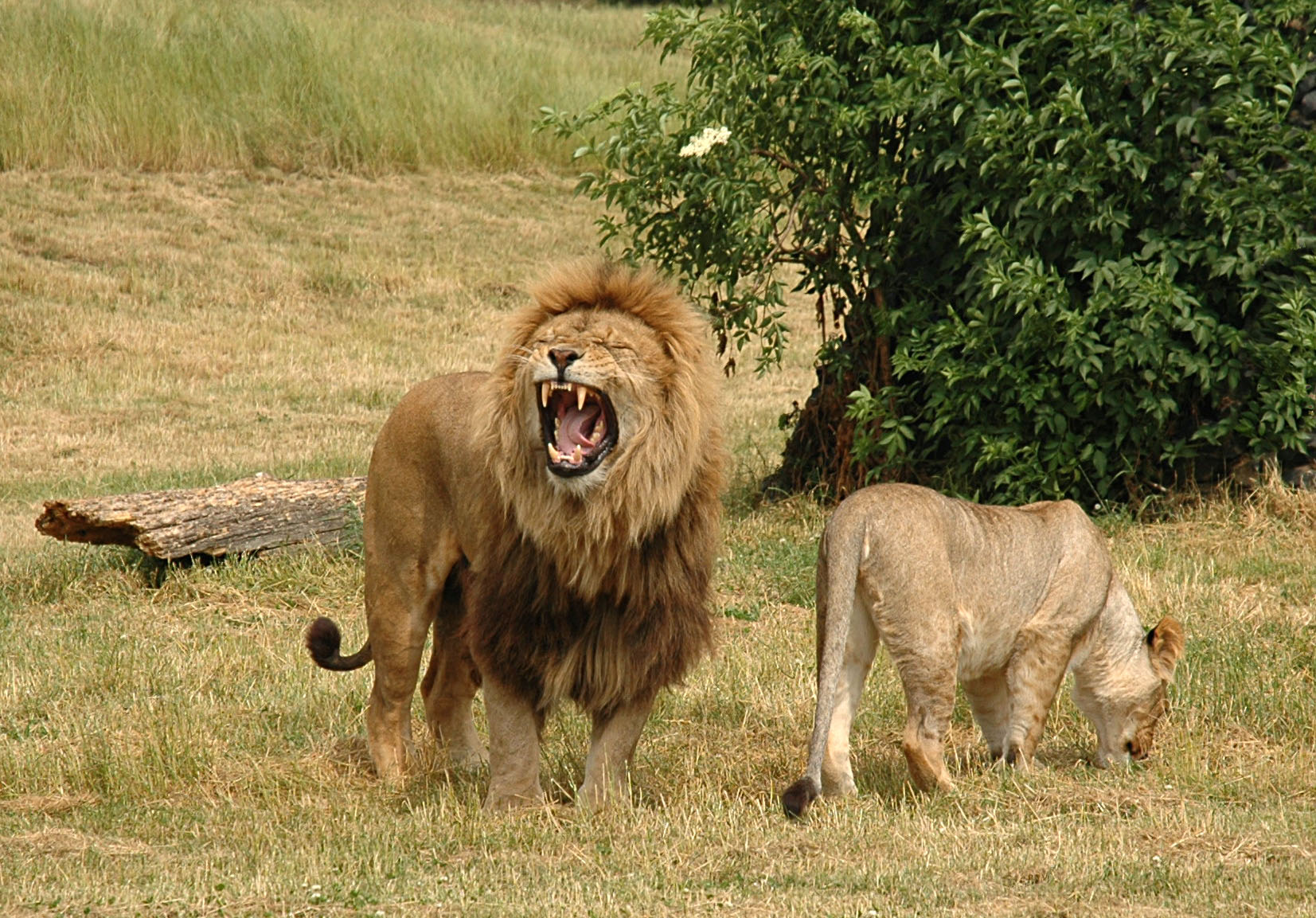
زوج من الأسود في منتزه ميدلاندز للسفاري، ويبدو الذكر وهو يزأر.

وقد ورد في أحد الأحاديث النبوية الإسلامية قولا عن زئير الأسود، فقد روى الطبراني وأبو منصور الديلي، والحافظ المنذري، عن عبد الرحمن بن صخر الدوسي الملقب بأبي هريرة، وهو أحد صحابة الرسول محمد بن عبد الله، أنه قال: «أتدرون ما يقول الأسد في زئيره؟»، قالوا: «الله ورسوله أعلم»، قال: «إنه يقول: اللهم لا تسلطني على أحد من أهل المعروف».

### العلاقة مع الضواري الأخرى

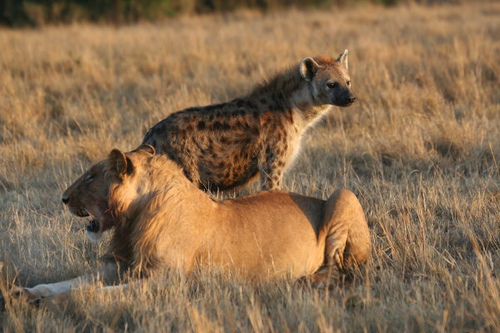
أسد وضبع

تعدّ علاقة الأسود بالضباع المرقطة في المناطق التي يتشاطرها كلا النوعين فريدة من حيث تعقيدها وحدّتها، فكل منهما يعتبر مفترسا فوقيّا يقتات على نفس الطرائد التي يقتات عليها النوع الأخر، وبالتالي فهي منافسة مباشرة لبعضها البعض، وكنتيجة لهذا فإن الأسود والضباع غالبًا ما تتقاتل وتسرق فرائس بعضها. وعلى الرغم من أن الفكرة الشائعة لدى الناس هي أن الضباع تعتبر قمّامة منتهزة للفرص، تستفيد من نجاح الأسود في الصيد لتقتات على بقايا ذبائحها، فإن العكس هو غالبًا الصحيح، فطعام الضباع يتألف بمعظمه من طرائد قتلتها بنفسها، بينما تشكّل الجيفة قسما كبيرا من غذاء الأسود، وبحال تنبهت الأخيرة لعملية صيد ناجحة للضباع فستقوم بطردها والاستيلاء على فريستها. ففي فوهة نغورنغورو بتنزانيا مثلا، تفوق جمهرة الضباع عدد جميع الأسود الموجودة، مما أدّى بجعل نسبة كبيرة من غذاء السنوريات تتكون من بقايا صيد الضباع. يتضمن النزاع بين هذين النوعين، على الرغم من كل ذلك، أكثر من مجرّد معارك على مصادر الطعام، فهي تتقاتل أيضا على حدود أحوازها على العكس من معظم الحيوانات الأخرى، فأي حيوان عادةً يقوم بتعليم حدود منطقته كي يمنع أفراد أخرى من نفس النوع والجنس أن تدخل وتنافسه على نفس مصادر الغذاء والإناث (بحال الذكور)، ولا يهتم بالأنواع الأخرى المختلفة التي تشاطره حوزه، ولكن هذا الأمر لا ينطبق على الأسود والضباع؛ فكل منها يعلّم حدود منطقته ليمنع النوع الأخر من دخولها كما يفعل مع الأفراد الأخرى من بني جنسه. تعتبر ذكور الأسود عدائية جدًا تجاه الضباع، وقد تمّت رؤيتها وهي تصطادها وتفتك بها دون أن تقتات عليها، وبالمقابل فإن الضباع مفترسة رئيسيّة للأشبال، وتقوم بإزعاج اللبؤات ومضايقتها في موقع الصيد، إلا أنها تتفادى الذكور البالغة الصحيّة ولا تحتك معها مهما حصل.
تهيمن الأسود على السنوريات الأصغر حجما، مثل الفهود والنمور، في المناطق التي تتشاطرها معها، كما وتسرق منها طرائدها وتقتل أشبالها وحتى الأفراد البالغة منها بحال سنحت لها الفرصة. تصل نسبة احتمال خسارة الفهد طريدته لصالح الأسود أو ضوار أخرى إلى 50%، كما وتعتبر الأخيرة سببا أساسيّا وراء ارتفاع نسبة وفيات جراء الفهود في أسابيعها الأولى، حيث تصل نسبة ما ينفق منها بسبب الافتراس في هذه الفترة إلى 90%. تتفادى الفهود منافسة الأسود عبر صيدها في أوقات مختلفة من النهار تكون فيها قريبتها الأكبر حجما تستريح عادةً، وأيضا عن طريق تخبئة جرائها في النبات الخفيض الكثيف. تلجأ النمور لنفس الأساليب أيضًا، لكنها تمتلك أفضليّة على الأسود والفهود من ناحية أنها قادرة على البقاء عبر الاقتيات على الطرائد الصغيرة حصريّا مثل الأرانب البرية والطيور، وحتّى الخنافس. أيضًا، فالنمر، على العكس من الفهد، قادر على تسلّق الأشجار ويستخدمها لتخبئة جرائه وطرائده بعيدا عن متناول الأسود، إلا أن اللبوات تكون قادرة في بعض الأحيان على تسلّق الشجرة وإحضار الجيفة. تهيمن الأسود على الكلاب البرية الإفريقية بشكل مماثل، وهي لا تكتفي بأخذ طرائدها فحسب، بل تفترس جرائها والأفراد البالغة منها أيضا (على الرغم منها نادرا ما تستطيع الإمساك بتلك الأخيرة).
يُعتبر تمساح النيل المفترس الوحيد، إلى جانب الإنسان، القادر على قتل أسد بالغ. يخسر كل من الطرفين فريسته أو الجيفة التي يقتات عليها لصالح الطرف الأخر إن كان أصغر منه حجما. يُعرف عن الأسود أنها قادرة على قتل التماسيح بحال كانت تجول على اليابسة، والعكس صحيح، فالتماسيح تقتل أي أسد يدخل المجاري المائية التي تقطنها، والدليل على ذلك هو العثور أحيانا على مخالب بعض الأسود في معدة التماسيح.

## الانتشار والمسكن

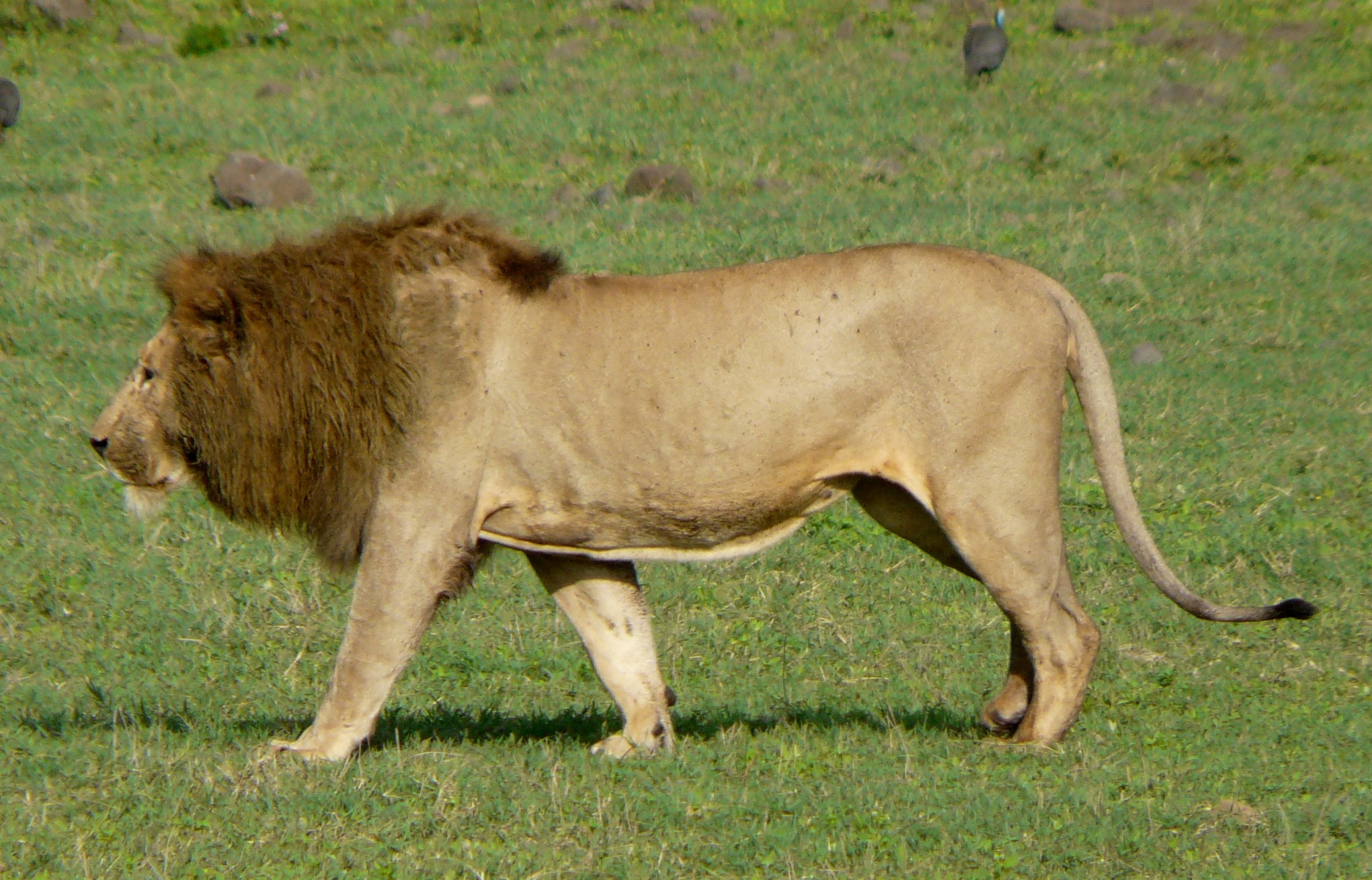
أسد في نغورنغورو في تنزانيا

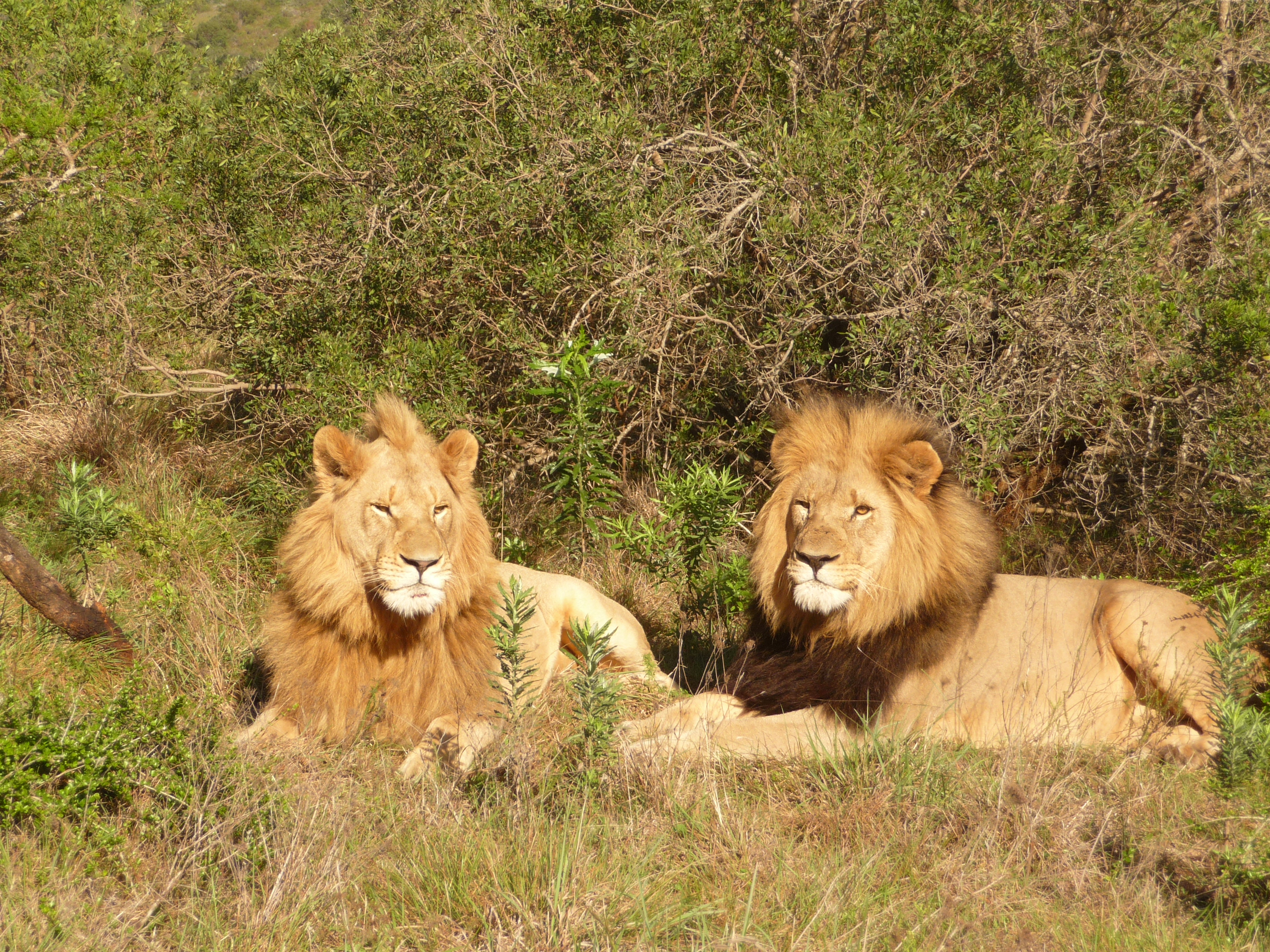
أسدان من جنوب إفريقيا

تتواجد الأسود في إفريقيا بأراضي السفانا العشبيّة ذات أشجار السنط المتناثرة التي تلجأ إلى ظلالها في فترات النهار الأكثر حرّا؛ أما في الهند فمسكنها عبارة عن مزيج من غابات السفانا الجافة وغابات الأشجار القمئية النفضيّة الجافة أيضا. ومنذ فترة قصيرة نسبيّا كان مسكن الأسود يشمل القسم الجنوبي من أوراسيا، أي المنطقة الممتدة من اليونان حتى الهند، ومعظم إفريقيا عدا القسم الأوسط ذي الغابات المطريّة والصحراء الكبرى. ذكر هيرودوتس أن الأسود كانت مألوفة في اليونان قرابة العام 480 قبل الميلاد؛ وقد هاجمت قافلة جمال الملك الفارسي خشايارشا الأول خلال غزوه البلاد. يقول أرسطو أن الأسود أصبحت نادرة في اليونان بحلول عام 300 ق.م. وبحلول عام 100م كانت قد انقرضت نهائيا. استمرت جمهرة صغيرة من الأسود الآسيوية بالتواجد في القوقاز حتى القرن العاشر، وتُعد هذه المنطقة المكان الأخير في أوروبا الذي تواجدت فيه الأسود بشكل بري.

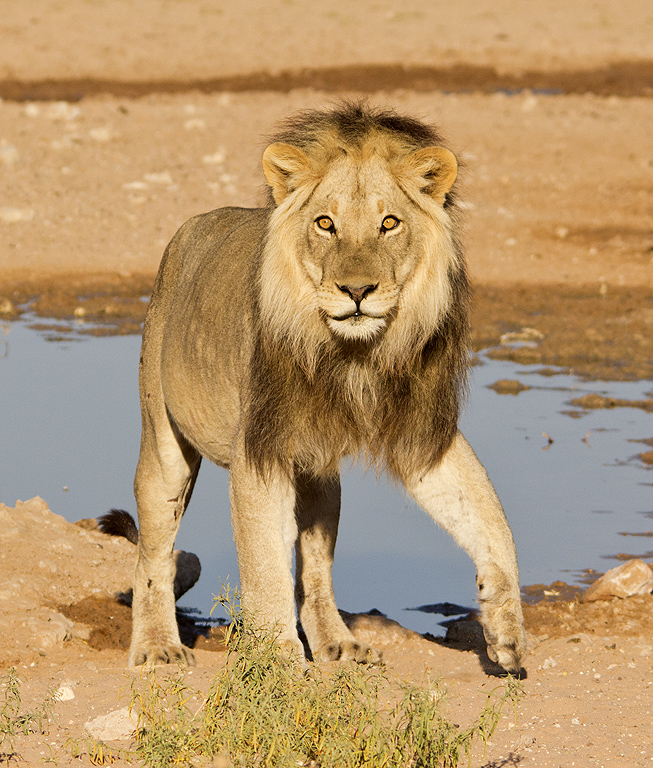
ذكر في صحراء كلهاري

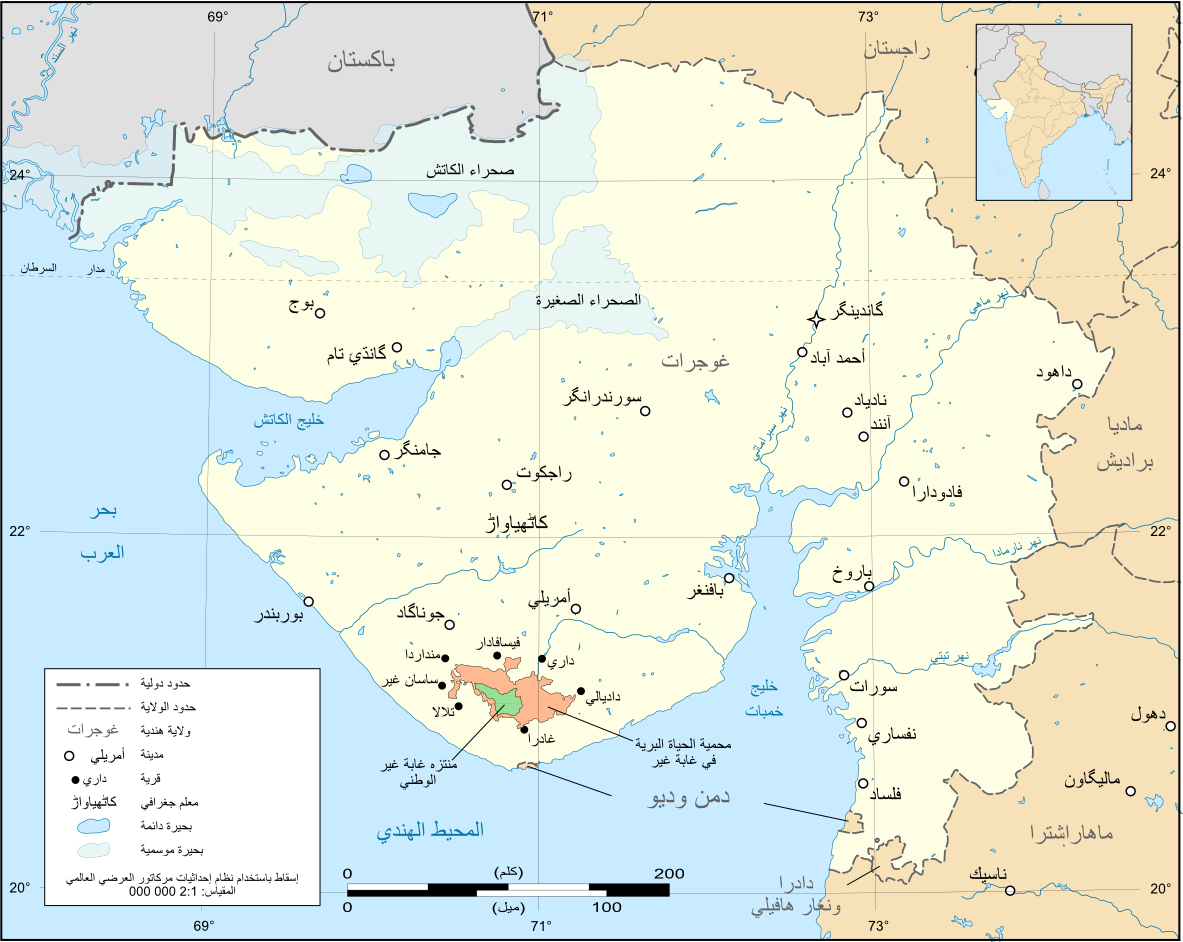
خريطة لولاية غوجرات الهنديّة، وتبدو فيها غابة غير (اللون الأخضر)، الموطن الحالي الوحيد للأسد الآسيوي.

انقرضت الأسود من فلسطين ولبنان بحلول القرون الوسطى، ومن معظم آسيا في القرن الثامن عشر بعد وصول الأسلحة النارية الحديثة. وفي الفترة الممتدة بين أواخر القرن التاسع عشر وأوائل القرن العشرين كانت الأسود قد اختفت كليّا من شمال إفريقيا والشرق الأوسط. نفق آخر أسد في تركيا وأقصى شمال الهند خلال أواخر القرن التاسع عشر، أما آخر مشاهدة لأسد حيّ في إيران فكانت عام 1941 بين شيراز وجهرم بمحافظة فارس وفي عام 1944 وجدت جيفة آخر لبوة على ضفاف نهر قارون في محافظة محافظة خوزستان، إلا أنه على الرغم من ذلك لا توجد تقارير موثقة من إيران يمكن الاستناد إليها في هذا الموضوع. تعيش السلالة الآسيوية اليوم بداخل وفي المنطقة المحيطة بغابة غير الواقعة في شمال غرب الهند بولاية غوجرات، وتأوي هذه الغابة البالغة مساحتها 1,412 كلم² (558 ميل مربّع) حوالي 300 أسدا تزداد أعدادها ببطء.

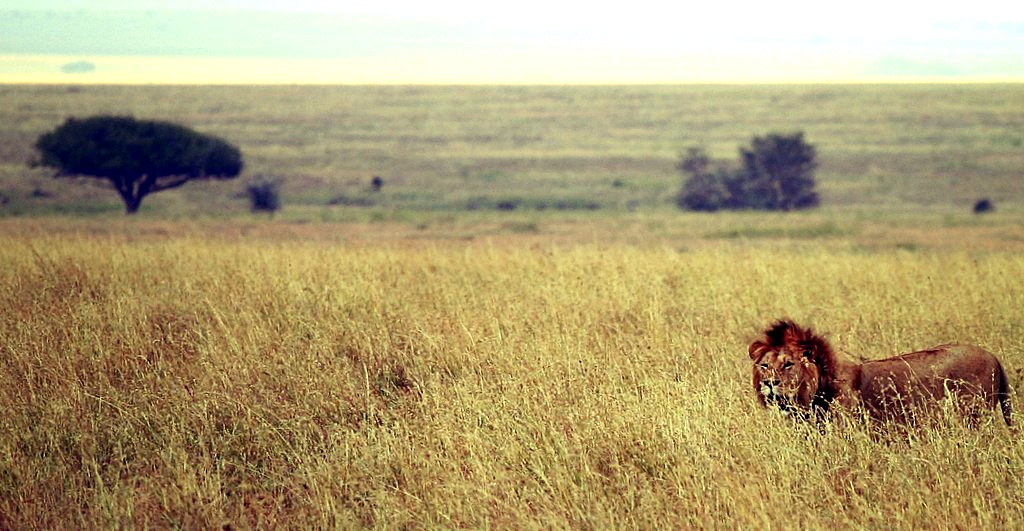
أسد في سفانا إفريقيا

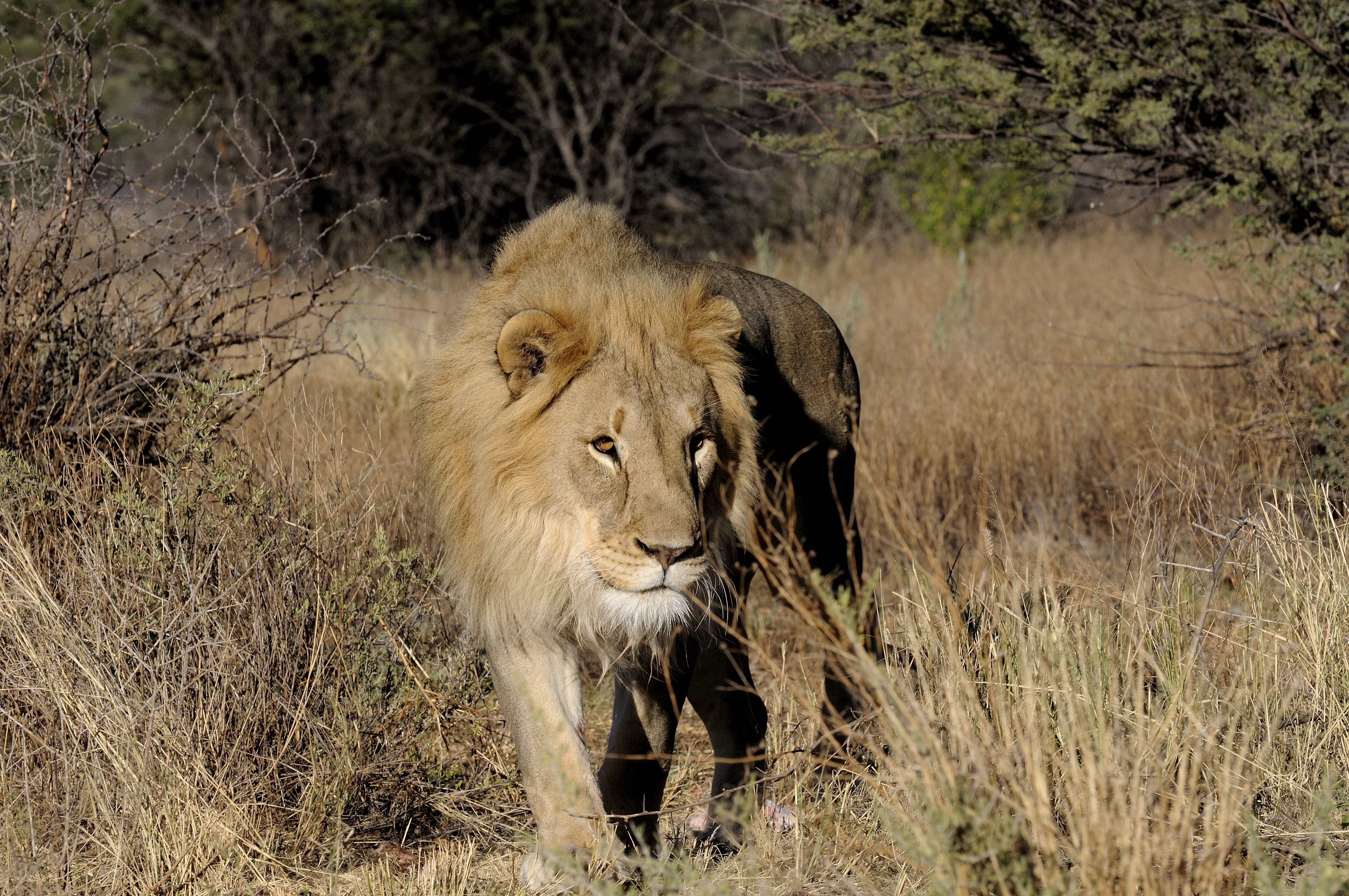
أسد في ناميبيا

كانت الأسود تُعتبر أكثر ثدييات اليابسة الكبرى انتشارا بعد الإنسان حتى أواخر العصر الحديث الأقرب (البليستوسين، منذ حوالي 10,000 سنة)، حيث كانت توجد في معظم أنحاء إفريقيا، الكثير من أنحاء أوراسيا من أوروبا الغربية حتى الهند، وعبر جسر بيرينغ وصولا إلى الأمركيتين، من يوكون حتى البيرو. كانت بعض أقسام هذا الموطن تقطنها سلالات أصبحت اليوم في عداد الحيوانات المنقرضة.

## الجمهرة الحالية وحالة الحفظ

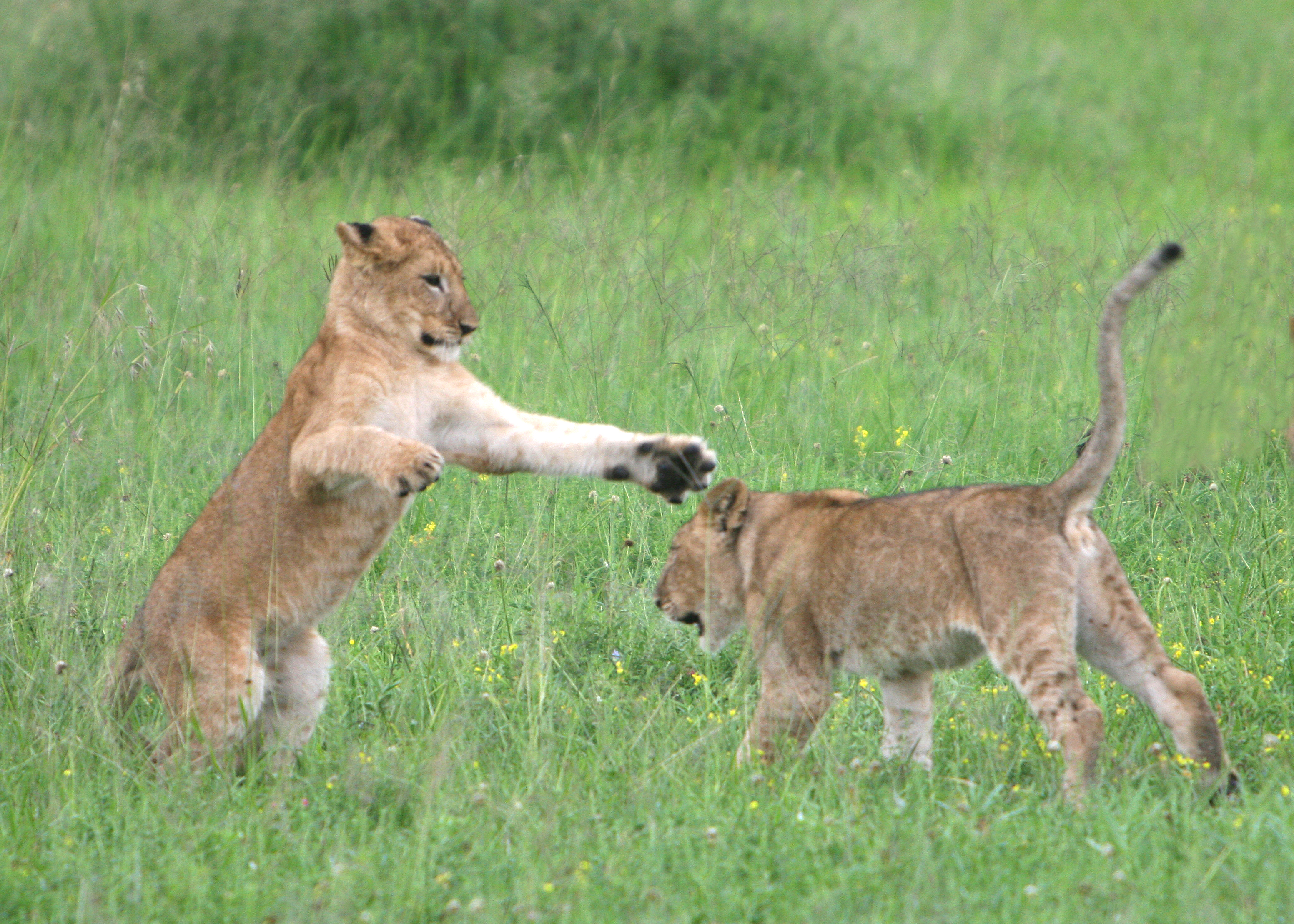
شبلان يلعبان مع بعضهما في السرينغتي.

تعيش معظم الأسود اليوم في إفريقيا الشرقية والجنوبية، في جمهرات تتراجع أعدادها بشكل سريع، حيث يُقدّر أن نسبة هذا التراجع تراوحت بين 30 إلى 50% على مر العقدين الماضيين. أظهرت إحدى التقديرات الحالية لجمهرة الأسود الإفريقية أن ما بين 16,500 و47,000 أسدا بريّا كان موجودا ما بين عاميّ 2002 و2004، بعد أن بلغت أعدادها حوالي 100,000 فرد في أوائل التسعينات من القرن العشرين، وقرابة 400,000 على الأرجح في الخمسينات. إن سبب تراجع الأعداد لا يزال غير معروفا حتى اليوم، وقد لا يكون قابل للإصلاح حتى، ولكن يعد النزاع مع البشر وفقدان المسكن أبرز المخاطر على هذا النوع حاليّا. إن الجمهرات الحالية غالبًا ما تكون معزولة جغرافيّا عن بعضها البعض، مما قد يؤدي إلى التناسل الداخلي، وبالتالي نقص التنوع الجيني، ولهذا فإن الأسد، كنوع، يُصنف من قبل الاتحاد العالمي للحفاظ على الطبيعة بأنه من الحيوانات المعرضة للانقراض بدرجة دُنيا (مُعرّض في المستقبل للانقراض بحال لم تتخذ الإجراءات اللازمة لإكثاره)، أما السلالة الآسيوية فتعتبر مهددة بالانقراض بدرجة قصوى (يُحتمل انقراضها في المستقبل بحال لم يتم إكثارها). تُعتبر جمهرة الأسود في إفريقيا الغربية معزولة عن تلك الموجودة في إفريقيا الوسطى، حيث يندر احتكاك الأفراد القادرة على التناسل مع بعضها أو لا تحتك على الإطلاق. قُدّر عدد الأفراد البالغة في إفريقيا الغربية عن طريق دراستين مستقلتين بما بين 850 و1,160 أسد (2004/2002)، وهناك خلاف حول حجم أكبر جمهرة فرديّة في تلك المنطقة: فيقدّر البعض أعدادها بين 100 و400 أسد في نظام آرلاي سينغو البيئي في بوركينا فاسو.

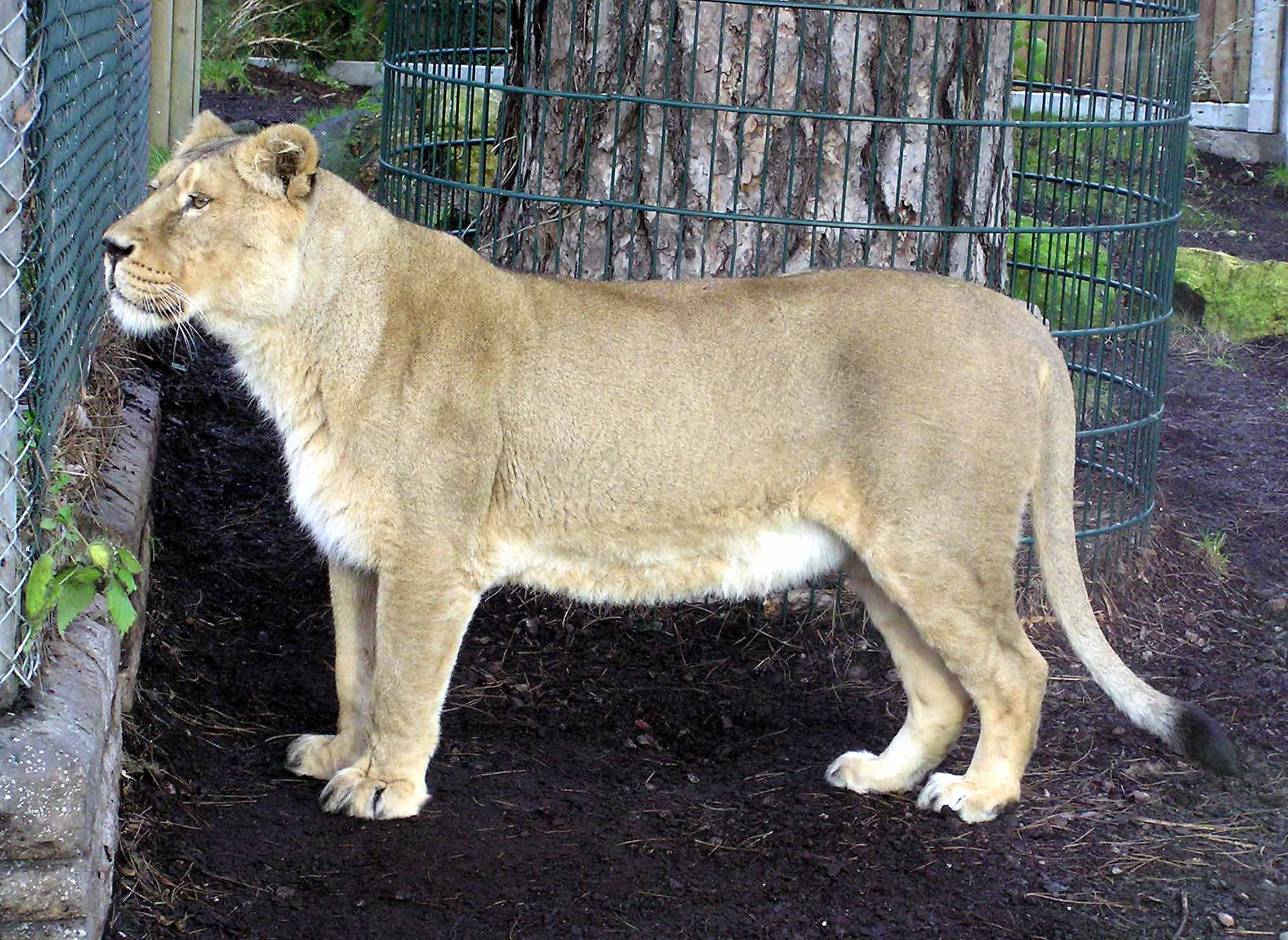
لبوة آسيوية تدعى "موتي"، ولدت في الأسر بحديقة حيوانات هلسينكي (فنلندة) في أكتوبر 1994؛ وصلت إلى حديقة حيوانات بريستول (إنكلترا) في يناير 1996.

تطلّب الحفاظ على الأسود الإفريقية والآسيوية إنشاء وصيانة العديد من المنتزهات القومية ومحميات الطرائد؛ ومن أشهرها منتزه إيتوشا الوطني في ناميبيا، منتزه السرينغتي الوطني في تنزانيا، ومنتزه كروغر الوطني في جنوب إفريقيا. أما خارج هذه المناطق، تؤدي النزاعات بين البشر والأسود بسبب افتراس الأخيرة للماشية إلى قتل تلك الضواري في أكثر الأحيان. تعتبر غابة غير في غرب الهند الموطن الآسيوي الوحيد الذي لا تزال توجد فيه أسود بحالة برية طبيعية، وقد أظهرت إحصائية جرت في إبريل 2006 أن الجمهرة الحالية يبلغ عدد أفرادها 359 أسدا. يُضاف إلى قائمة الأسباب التي تهدد الأسود في إفريقيا بناء المزيد من المساكن البشرية في مناطق الحياة البرية مما يؤدي إلى اختفاء الطرائد مما يضطر بالأسود إلى صيد المواشي، الأمر الذي يُدخلها بنزاع مع الرعاة والمسؤولين عن الحفاظ عن الحيوانات البرية. أطلقت الحكومة الهندية برنامجا يُعرف ببرنامج إعادة إدخال الأسود الآسيوية، وهو يهدف إلى إنشاء جمهرة جديدة مستقلة من الأسود في محمية بالبور كونو بولاية ماديا براديش، ويُعتبر هذا الأمر ضروريا للغاية من أجل الحفاظ على جمهرة آسيوية صحيّة ومتنوعة جينيّا مما يعني ازدياد احتمال بقاء هذه السلالة المهددة في المستقبل.

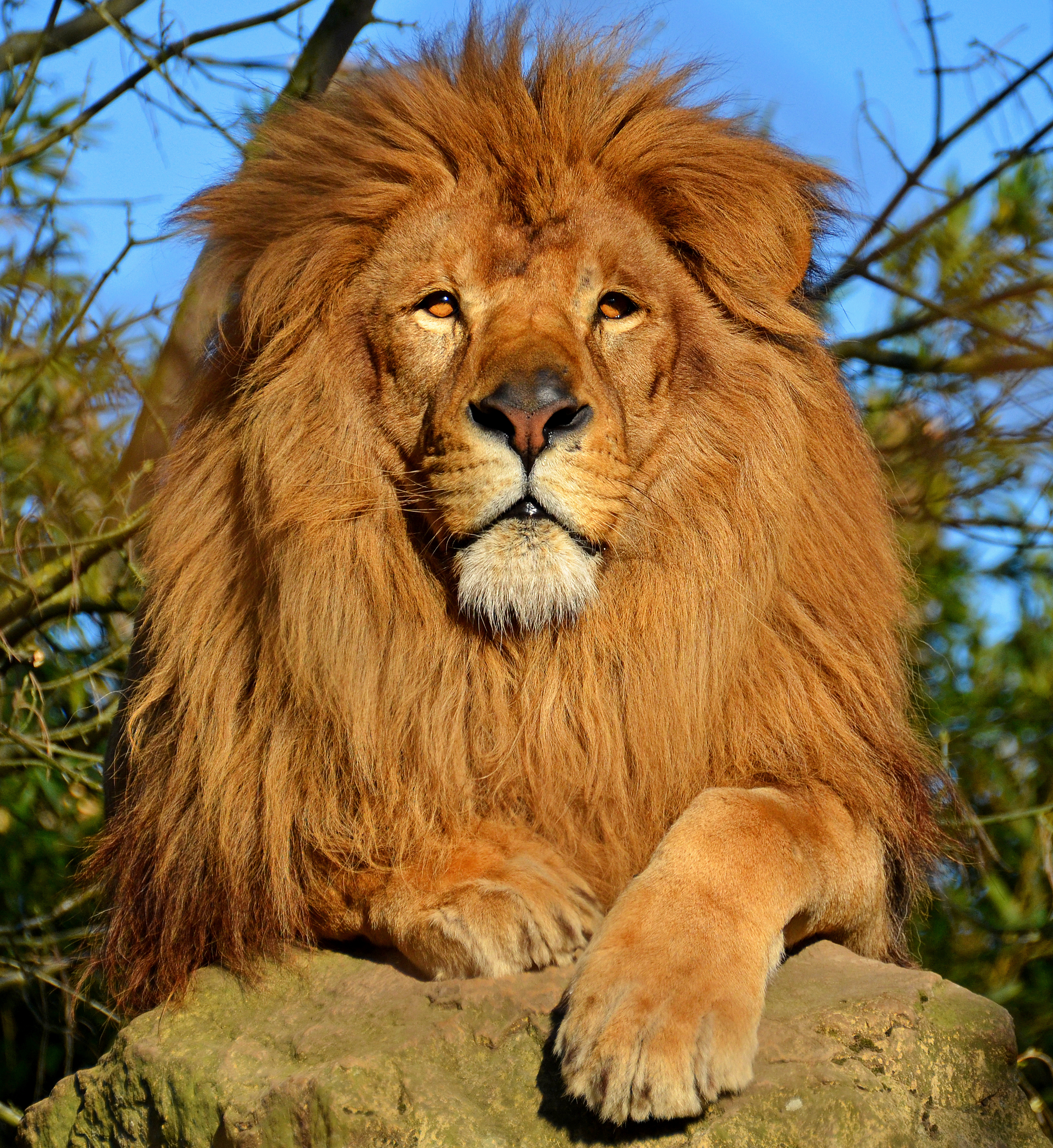
أسد إفريقي جالس على صخرة، وهو من الأنواع غير المحصنة المهدّدة بالانقراض.

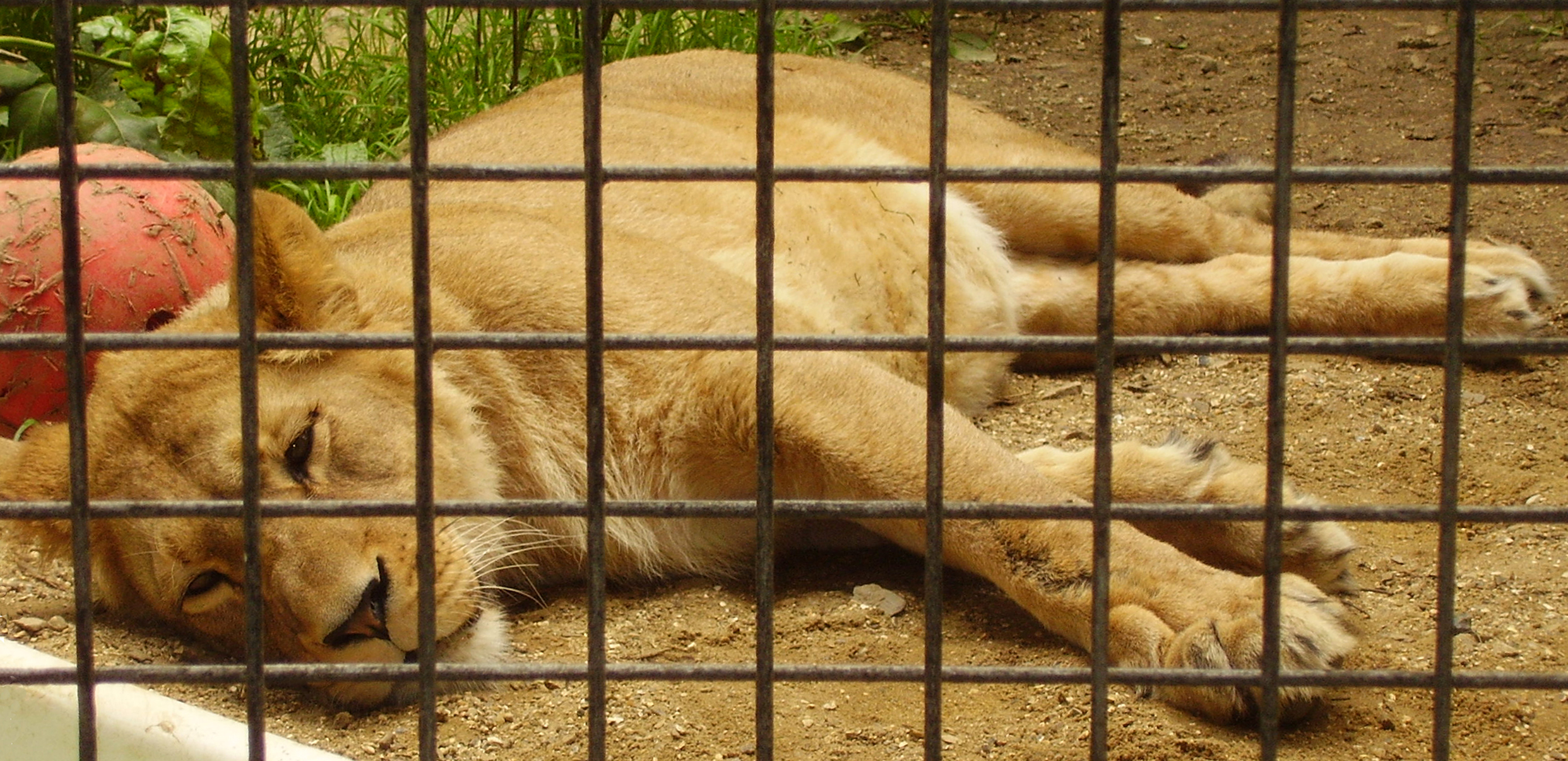
لبوة تدعى "سميرة" يُحتمل أنها بربرية في منتزه بورت لمبن للحياة البرية في كنت، إنكلترا.

إن الشعبيّة التي كانت الأسود البربرية تحظى بها في حدائق الحيوانات يمكن الاستفادة منها بأن بعض الأسود المبعثرة في حدائق حيوانات مختلفة قد تكون متحدرة بشكل مباشر من الجمهرة الأصلية الأسيرة. تتضمن الأفراد المرشحة 12 أسدا في منتزه بورت لمبن للحياة البرية في كنت، إنكلترا، متحدرة جميعها من حيوانات كانت ملكا لملك المغرب، وهناك أيضا 11 أسدا أخر في حديقة حيوانات أديس أبابا يُعتقد بأنها ذات أصل بربري، متحدرة من أسود كان يمتلكها الإمبراطور هيلا سيلاسي. أطلقت مؤسسة وايلد لينك إنترناشونال بالتعاون مع جامعة أوكسفورد مشروعا دوليّا أطلق عليه «مشروع الأسد البربري» (بالإنكليزية: Barbary Lion Project) يهدف إلى تعيين الأسود الأسيرة ذات الأصل البربري الصحيح وإكثارها ومن ثم إعادة إدخالها إلى منتزه قومي بجبال الأطلس في المغرب.
بعد اكتشاف تراجع أعداد الأسود في إفريقيا، نُظّم عدد من المشاريع المتناسقة المختصة بالحفاظ على الأسود في محاولة لإيقاف هذا التراجع بشكل جذري. يعتبر الأسد أحد الأنواع المضمونة في خطة بقاء الأنواع، وهي برنامج لإكثار وزيادة حظوظ بعض أنواع الحيوانات في البقاء أطلقه اتحاد حدائق الحيوانات والمعارض المائية الأميركي. بدأ العمل بهذا البرنامج عام 1982 في محاولة لإكثار الأسود الآسيوية المهددة بالانقراض، ولكنه عُلّق بعد أن أكتشف أن جميع الأسود الآسيوية في حدائق الحيوانات الأميركية ليست نقيّة جينيّا، بعد أن هُجّنت مع أسود إفريقية. ابتدأ العمل ببرنامج الأسود الإفريقية عام 1993، بالتركيز على زيادة أعداد السلالات الجنوب إفريقيّة خصوصا، على الرغم من أن هناك صعوبة في تحديد مدى التنوع الجيني لدى الأسود الأسيرة، لأن معظم الأفراد من أصول غير معلومة، مما يجعل من صيانة التنوع الجيني أمرا صعبا.

### الأسود أكلة الإنسان
على الرغم من أن الأسود لا تصطاد البشر في الغالب، فإن البعض منها (عادةً ذكور) يبدو بأنه يسعى إلى الإنسان باعتباره طريدة؛ ومن القضايا المشهورة لأكلة الإنسان قضية أكلة البشر في تسافو، حيث قُتل 28 عاملا في بناء خط حديد كينيا - أوغندا على مدى 9 شهور في عام 1898 أثناء إنشائهم لجسر فوق نهر تسافو، وكذلك قضية أكل البشر في مفوي عام 1991، عندما قُتل ستة أشخاص في وادي نهر لوانغوا بزامبيا. كتب كل من الشخصين اللذان قتلا تلك الأسود في كل من القضيتين كتبا يفصلان فيها نمط افتراس تلك الحيوانات، وبعد التدقيق في القصتين يظهر أن القضيتين تتشابهان من عدة نواحي: فالأسود في كلا الحادثتين كانت ذكورا يفوق حجمها الحجم الطبيعي لأي أسد، كما كانت عديمة اللبدة وتعاني من تسوّس الأسنان كما يبدو. يرفض جميع الباحثين نظرية العلّة الجسديّة، بما فيها مسألة تسوس الأسنان، بأنها هي الدافع وراء هجوم هذه الضواري على الناس، فقد أظهرت التحاليل التي جرت على أسنان وأفكاك أكلة البشر في المتاحف أنه وعلى الرغم من أن التسوّس قد يكون سببا وراء بعض هذه الأحداث، إلا أن تناقص الفرائس الطبيعية في المناطق التي استصلحها البشر هو على الأرجح السبب الأبرز وراء استهداف الأسود للإنسان. أفاد بعض العلماء أثناء تحليلهما لعينات من أسود تسافو وأكلة البشر عامةً، أن الحيوانات الجريحة أو المريضة قد تكون ميّآلة أكثر لاصطياد الإنسان، لكن هذا السلوك ليس «بغير طبيعي، ولا حتى شاذ بالضرورة»؛ فإن توافرت إقناعات كافية للأسود مثل سهولة الوصول إلى الماشية أو إمكانية الاقتيات على جثة بشرية، فإنها سوف تقتات على البشر عندما تسنح الفرصة. يفيد الكاتبان أن علاقة المفترس بالطريدة هذه برزت بشكل كبير أيضا بين أنواع أخرى من السنوريات المنتمية لجنس النمر ورئيسيات أخرى غير الإنسان عبر الزمن، كما يُظر سجل المستحثات.
تمتّ دراسة ميل الأسود لافتراس الإنسان منهجيّا، ويفيد العلماء الأميركيون والتنزانيون أن افتراس الإنسان في المناطق الريفية من تنزانيا ازداد بشكل كبير من عام 1990 حتى 2005، فقد تم مهاجمة 563 قرويّا على الأقل والتهم الكثير منهم عبر هذه الفترة—وهذا عدد يفوق عدد ضحايا «تسافو» الذين قتلوا منذ حوالي القرن بكثير. وقعت هذه الحوادث بالقرب من منتزه سيلوس الوطني في مقاطعة روفيجي، وفي محافظة ليندي بالقرب من الحدود الموزمبيقيّة. يُعد انتشار البشر وتوسع استيطانهم في الأراضي الحرجية أحد أسباب هذه الهجومات، ويقول العلماء أيضا أن سياسة الحفاظ على الحياة البرية يجب أيضا أن تُشدد أكثر كي تُخفف من هذه الحوادث، لأنها في هذه الحالة لم تفعل شيئا سوى المساهمة بارتفاع نسبة وفيات السكان. تمّ توثيق بعض الحالات في ليندي حيث قامت الأسود بالإمساك ببشر من وسط بعض القرى الكبيرة.

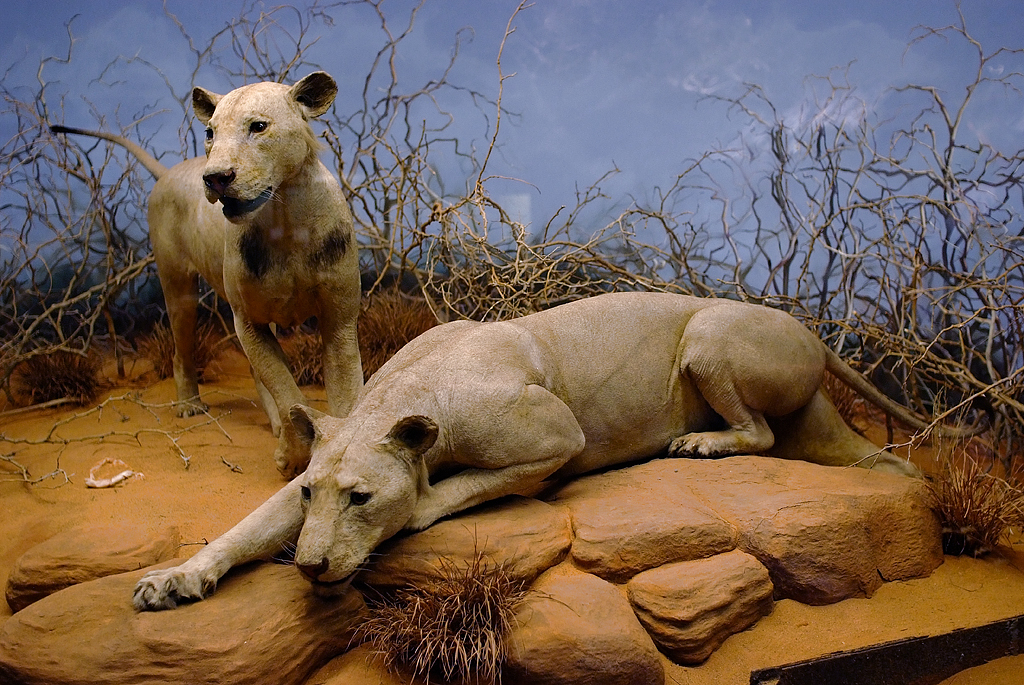
أسدا تسافو آكلا البشر محنطين في المتحف الميداني للتاريخ الطبيعي، شيكاغو، إلينوي.

يُفيد الكاتب روبرت ر. فرمب في مؤلفه أكلة البشر في جنة عدن أن اللاجئين الموزمبيقيّين غالبًا ما يعبرون منتزه كروغر الوطني خلال الليل ليدخلوا جنوب إفريقيا فتهاجمهم الأسود أحيانا وتقتات عليهم؛ وقد صرّح المسؤولين في المنتزه أن افتراس الإنسان يُشكل مشكلة كبرى في تلك الأنحاء من البلاد. يعتقد فرمب أن آلاف اللاجئين قتلوا في المنتزه خلال العقود التي تلت إغلاق حدوده بسبب نظام الفصل العنصري، مما دفع بالموزمبيقيّين إلى عبوره بالليل، فحتى حوالي القرن قبل أن يتم إغلاق الحدود، كان الموزمبقيّون يمشون عبر المنتزه خلال النهار دون أن يصيبهم أذىً كبير.
يُقدّر البعض أن أكثر من 200 تنزاني يُقتلون سنويًا على يد الأسود، التماسيح، الفيلة، أفراس النهر، والأفاعي، وتعتبر الأسود مسؤولة عن مقتل 70 شخصا من هؤلاء، كما ويُقال أن هذه الأعداد قد تبلغ ضعف تلك المذكورة في الواقع. يؤمن البعض القليل من المحافظين على الحياة البرية أن جهود الحفظ الغربيّة يجب أن تأخذ بعين الاعتبار هذه الإحصائيات ليس فقط من الناحية الأخلاقية المتعلقة بحياة الإنسان، بل أيضا لنجاح جهود الحفاظ على الأسود على المدى البعيد.
قُتل أسد آكل للإنسان على يد كشافي طرائد بجنوبي تنزانيا في إبريل 2004، ويُعتقد بأنه فتك واقتات على 35 شخصا على الأقل في سلسلة من الحوادث غطّت عدة قرى في منطقة دلتا روفيجي الساحليّة. علّق الدكتور رولف د. بالدوس، منسّق برنامج GTZ للحياة البرية، على أن افتراس الأسد للبشر كان يعود لامتلاكه خرّاجا كبيرا تحت أحد أضراسه الذي كان متكسرا في عدّة مناطق، كما وأضاف أن «هذا الأسد كان يعاني ألما مبرحا على الأرجح، وخصوصا عندما كان يمضغ». GTZ هي الوكالة الألمانية للتنمية والتعاون، التي كانت تعمل مع الحكومة التنزانية في مجال الحفاظ على الحياة البرية لحوالي العقدين من الزمن. كما في الحالات الأخرى، كان هذا الأسد ضخما، يفتقد للبدة، ويُعاني من مشكلة بأسنانه.
إن العدد الأكبر لضحايا أكلة الإنسان في إفريقيا لا يعود لأسود تسافو بحسب معظم العلماء، بل إلى أسود أحداث أواخر الثلاثينات وصولا لأواخر أربعينات القرن العشرين في ما كان يُدعى يومها تنجانيقا (تنزانيا حاليا). فقد كانت زمرة بأكملها تقتات بشكل كبير على البشر، إلى أن قام حارس الطرائد والصياد المحترف جورج روشبي بالقضاء على جميع أعضائها، ويُعتقد أن ثلاثة أجيال من هذه الزمرة قتلت واقتاتت على ما بين 1,500 إلى 2,000 شخص في المنطقة التي تُعرف اليوم بمقاطعة نيومبي.

### في الأسر

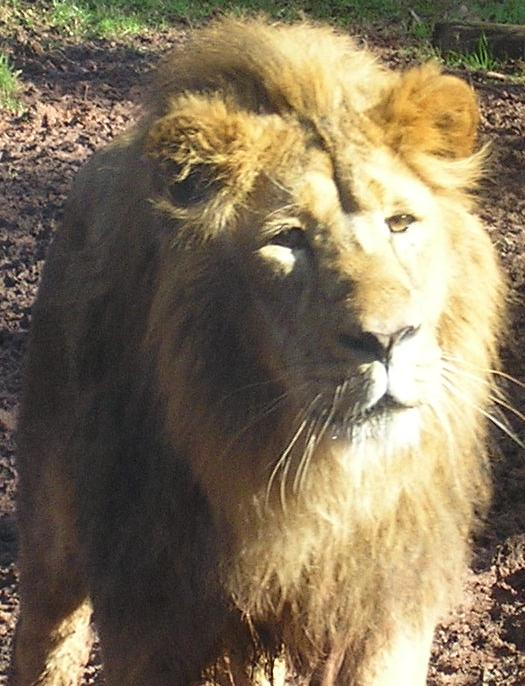
أسد في حديقة حيوانات بايغنتون.

تنتشر الأسود بشكل واسع في الأسر، وهي تُعد جزء من مجموعة الحيوانات الغريبة التي تُشكل مركز اهتمام الناس في حدائق الحيوان منذ أواخر القرن الثامن عشر؛ وتشمل هذه المجموعة دائمًا أنواعا من الفقاريات الضخمة التي تضم الفيلة، وحيدات القرن، أفراس النهر، الرئيسيات الكبيرة، وسنوريات كبرى أخرى؛ حيث كانت حدائق الحيوانات تتهافت على تجميع أكبر عدد منها بقدر الإمكان وعرضها. هناك اليوم ما يزيد على 1000 أسد إفريقي و100 أسد آسيوي في حدائق الحيوانات ومنتزهات الحياة البرية حول العالم، على الرغم من أن هذه الأخيرة أصبحت حاليّا أكثر انتقاءً لجهة الحيوانات التي تعرضها. تعتبر الأسود حيوانات ممثلة أو «سفيرة» للحياة البرية حيث يُحتفظ بها لأغراض السياحة، التثقيف، وللحفاظ على نوعها. يمكن للأسود أن تصل لسن 20 سنة في الأسر؛ ومن أحد الأسود المعمّرة، الذكر المقيم في حديقة حيوانات هونولولو بهاواي والمسمّى «أبولو» الذي نفق عن عمر 22 سنة في أغسطس 2007، أما شقيقتيه المولودتان عام 1986 فلا تزالا على قيد الحياة. تأخذ برامج إكثار الأسود في حدائق الحيوان بعين الاعتبار فصل سلالات الأسود المختلفة عن بعضها البعض كي لا تتزاوج وتلوّث المورثات المميزة لكل منها، كما وتحاول التخفيف من نسبة التزاوج الداخلي الذي يزداد احتمال حدوثه عند فصل الأفراد المنتمية لسلالات مختلفة عن بعضها.

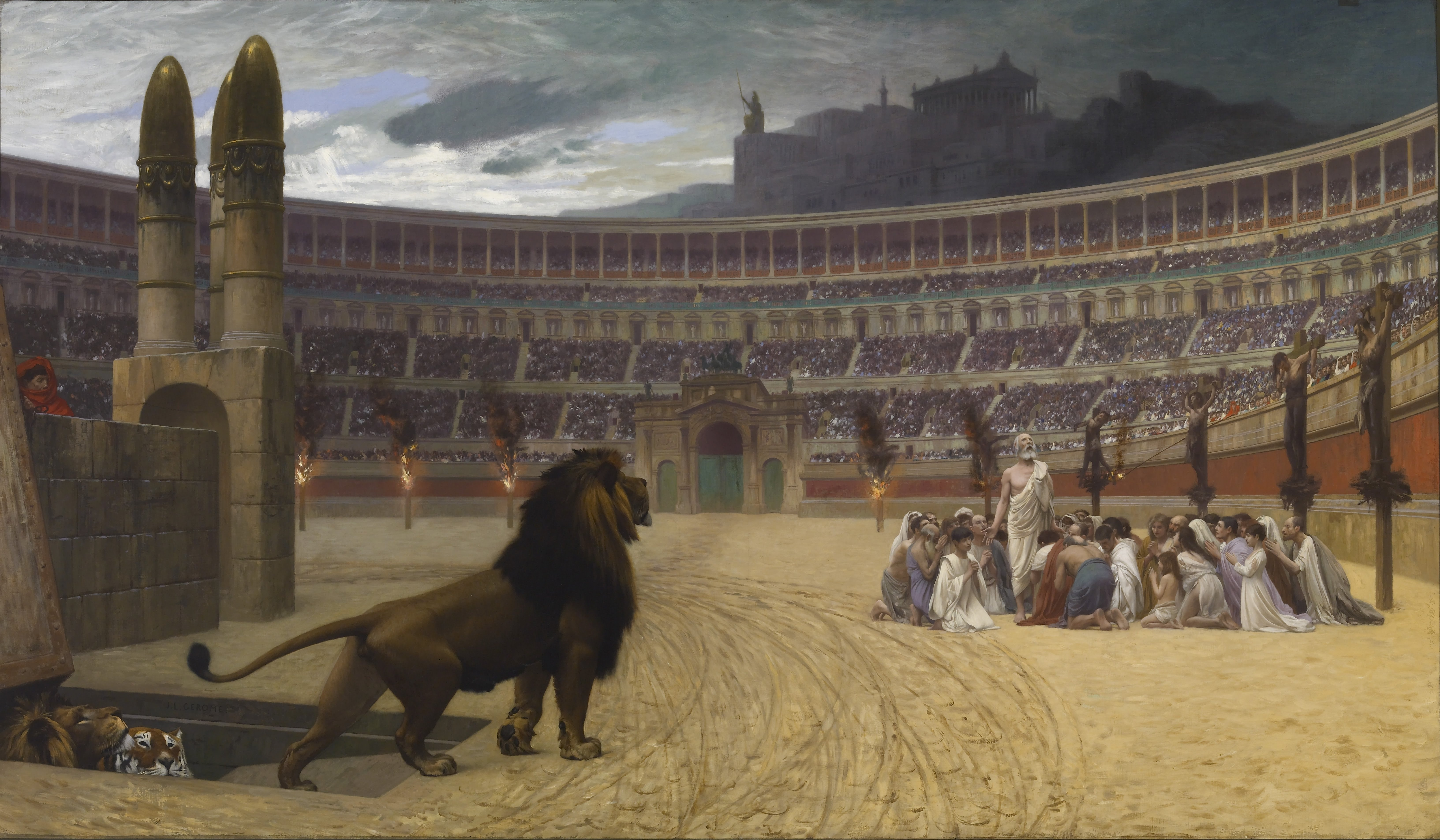
لوحة "صلاة الشهداء المسيحين الأخيرة" وهي تُظهر مجموعة من المسيحين الأوائل الذين تمّ الإلقاء بهم للأسود في حلبة الكولوسيوم بروما.

كان الملوك الآشوريين يحتفظون بالأسود ويكثروها في حدائق قصورهم منذ عام 850 قبل الميلاد، ويُقال بأن الإسكندر الأكبر قُدمت له أسود مروّضة من قبل عشيرة المالهي في شمال الهند، وخلال عهد الإمبراطورية الرومانية كان الأباطرة يحتفظون بالأسود كي تشارك بالألعاب في حلبات المجالدة، ومن الأباطرة المعروفين الذين كانوا يأمرون بالقتل الجماعي لمئات الأسود في بعض الأحيان: لوسيوس كورنيليوس سولا، بومبي، ويوليوس قيصر. أما في الشرق، فكان الأمراء الهنود يروضون الأسود ويُربونها، وقد ذكر ماركو بولو أن قوبلاي خان كان يُبقي أسوده بداخل القصر. ظهرت أولى حدائق الحيوان الأوروبية في القرن الثالث عشر، حيث كانت تُسمّى بالسراي، وكانت مخصصة فقط للعائلات الملكية والنبلاء، واستمر هذا الاسم يُطلق عليها حتى القرن السابع عشر عندما أخذت تُسمّى بمعارض الوحوش التي كانت تعتبر امتدادا لمخزن الغرائب (مخزن كان يُعتبر وكأنه موسوعة، إذ كانت تُجمع فيه أغراض مختلفة متعلقة بعلم الأحياء، الكيمياء، الأثار، إلخ...). انتشرت هذه المعارض من إيطاليا وفرنسا خلال عصر النهضة إلى باقي أنحاء أوروبا، أما في إنكلترا فلم يكن تقليد السراي منتشرا بالشكل الذي كان عليه على البر الرئيسي، لكن وعلى الرغم من ذلك كان يُحتفظ ببعض الأسود في برج لندن بسراي أسسه الملك جون الأول خلال القرن الثالث عشر، وكان يعجّ على الأرجح بحيوانات كانت موجودة في معرض وحوش سابق أسسه الملك هنري الأول عام 1125 في قصره بوودستوك بالقرب من أوكسفورد؛ حيث أفاد أحد المؤرخين بأن عدد من الأسود كان موجودا هناك.

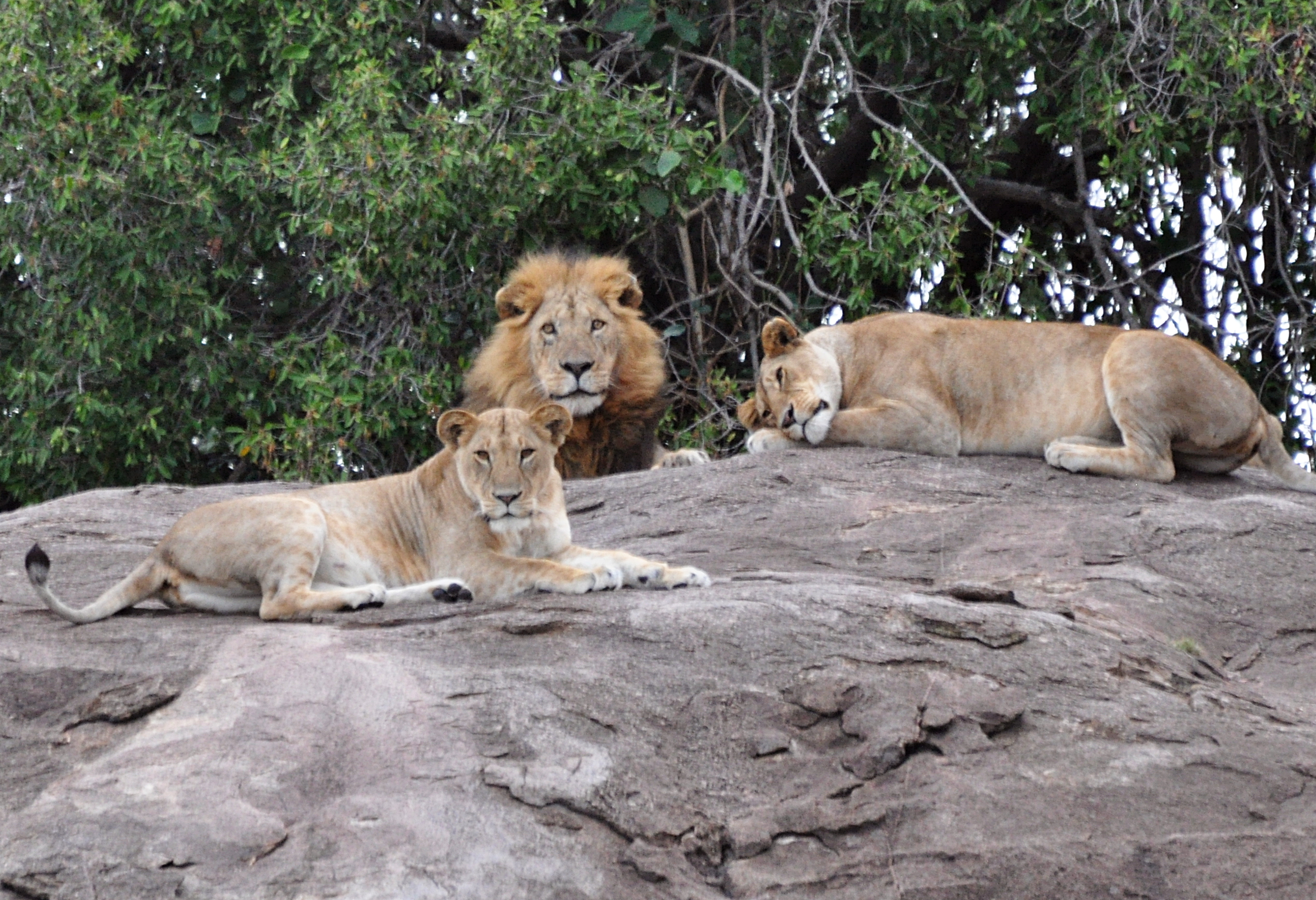
زمرة في الأسر

كانت السرايا تعبّر عن مدى سلطة وثروة صاحبها النبيل، والحيوانات من شاكلة السنوريات الكبيرة والفيلة كانت تُمثّل السلطة التي يتمتع بها، ودائمًا ما كانت تُحثّ على قتال بعضها أو حيوانات مستأنسة. بالإضافة لذلك، كانت هذه الأماكن ومعارض الوحوش تمثّل وتظهر سيطرة الإنسان على الطبيعة. وكنتيجة لهذا، فإن هزيمة «أسياد الطبيعة» هذه على يد بقرة عام 1682 كان مدعاة للاستغراب من قبل المتفرجين، كما أدّى هرب فيل من أمام وحيد قرن إلى استهزاء الجمهور بالعرض. أخذت هذه العروض بالاندثار شيئا فشيئا خلال القرن السابع عشر بعد انتشار معارض الوحوش وتخصيصها للعامّة، أما الاحتفاظ بالسنوريات الكبرى كحيوانات أليفة فظل مستمرا حتى القرن التاسع عشر، عندما بدأ الناس بالنظر إليه على أنه تصرّف غريب جدًا.

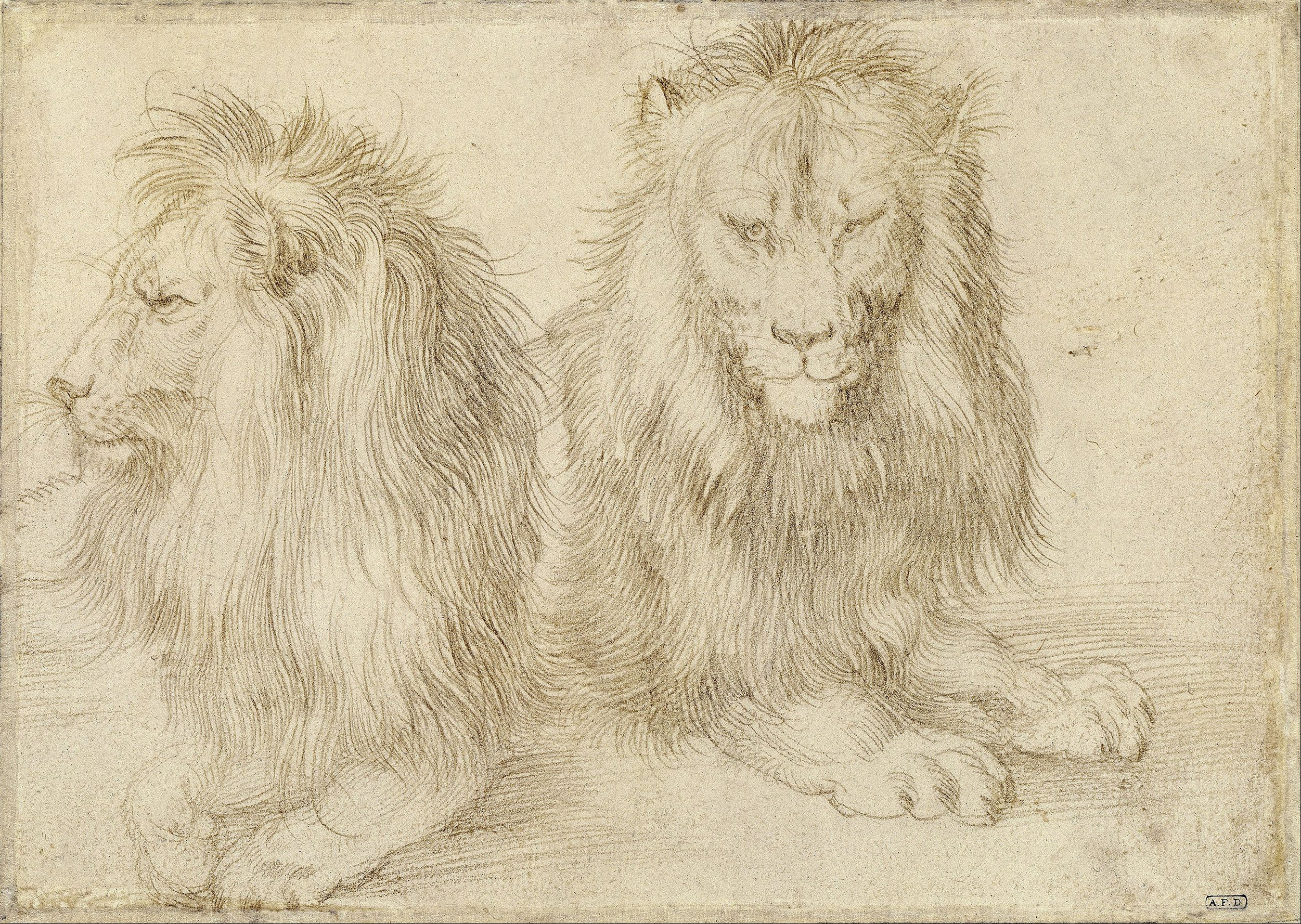
رسم للأسود بريشة ألبرشت دورر، قرابة العام 1520.

كان وجود الأسود في برج لندن متقطعا، حيث كان يُجلب المزيد منها فقط عندما تُقدّم هدية أو يطلبها أحد الملوك بنفسه أو زوجته، كما فعلت زوجة الملك هنري السادس مارغريت. تُظهر السجلات أن الحيوانات كان يُحتفظ بها في ظروف سيئة للغاية في ذلك المكان خلال القرن السابع عشر، على العكس من الظروف التي كانت تعيش فيها في فلورنسا خلال الفترة ذاتها. فتح معرض الوحوش في البرج أبوابه للعامة في القرن الثامن عشر؛ وكان سعر الدخول إليه هو جمع ثلاثة بنسات نصفية أو تقديم كلب أو هر لإطعام الأسود، وكان هناك أيضا معرضا منافسا أخر في شارع الستراند استمر بعرض الأسود حتى أوائل القرن التاسع عشر. أقفل معرض البرج أخيرا من قبل الملك وليام الرابع ونُقلت الحيوانات جميعها إلى حديقة حيوانات لندن التي افتتحت بتاريخ 27 أبريل 1828.

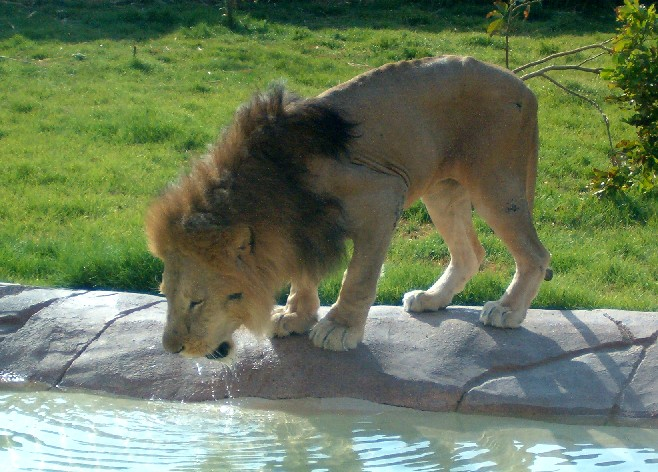
ذكر في حديقة حيوانات العين

ازدهرت تجارة الحياة البرية بالتزامن مع ازدهار التجارة بين المستعمرات الأوروبية والدول الأم في القرن التاسع عشر، وكانت الأسود تُعد من ضمن المنقولات المألوفة رخيصة الثمن، على الرغم من أنه كان يتم مقايضتها بأسعار أكبر من أسعار الببور، لكنها كانت أقل ثمنا من بعض الحيوانات الأخرى الأكبر حجما والتي يصعب نقلها مثل الزرافات وأفراس النهر، وبخسة الثمن كثيرًا عند مقارنتها بحيوانات أخرى نادرة كان يجب الحصول عليها لاستقطاب الجماهير مثل الالباندا. كان يُنظر إلى الأسود، كما باقي الحيوانات الأخرى، على أنها بضائع، أكثر منها مخلوقات طبيعيّة، متدفقة على الدوام لا يُحتمل نضابها، فكانت تُستغل وتُصاد بدون رحمة، وتُتكبد خسائر فادحة في أعدادها أثناء عملية إمساكها ونقلها. أدّى صيد الأسود المستمر إلى انتشار صورة وفكرة صيّاد الأسود البطل بين الناس بشكل واسع لقسم كبير من ذلك القرن، وقد استغل الصيادون مانوية مشهورة وهي أن الحيوانات تُقسّم إلى «شريرة» و«صالحة» كي يضيفوا عنصر الإثارة على مغامراتهم ويظهرون أنفسهم بمظهر الشجعان. وقد أدّى هذا إلى الشك دوما بالسنوريات الكبرى على أنها آكلة للبشر، فأصبحت تمثل «الخوف من الطبيعة الأم والشعور بالرضى للتغلّب عليها».

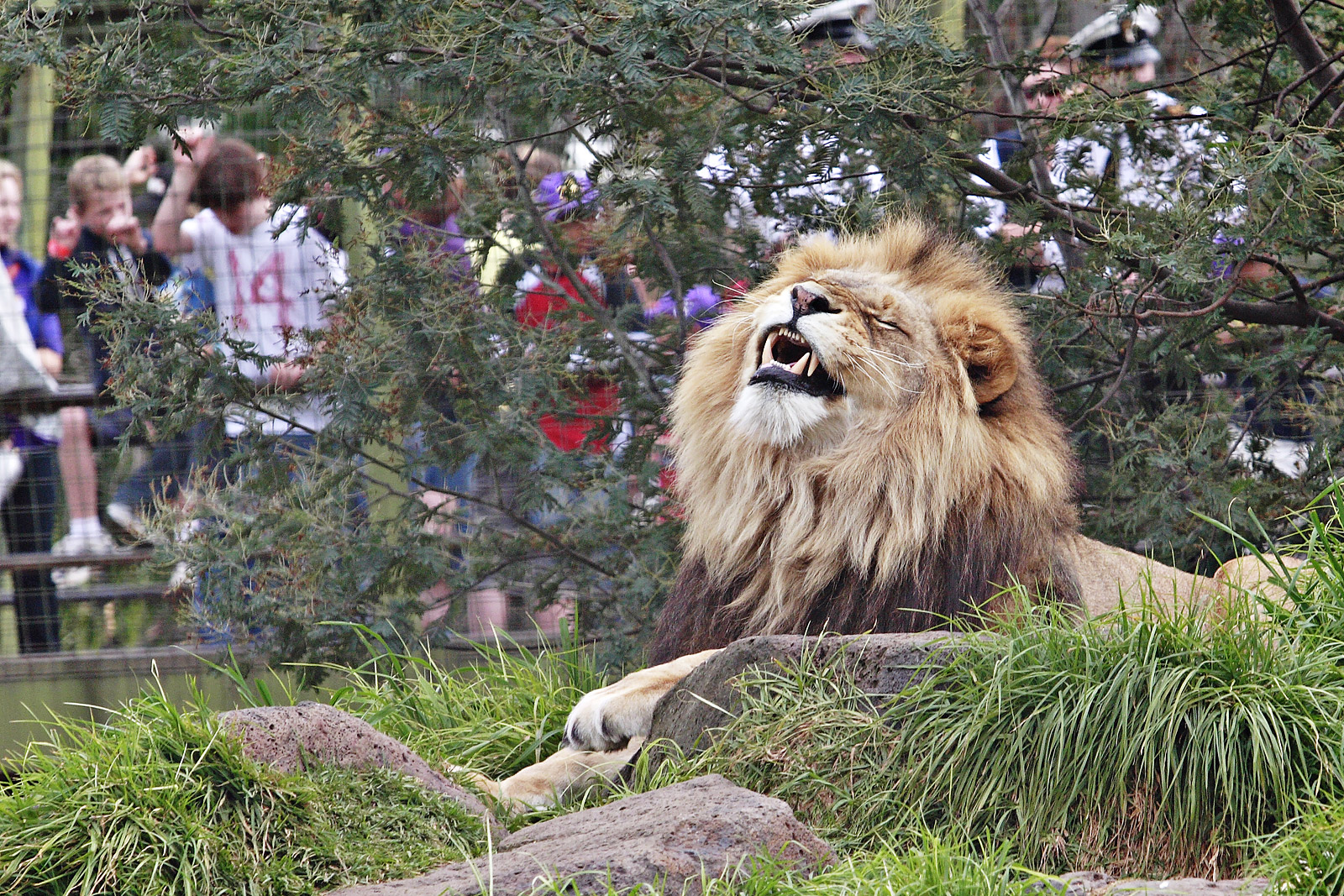
أسد في حديقة حيوانات ملبورن يجلس على منطقة معشوشية مرتفعة في حظيرته يحيط بها بعض الغطاء الشجري.

كان يُحتفظ بالأسود في حديقة حيوانات لندن في أقفاص ضيقة مزدحمة قذرة من جرّاء تراكم برازها وبولها بالإضافة لبقايا طعامها من جهة، ولصعوبة تنظيفها من جهة أخرى حيث أن ذلك كان يتطلب نقلها من قفص لأخر، واستمر الحال هكذا إلى تمّ بناء دار أسود أكبر ذو أقفاص أوسع خلال عقد السبعينات من القرن التاسع عشر. طرأت تغيرات أخرى على معارض الأسود في أوائل القرن العشرين، عندما قام تاجر الحيوانات كارل هاغنبيك بتصميم حظائر تشابه مسكن الأسود الطبيعي، ذات صخور إسمنتيّة، مساحة شاسعة كي تسرح فيها، وخندق يحيط بالحظيرة عوضا عن القضبان، وقد صُممت أولى هذه المعارض لحديقتي حيوانات ملبورن وتارونغا في أستراليا، بالإضافة لبضعة حدائق أخرى في أوروبا. وعلى الرغم من أن تصميم هاغنبيك حظي بالمديح وأصبح شائعا، إلا أن المعارض ذات القضبان بقيت رائجة حتى الستينات من القرن العشرين في الكثير من حدائق الحيوان. أدّى بناء حظائر أكبر، وأقرب شكلا إلى الموئل الطبيعي للأسود في العقود الأخيرة للقرن العشرين، باستخدام الشباك والزجاج غير القابل للكسر للإحاطة بالمعرض، عوضا عن الخنادق، إلى السماح للزوار بالاقتراب من الحيوانات أكثر من أي وقت مضى، حتى أن البعض من المعارض أخذ يضع عرين الأسود على أرض مرتفعة أكثر من الطريق التي يمشي عليها الزوار مثل معرض غابة السنوريات/مطلّ الأسد في حديقة حيوانات مدينة أوكلاهوما. تعيش الأسود اليوم في معارض كبيرة قريبة في شكلها من شكل مسكنها في البريّة؛ حيث يتم اللجوء إلى إرشادات معاصرة يوصى بها لبناء معرضها كي يشابه موئلها بأكبر قدر ممكن ويؤمن لها احتياجاتها الطبيعية، مثل وجود عرائن متفرقة في عدّة مناطق، أماكن مرتفعة مشمسة وظليلة حيث تستطيع الأسود أن تجلس، وما يكفي من الغطاء النباتي الأرضي، بالإضافة لمصدر للمياه ومساحة كافية كي تجول فيها الحيوانات.

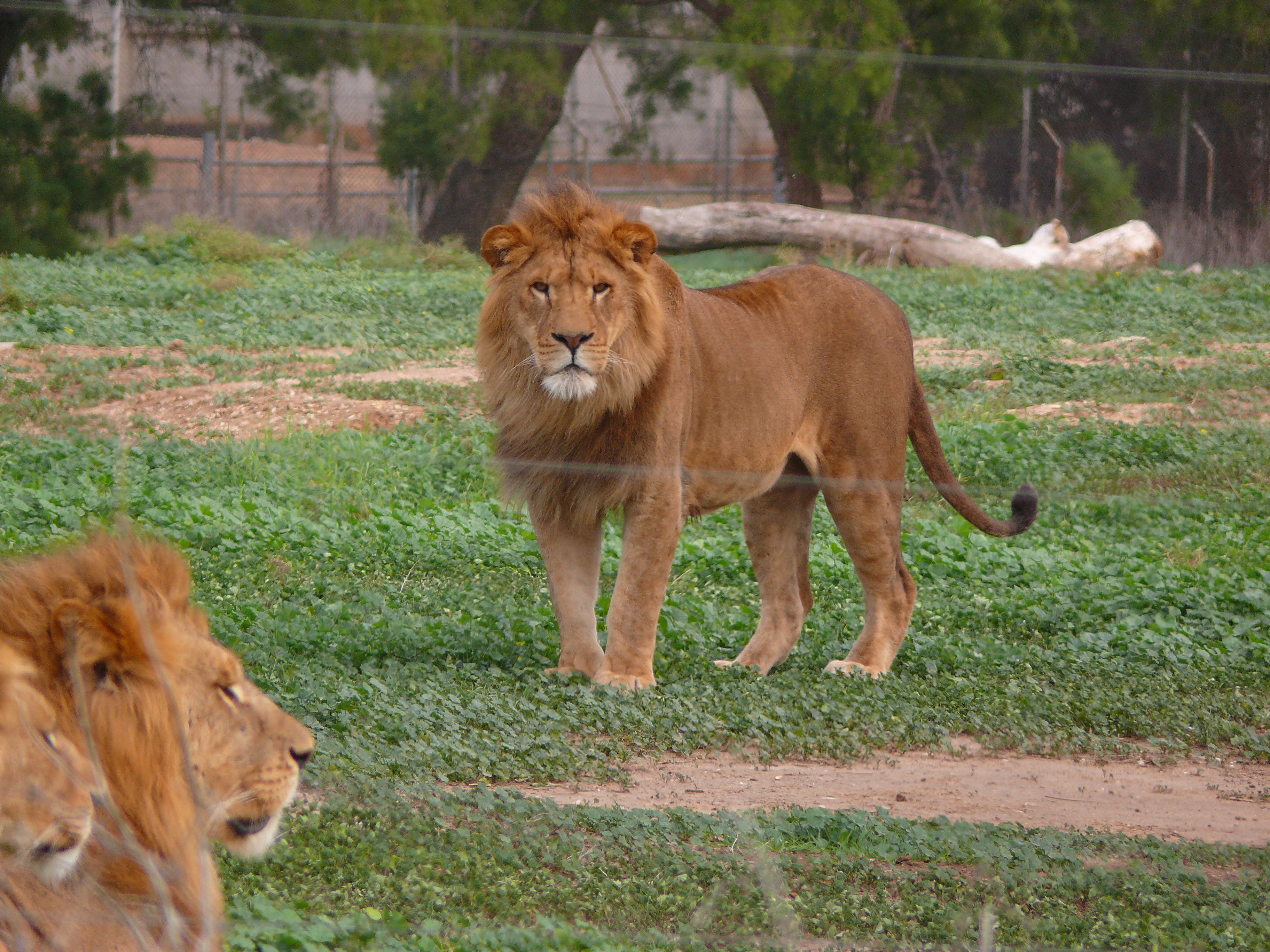
أسود في حديقة حيوانات في رمات جان

كان هناك بعض الحالات التي قام فيها أشخاص بتربية أسد، مثل اللبوة إلسا، التي قام بتربيتها الناشط البيئي الراحل جورج آدمسون وزوجته جوي آدمسون، وطوّرت علاقة وثيقة معهما وبشكل خاص مع الأخيرة. حصدت هذه اللبوة الشهرة في وقت لاحق بعد أن تمّ توثيق حياتها في عدد من الكتب والأفلام.

### الأسر والترويض

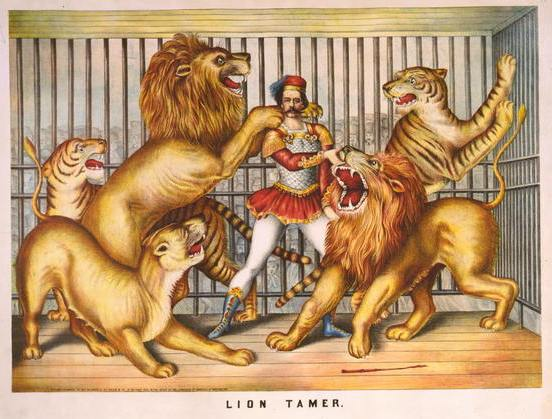
حفر كليشيه من القرن التاسع عشر يُظهر مروضا في قفص مليئ بالأسود والببور.

يُعد أسر الأسود وصيدها من الرياضات النبيلة (أو الرياضات الدموية نسبةً إلى الدم الملكي أو النبيل) وهو يتضمن حثها على قتال حيوانات أخرى، وهي الكلاب في العادة. تظهر الوثائق أن هذه الرياضة كانت موجودة في العصور القديمة واستمرت حتى القرن السابع عشر إلى أن تمّ منعها في فيينا بحلول عام 1800، وفي إنكلترا عام 1825.
يرمز ترويض الأسود إلى فعل استئناس الأخيرة لغرض الترفيه، إما لكونها جزء من سيرك قائم، أو لغرض خاص، كما في حالة الساحرين سيغفريد وروي الذين كانا يستئنسا الأسود والببور لغرض عرضها في عروضهم السحرية. يُستعمل مصطلح ترويض أيضا للتعبير عن فعل تدجين السنوريات الكبرى الأخرى مثل الببور، النمور، وأسود الجبال. ابتدأ ترويض الأسود خلال النصف الأول من القرن التاسع عشر، وكان الرائدان الأولين في هذا المجال الفرنسي هنري مارتن والأميركي إسحق فان آمبورغ، الذين جالا في عدد من البلدان لعرض مهاراتهما وأساليبهما التي اقتبسها عنهما عدد من المروضين اللاحقين. أدّى فان آمبورغ عرضه أمام الملكة فيكتوريا عام 1838 عندما كان يجول في المملكة المتحدة، أما مارتن فألّف مسرحية إيمائية تدعى «أسود مايسور» (بالفرنسية: Les Lions de Mysore)، وقد استعار آمبورغ هذه الفكرة منه لاحقا. حجبت هذه العروض عروض الفروسية وأصبحت هي أساس عروض السيركات، لكنها لم تلفت انتباه الناس تماما حتى أوائل القرن العشرين عن طريق السينما. أدّى إظهار تفوق الإنسان على الحيوان بهذا الشكل إلى تحقيق هدف مشابه للهدف المنشود الذي كانت ترمي إليه حلبات مصارعة الوحوش في القرون السابقة. يُحتمل أن منصب مروّض الأسود الذي يًعد أيقونيّا اليوم تمّ إسناده لأول مرة للأميركي كلايد بيتي (1903–1965).

## تمثيل الأسد في الثقافة الإنسانية

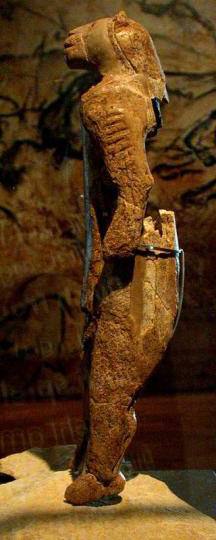
"سيدة الأسد"-منحوتة برأس أسد عُثر عليها في ألمانيا. يُعتقد بأنها أقدم تمثيل بشري للأسد.

أعتبر الأسد أيقونة للإنسانية منذ آلاف السنين، حيث ظهر كرمز في الكثير من الحضارات الأوروبية، الآسيوية، والإفريقية، وعلى الرغم من تعرّض البشر لهجوم هذه الحيوانات وحتى للافتراس في بعض الأحيان، فقد تمتعت بوصف إيجابي في أكثر الأحيان، فقيل أنها قوية وشرسة لكنها نبيلة على الرغم من ذلك. ومن الأوصاف والألقاب المألوفة للأسود في معظم الحضارات لقب «ملك الأدغال» أو «ملك الغابة»، و«ملك الوحوش»؛ وبالتالي فإن الأسد أعتبر منذ القدم رمزا للملكيّة والمجد، بالإضافة للشجاعة؛ وظهر في العديد من الحكايات للراوي الإغريقي أزوب، التي تعود للقرن السادس قبل الميلاد. ومن التفسيرات المفترضة لاكتساب الأسد هذه السمعة المهيبة على الرغم من انه ليس أكبر اللواحم أو أكثرها شراسة، هو أنه أكبر الحيوانات المفترسة المعروفة للحضارات القديمة التي بنت عليها الحضارات اللاحقة أساساتها، مثل الحضارة المصرية وحضارات بلاد ما بين النهرين وحوض البحر المتوسط، وعلى الرغم من أن بعض هذه الحضارات عرفت ضوار أكبر من الأسود، مثل الببر في إيران والعراق، الدب في اليونان، إلا أن الأسد يبقى أشد تأثيرا بالنفس منها جميعا بسبب مظهره الخارجي (خصوصا الذكر).
يعود أقدم تمثيل للأسد في الحضارة البشرية إلى حوالي 32,000 سنة؛ فقد تمّ العثور على منحوتة عاجيّة لشخص برأس أسد في كهف فوغلهيرد بجبال الألب في جنوبي غرب ألمانيا، وأطلق عليها اسم «الرجل الأسد» في بداية الأمر (بالألمانية: Löwenmensch) قبل تعطى اسم «سيدة الأسد» (بالألمانية: Löwenfrau)، وتُنسب هذه المنحوتة إلى الحضارة الأورينياسيّة (نسبة إلى موقع أورينياك الذي عُثر فيه على أثار من تلك الحقبة). ومن التمثيلات القديمة للأسود أيضًا، الرسوم الكهفيّة مثل تلك التي عُثر عليها في كهفيّ لاسو وشوفيه في فرنسا، ففي الأول وُجد تصوير لأسدين يتزاوجان قدّر وجوده منذ حوالي 15,000 عام، أي خلال العصر الحجري القديم، أما في الثاني فقد عُثر على رسوم لأسود كهوف عام 1994؛ وقد قُدر عمرها بقرابة 32,000 عام، على الرغم من أنه يُحتمل أن تكون من نفس حقبة رسوم لاسو أو من فترة أقرب منها.
مجّد المصريون القدماء اللبؤة (الصيادة الشرسة) وصوروا آلهتهم الحربية بهيئتها، ومن ضمن الآلهة المصرية الممثلة بهيئة الأسد: سخمت، باخت، تفنوت، مسخنت، منحت، مفدت، وأبو الهول؛ ومن هذه الآلهة أيضا أبنائها نفسها مثل ماحس، وبعض الألهة النوبية، وفقا لشهادة المصريين القدماء، كالإله ديدوين.

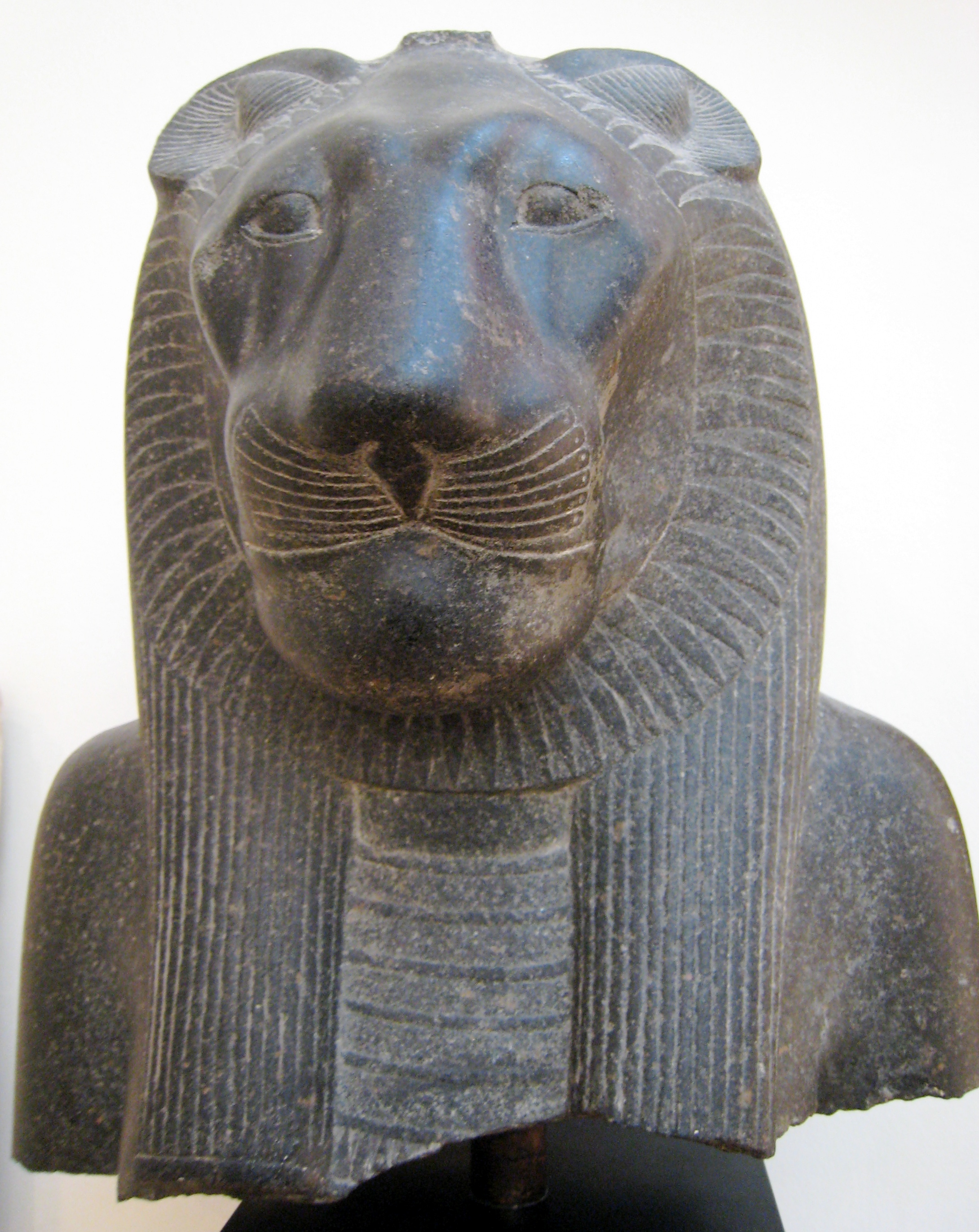
منحوتة من الغرانيت لسخمت من معبد الأقصر، تعود لما بين عاميّ 1403-1365 ق.م. يُحتفظ بها اليوم في المتحف الوطني بكوبنهاغن.

إن الفحص الدقيق للآلهة الممثلة على هيئة أسود في الكثير من الحضارات القديمة يُظهر أنها لم تُمثّل بهيئة ذكور فقط بل بلبؤات أيضا. يظهر التقدير والأعجاب بالتعاون المنسق الذي تظهره اللبوات خلال الصيد في أثار بشرية تعود لعصور قديمة جدًا، ومن ذلك بوابات الأسود التي رُسم أو نُحت على معظمها أشكالا تعود للبؤات. ومن الأسود المشهورة الأسطورية، الأسد النيمياني، الذي كان رمزا في اليونان القديمة وروما، وقد اعتبر رمزا لمجموعة النجوم التي تشكل برج الأسد، كما وتم ذكره في الميثولوجيا حيث قام هرقل بقتله وارتداء جلده المنيع ليحمي به نفسه.
كان الأسد شعارا لقبيلة يهوذا، وبعد أن تأسست مملكتهم حتى اتخذت من الأسد شعارا لها أيضًا، وقد ذُكر الأسد في الفصل ما قبل الأخير من سفر التكوين عندما كان النبي يعقوب يُبارك أبنه الرابع. وفي إسرائيل حاليا، يظهر الأسد كرمز لمدينة القدس، حيث يبرز على علم المدينة وكشعار لها.

أسد بابل الذارع، على بوابة عشتار، بابل، العراق.

يُعد الأسد رمزا بارزا في كلا الحضارتين البابلية القديمة والحديثة، ويُعرف الأسد البابلي التقليدي، المرسوم والمنحوت على العديد من الجدران الأثرية، باسم أسد بابل الذارع. ويُقال أنه في بابل تمّ إلقاء النبي دانيال المذكور في الكتاب المقدس إلى عرين الأسود وإنقاذه منه لاحقا. خُصصت هذه الرمزيّة لاحقا في العراق لدبابة أسد بابل خلال عهد نظام صدام حسين، وقد اقتبست تقنية الدبابة من إحدى النماذج الروسية.
قيل لعم الرسول محمد بن عبد الله حمزة بن عبد المطلب، الذي كان يُعرف بأنه صيّاد للأسود: أسد الله، ويقال «من نبل الأسد أنه اشتق لحمزة بن عبد المطلب»، وفي الإسلام يُعد الأسد (الضواري بشكل عام) من الحيوانات المحرّم أكلها، كما ذُكر في القرآن الكريم أن ما أكله الأسد يعد أيضا من المحرمات، واستخدم لفظ «سبع» ليدل على هذه الضواري. قال عدد من الأئمة وعلماء الدين المسلمون، مثل الأمام الشافعي وأبو حنيفة وأحمد بن حنبل وداود والجمهور: «يحرم أكل الأسد لما روى مسلم في صحيحه أن النبي صلى الله عليه وسلم قال: كل ذي ناب من السباع فأكله حرام»، بينما قال أخرون مثل الإمام مالك: «يكره أكل كل ذي ناب من السباع ولا يحرم».
يُعد ناراسيما (الرجل الأسد)، وفقا للنصوص البورانيّة الهندوسية، تجسيد أو أفتار لفيشنو يأخذ شكل رجل نصفه أسد، وهو يُعبد من قبل من نذروا أنفسهم له الذين يؤمنون بأنه أنقذ الطفل الذي نذر نفسه إليه، براهلدا، من والده الملك الشيطان الشرير «هيرانياكشيبو»؛ يأخذ الفيشنو شكل شخص نصفه أسد ونصفه الأخر إنسان في حالة ناراسيما، حيث يمتلك خصرا وقسما سفليّا بشريّا، ووجه شبيه بوجه الأسد ومخالب. يُعبد ناراسيما بوصفه «الأسد الإله».

علم سريلانكا.

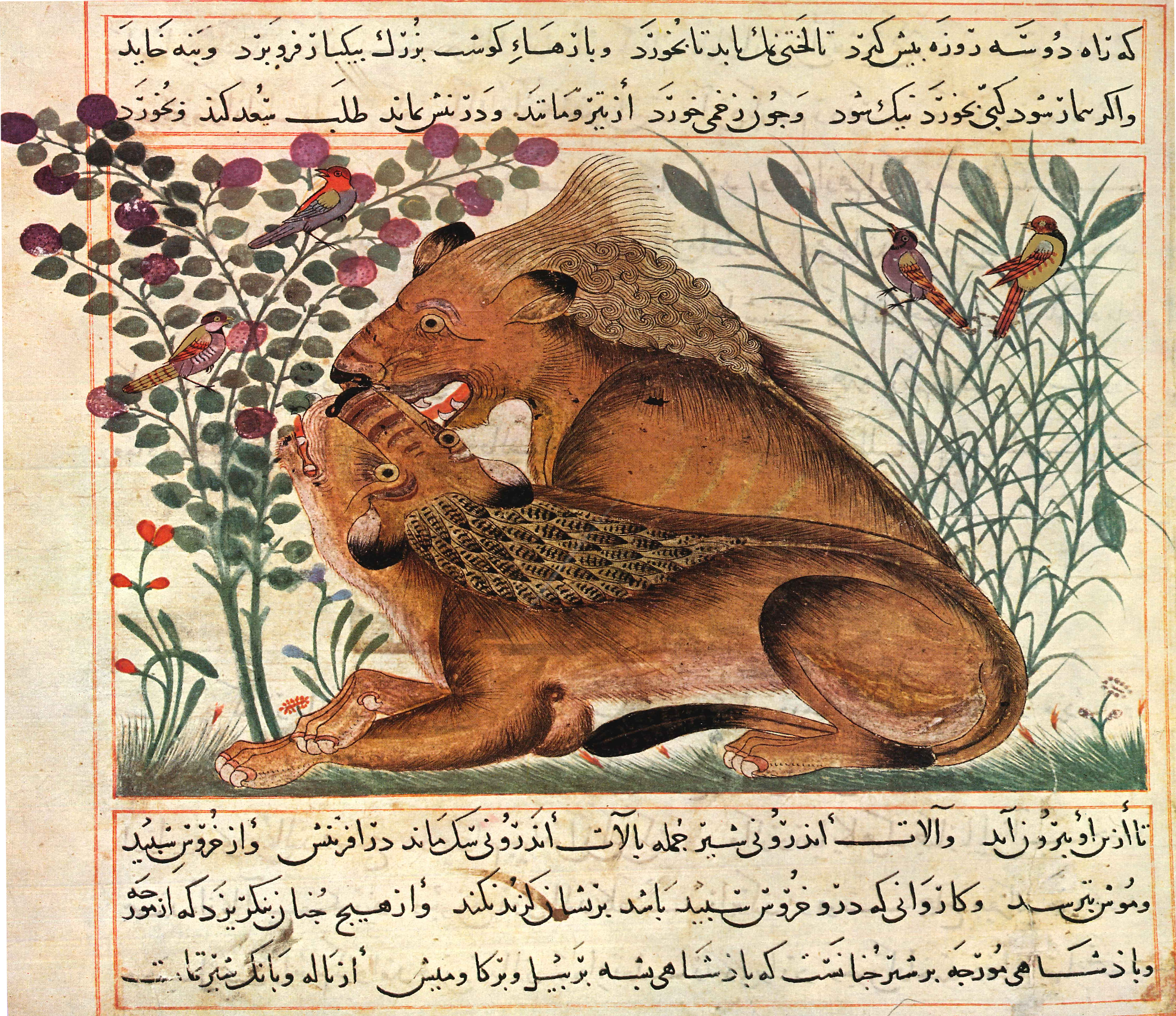
أسد ولبوة في وضعية مداعبة من كتاب منافع الحيوان لعبيد الله بن بختشوع.

ومن مظاهر تمثيل الأسد الأخرى الاسم الفيداوي الهندي القديم «سينغ» والذي يعني أسد ويعود تاريخه إلى حوالي 2000 سنة في الهند القديمة، والذي كان يطلق أصلا على أفراد الطبقة العسكرية (الراجبوتيون). وبعد ولادة أخوة الخالصة عام 1699 أخذ السيخ باسم «سينغ» وفقا لرغبات الغورو غوربند سينغ. أصبح هناك اليوم قرابة 20 مليون سيخي في العالم يستعملون هذا اللقب كما يفعل الهندوس الراجبوتيون.
تضع الكثير من الدول الآسيوية والأوروبية الأسد على أعلام دولها وتتخذ منه شعارا لها، ومن أبرزها الشعار الوطني للهند. وفي جنوبي شبه القارة الهندية، يُعتبر الأسد الآسيوي رمزا للسينهاليون، المجموعة العرقية الأكبر في سريلانكا؛ يُشتق هذا الاسم من الكلمة الهندو أوروبية سينهالا، التي تعني «شعب الأسد» أو «الشعب ذي دم الأسد». يبرز الأسد الآسيوي حامل السيف كشكل مركزي في علم سريلانكا.
يدخل الأسد الآسيوي ضمن قائمة الحيوانات المألوفة الممثلة في الفن الصيني، وقد استخدمت صورتها لأول مرّة خلال أواخر حقبة الربيع والخريف (القرن الخامس أو السادس قبل الميلاد)، ثم أصبحت أكثر انتشارا خلال عهد سلالة هان (206 ق.م.-220 م.)، عندما أخذ الأباطرة يضعون تماثيل الأسود الحارسة الإمبراطورية أمام مداخل قصورهم كشكل من أشكال الحماية. كانت الأوصاف الصينية الأولى للأسود غير مطابقة لأوصافها الحقيقية بسبب أنها لم تقطن الصين يوما؛ وبعد إدخال الفن البوذي إلى البلاد خلال عهد سلالة تانغ (بعد القرن السادس الميلادي)، أخذ الفنانون يصورون الأسود بدون أجنحة كما في السابق، كما أصبحت أجسادها أثخن وأقصر، وشعر لبدتها أجعد. تُعد رقصة الأسد أحد أشكال الرقص التقليدي في الحضارة الصينية، والتي يقوم الراقصون فيها بارتداء زيّ أسد وتقليد حركاته أثناء عزف موسيقى في الغالب تستخدم فيها آلات الصنوج، الطبول، والأقراص الجرسيّة. تؤدى هذه الرقصات خلال احتفالات رأس السنة الصينية، احتفال قمر أغسطس، وغيرها من الاحتفالات التي تقام في سبيل الحصول على الحظ الجيّد.
تشتق جزيرة سنغافورة اسمها من الكلمتين الملاويتين سينغا (أسد) وبورا (مدينة)، والتي تتحدر بدورها من الكلمات التاميلية-السنسكريتية சிங்க سينغا सिंह سيمها وपुर புர بورا، المماثلة للكلمة اليونانية πόλις بولس. أعطي هذا الاسم للجزيرة، وفقا للنصوص التاريخية، في القرن الرابع عشر من قبل أمير سومطري ملاوي يُدعى «سانغ نيلا أوتاما»، الذي ترجّل على الجزيرة بعد عاصفة رعديّة ورأى حيوانا غريبا على الشاطئ، فأخبره رئيس وزرائه بأنه أسد (أسد آسيوي). أظهرت الدراسات الأخيرة لسنغافورة أن الأسود لم تصل إليها يوما، لذا فإن الحيوان الذي شاهده الأمير كان ببرا على الأرجح.
«أصلان» أو «أرسلان» (بالتركية: Aslan أو Arslān) هو الاسم التركي والمغولي للأسد، وقد استخدم كلقب لعدد من الحكام السلاجقة والعثمانيون، بما فيهم ألب أرسلان وعلي باشا حاكم يانينة (أسد يانينة)، وهو أيضا اسم تركماني/إيراني ولقب لبعض العائلات الدرزية في لبنان وسوريا، الذين يحملون أيضا لقب أمراء منذ عهد الدولة العثمانية، ومنهم الأمير مجيد أرسلان والأمير طلال أرسلان.

شعار القدس حاليّا.

كانت كلمة «أسد» تُخلع على العديد من الحكام المحاربين الذين اتصفوا بالشجاعة في العصور الوسطى، مثل ريتشارد الأول ملك إنكلترا، الملقّب ريتشارد قلب الأسد، هاينريش الأسد (بالألمانية: Heinrich der Löwe) دوق سكسونيا، وروبرت الثالث، دوق فنلاندرس الملقب «أسد الفلاندرس»—ولا يزال هذا اللقب كما الأسد يعد أيقونة فلاندرس الوطنية حتى العصر الحالي. ومن المحاربين الشرقين الذين حملوا لقب «أسد» حمزة بن عبد المطلب الذي قيل له «أسد الله» و«أسد الجنة» بعد استشهاده، وكذلك صلاح الدين الأيوبي الذي أطلق عليه عدد من الحكام الصليبين «أسد الشرق». تظهر الأسود كثيرًا على الشعارات القومية والوطنية، إما بصفتها جزء أساسي على الدرع نفسه، أو كدعامة، أما اللبؤات فأكثر ندرة من الأسود في شعارات البلدان. إن اللغة الرسمية في النبالة، المسماة بالتباهي، تستخدم كلمات فرنسية لتصف الصور على دروع الشعارات بدقّة، ومثل هذه الأوصاف كانت تُظهر ما إذا كانت الأسود أو الحيوانات الأخرى المصورة «جامحة»، "rampant" (منتصب على قائمتيه الخلفيتين، باسط للأماميتين) أو «وديعة»، "passant" (يقف على قوائمه الأربع، رافع ليده اليمنى)، فإن كانت تظهر على أنها جاثمة كانت تعتبر وديعة والعكس صحيح. يستخدم الأسد كشعار للعديد من الفرق الرياضية، من الفرق الوطنية لكرة القدم في إنكلترا، اسكتلندا، وسنغافورة، إلى بعض الأندية المشهورة مثل أسود ديترويت (بالإنكليزية: Detroit Lions) من الاتحاد الوطني لكرة القدم الأمريكية، تشيلسي، وأستون فيلا من الدوري الإنكليزي الممتاز، بالإضافة لمجموعة من الأندية الأصغر حول العالم. يضع نادي آستون فيلا أسدا جامحا كشعار له، وكذلك يفعل نادي رينجرز، ودندي يونايتد من الدوري الاسكتلندي الممتاز.

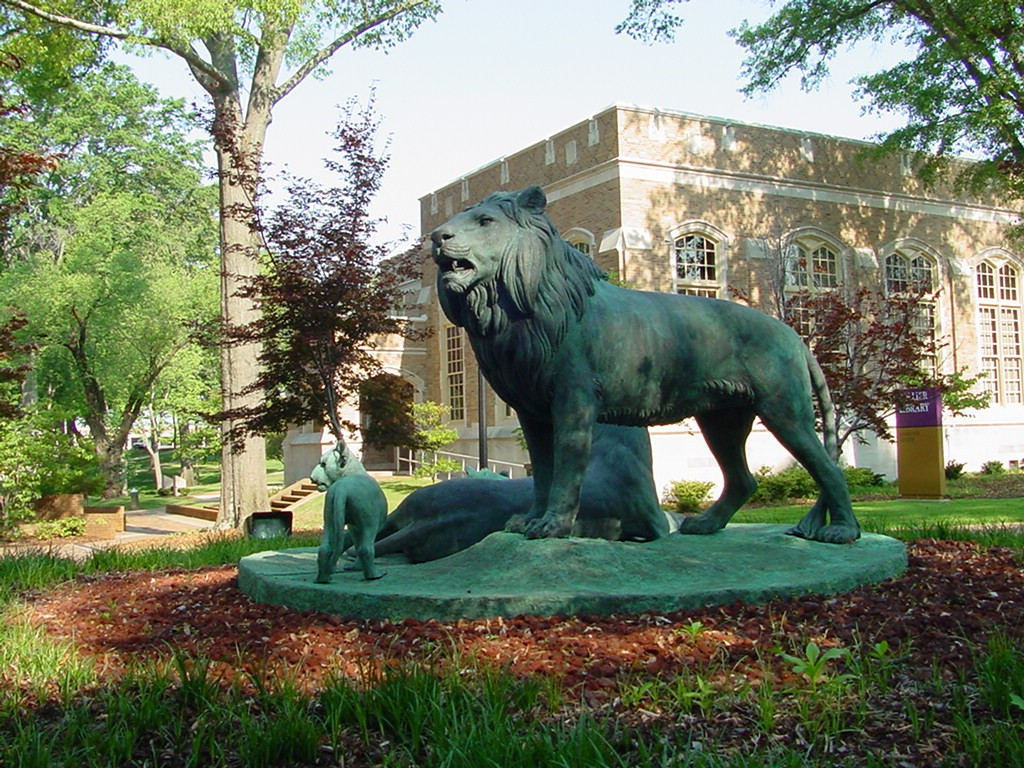
الأسد رمز وجالب حظ مشهور للعديد من الثانويات، الكليّات والجامعات في الولايات المتحدة. يقع هذا التمثال في حرم جامعة شمال آلاباما.

لا يزال الأسد يظهر في الأدب المعاصر، من أصلان المخلّص في الرواية الخيالية الأسد، الساحرة، والخزانة، وجميع الكتب اللاحقة في سلسلة سجلات نارنيا تأليف الكاتب سي. إس. لويس، إلى الأسد الجبان الكوميدي في عالم أوز المذهل. أدّى وصول تقنية السينما في أوائل القرن العشرين إلى الاستمرار باستخدام الأسد كرمز بشري؛ وأحد الأسود الأيقونية المعروفة هو ليو الأسد، جالب حظ استوديوهات ميترو غولدوين ماير (MGM)، الذي لا يزال يُستخدم منذ عشرينات القرن العشرين. وفي ستينات القرن نفسه بزغ نجم أشهر لبوة على الأرجح، ألسا، في فيلم ولدت حرّة (بالإنكليزية: Born Free)، المبني على القصة الحقيقية المنشورة بكتاب يحمل نفس العنوان. استخدم دور الأسد كملك للوحوش في الرسوم المتحركة كذلك الأمر، ابتداءً بمسلسل المنغا الياباني من خمسينات القرن العشرين الذي أطلق أول برنامج رسوم متحركة ملوّن باليابان، كيمبا الأسد الأبيض، الأسد ليوناردو من مسلسل الملك ليوناردو وأتباعه القصار، وصولا إلى فيلم والت ديزني لعام 1994 الأسد الملك، الذي أبرز الأغنية المشهورة «الأسد ينام الليلة» (بالإنكليزية: The Lion Sleeps Tonight) في تسجيل الفيلم الصوتي. تظهر صورة لأسد أيضا على عملة الراند الجنوب إفريقية، من فئة الخمسين.

## قراءة مُعمقة
- كتاب الغزال : النشرة الفلسطينية لعلم الأحياء. رحلة علمية في ربوع فلسطين والبلاد العربية وأوروبا بين الأعوام 1983-2004. تأليف : نعمان علي بسام خلف اليافاوي. الطبعة الأولى، ربيع الآخر 1425 هجرية، يوليو (تموز) 2004 ميلادية. بون - باد جودسبرج، ألمانيا. 452 صفحة. (باللغات العربية والإنجيليزية والألمانية). ISBN 3-00-014121-9
- الثدييات العربية. رحلة علمية حيوانية في ربوع فلسطين والبلاد العربية وأوروبا بين الأعوام 1980-2006. تأليف : نعمان علي بسام خلف اليافاوي. الطبعة الأولى، جُمادى الثانية 1427 هجرية، يوليو (تموز) 2006 ميلادية. ريلشينغن - هنفايلر، ألمانيا، والشارقة، الإمارات العربية. 484 صفحة. (باللغات العربية والإنجيليزية والألمانية). ISBN 3-00-017294-7
- حياة الحيوان الكبرى ص -10- للدميري حرف الألف -الأسد-
- Baratay، Eric (2002). Zoo : a history of zoological gardens in the West. London: Reaktion Books. ISBN:1861891113. {{استشهاد بكتاب}}: الوسيط author-name-list parameters تكرر أكثر من مرة (مساعدة)
- Blunt، Wilfred (1975). The Ark in the Park: The Zoo in the Nineteenth Century. London: Hamish Hamilton. ISBN:0241893313. مؤرشف من الأصل في 2022-04-10.
- de Courcy، Catherine (1995). The Zoo Story. Ringwood, Victoria: Penguin Books. ISBN:0140239197.
- Schaller، George B. (1972). The Serengeti lion: A study of predator-prey relations. Chicago: University of Chicago Press. ISBN:0226736393.

## وصلات خارجية
- الأسد الآسيوي أو الفارسي في فلسطين والمنطقة العربية والإسلامية.
- الأسد الآسيوي أو الفارسي في فلسطين (مُنقرض).
- معلومات عامة عن الأسد من موقع Lioncrusher's Domain.[وصلة مكسورة]
- الأسد من شبكة تنوع الحيوانات.
- صندوق الحفاظ على الحياة البرية الإفريقية: الأسد.
- معركة في منتزه كروغر الوطني على يوتيوب: فيديو يُظهر أسودا تتقاتل مع تمساح وقطيع من الجواميس.
- صندوق الحفاظ على الأسود: أمثلة عن بعض مشاريعه في صيانة والحفاظ على الأسود.
- مركز بحوث الأسود.